# 大祖国戦争

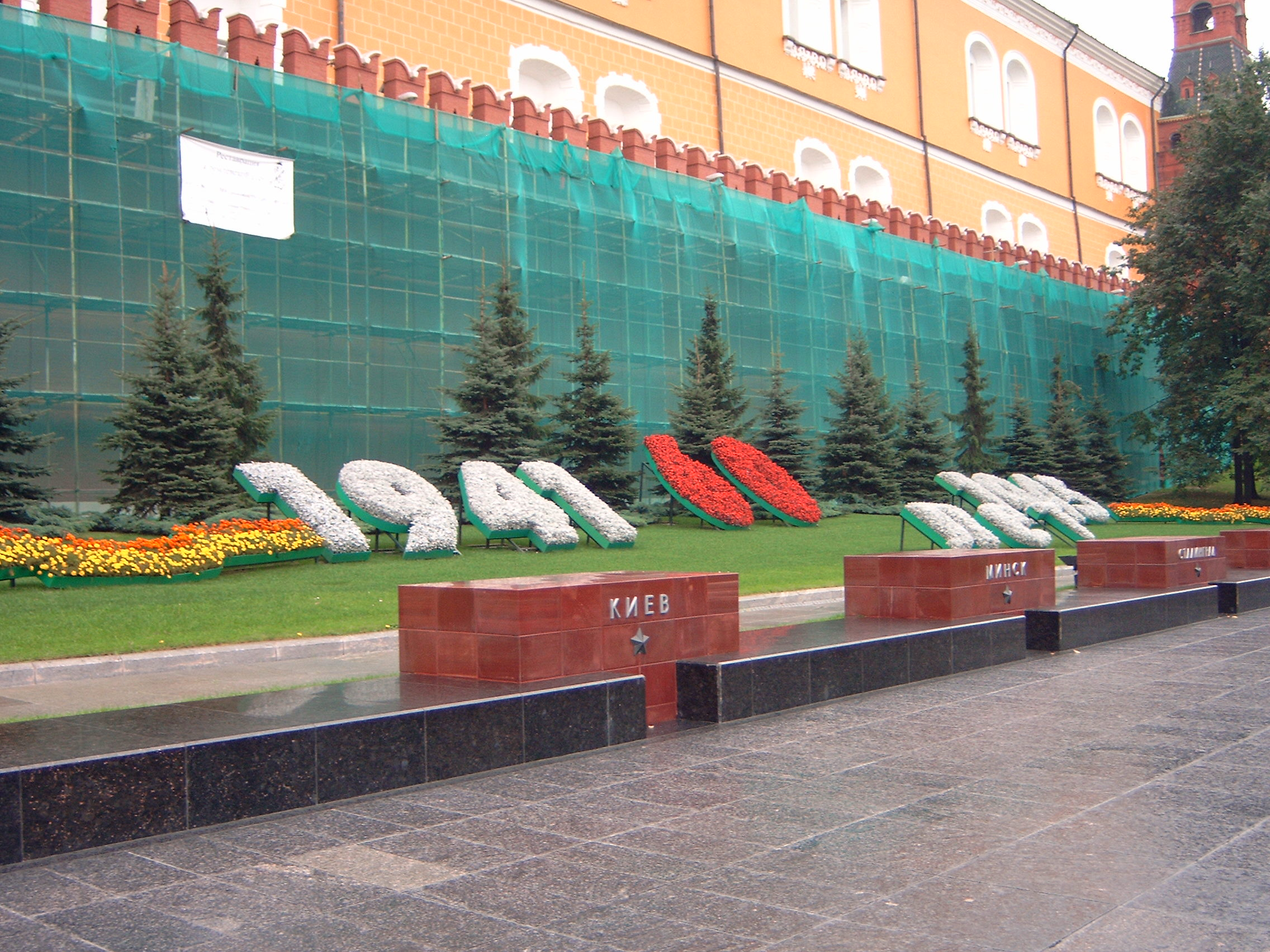
2005年、モスクワのクレムリンにて撮影。大祖国戦争戦勝60周年を祝う飾り

大祖国戦争（だいそこくせんそう、ロシア語: Великая Отечественная войнаは、ロシアをはじめとする旧ソビエト連邦諸国のいくつかで使われる用語。第二次世界大戦のうち、ソビエト連邦がナチス・ドイツおよびその同盟国と戦った1941年6月22日から1945年5月9日までの戦いを指す。旧ソ連諸国の外では、この用語は一般的に使われることはなく、東部戦線（Eastern Front）、独ソ戦などの用語が使われている。この戦闘の詳細については「独ソ戦」を参照のこと。

## 範囲
「大祖国戦争」と「第二次世界大戦」とでは指す範囲が異なっている。「大祖国戦争」は、ドイツをはじめとするヨーロッパの枢軸国諸国軍とソビエト連邦との間の戦いであり、ソビエト連邦と日本との戦い（満洲侵攻）や、ドイツと西欧・英米諸国との戦い（西部戦線）は含まれない。

## 概要
「大祖国戦争」という用語は、1941年6月22日のドイツの対ソ攻撃（バルバロッサ作戦）開始の直後に登場した。1812年にロシア帝国へ侵攻したフランス帝国のナポレオン1世をロシアが打ち破った戦いは、ロシアでは「祖国戦争」と称される。「祖国戦争」はもとは外征とは異なる自国内での防衛の戦いを指し、やがて「祖国での戦い」から「祖国のための戦い」へも適用されるようになった。第一次世界大戦でも「祖国戦争」という呼び方が使われていた。ソ連当局はこれをなぞらえた呼称でナチス・ドイツとの戦争を呼ぶことで、戦いにあたってロシア・ナショナリズムによって国民を鼓舞しようとした。ドイツ軍の侵攻直後の「プラウダ」紙には、「ソビエト人民の大祖国戦争」（Великая отечественная война советского народа）と題された長い記事が掲載されている。1942年5月20日には、大祖国戦争において英雄的な行為を見せた兵士やパルチザンらに対して贈られる「祖国戦争勲章」（Орден Отечественной войны, Order of the Patriotic War）が制定された。
ソ連時代の辞書学においては、「大祖国戦争」とはソビエトの共産主義とドイツのナチズム（ファシズム）という二つのイデオロギーの間の闘争であり、最終的にソビエトの共産主義システムがファシズムに打ち勝ってその優位性を示したとされる。

## 主な人物

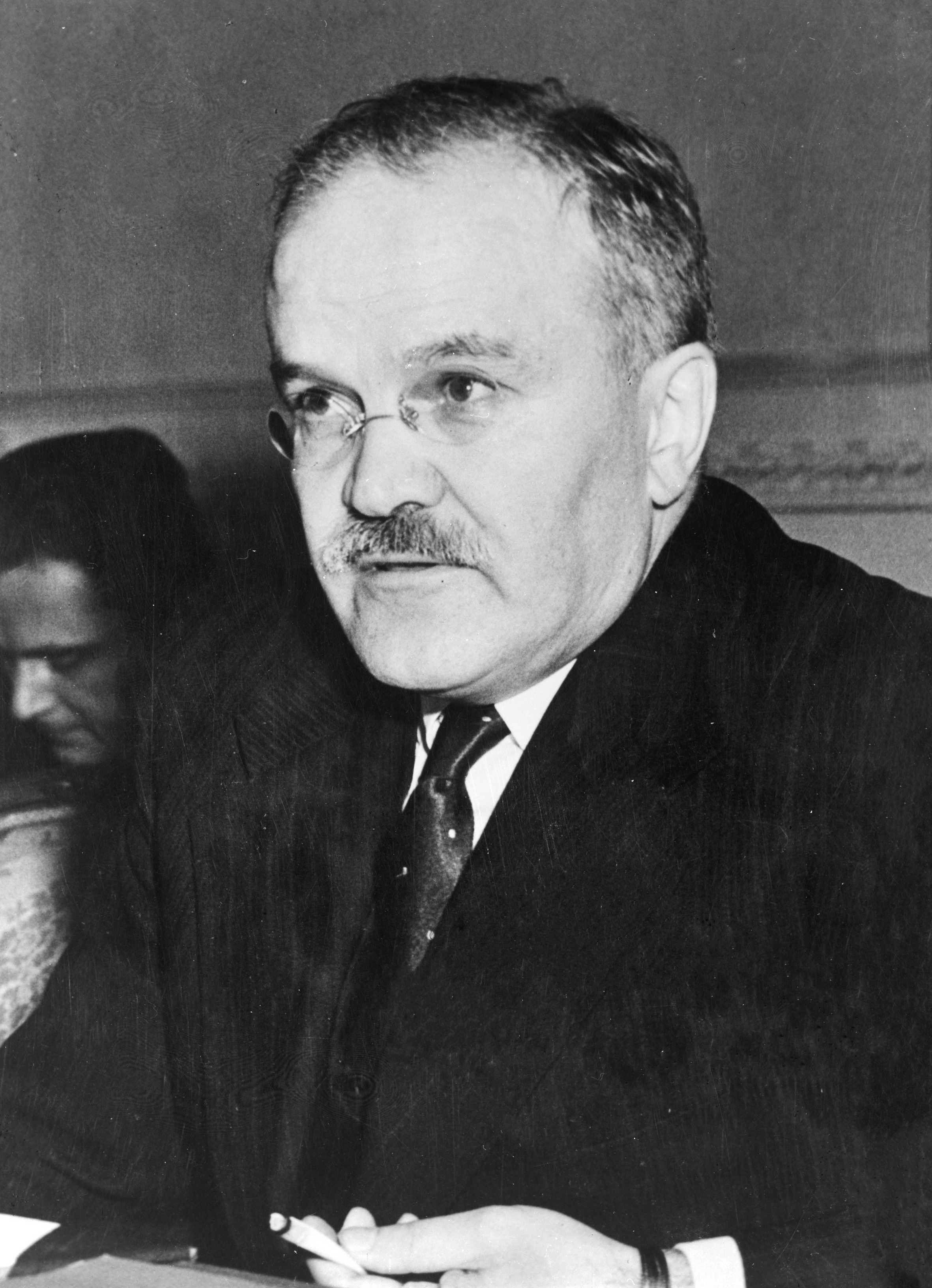
ヴャチェスラフ・モロトフ(ソ連特命全権大使（ロシア語版）)
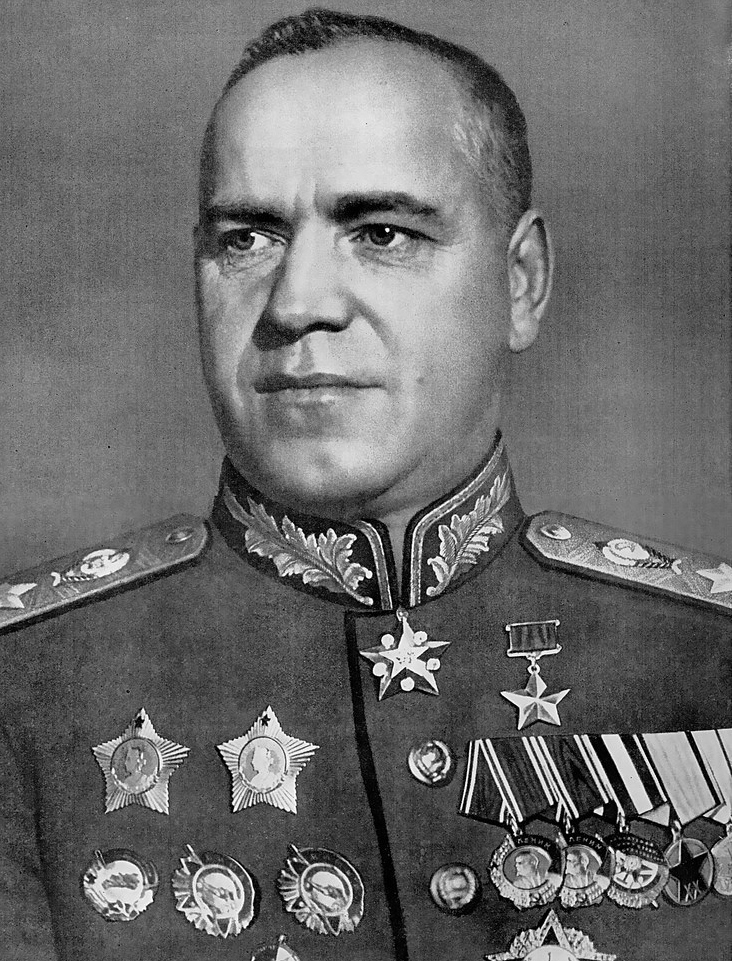
ゲオルギー・ジューコフ(ソ連邦元帥)
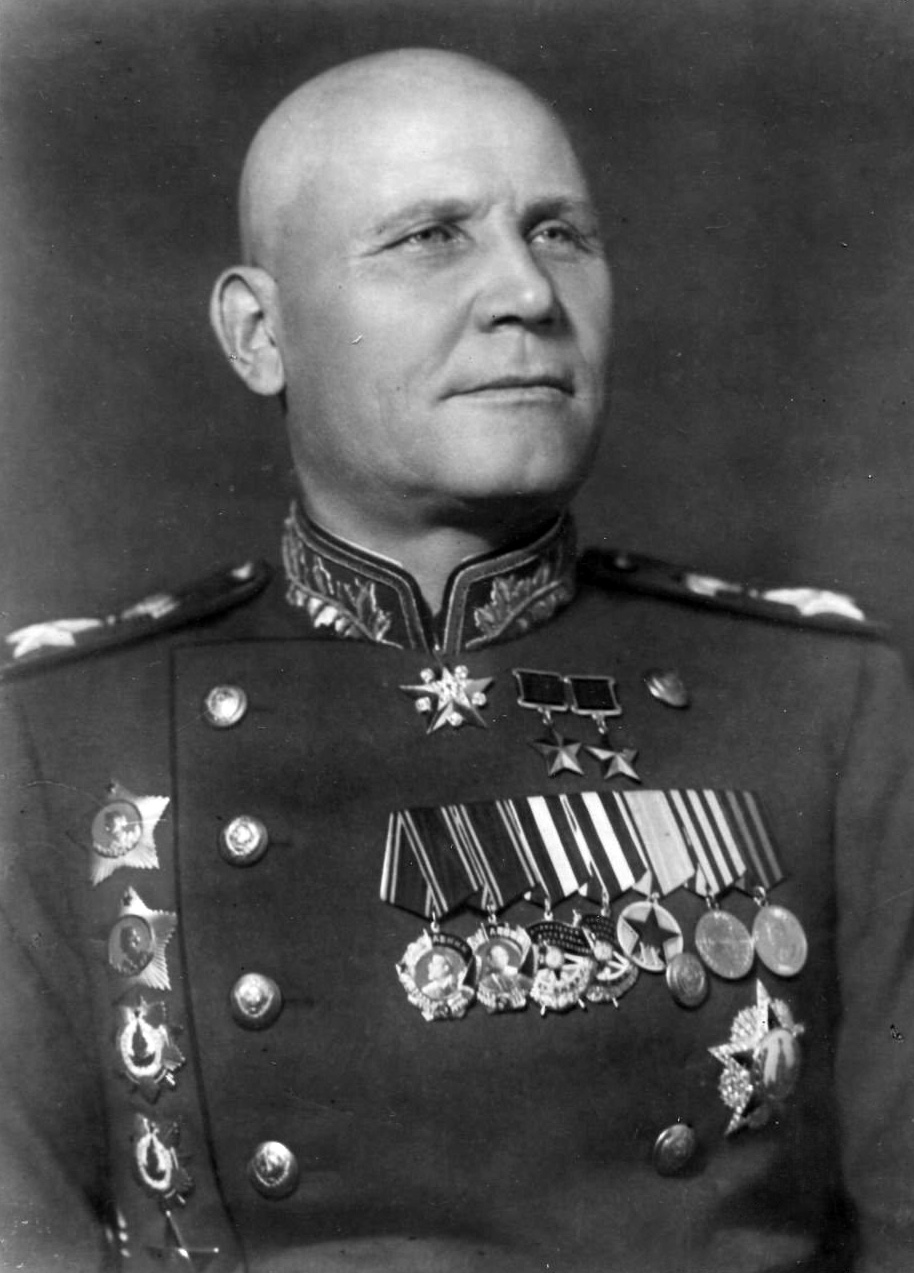
イワン・コーネフ(ソ連邦元帥)
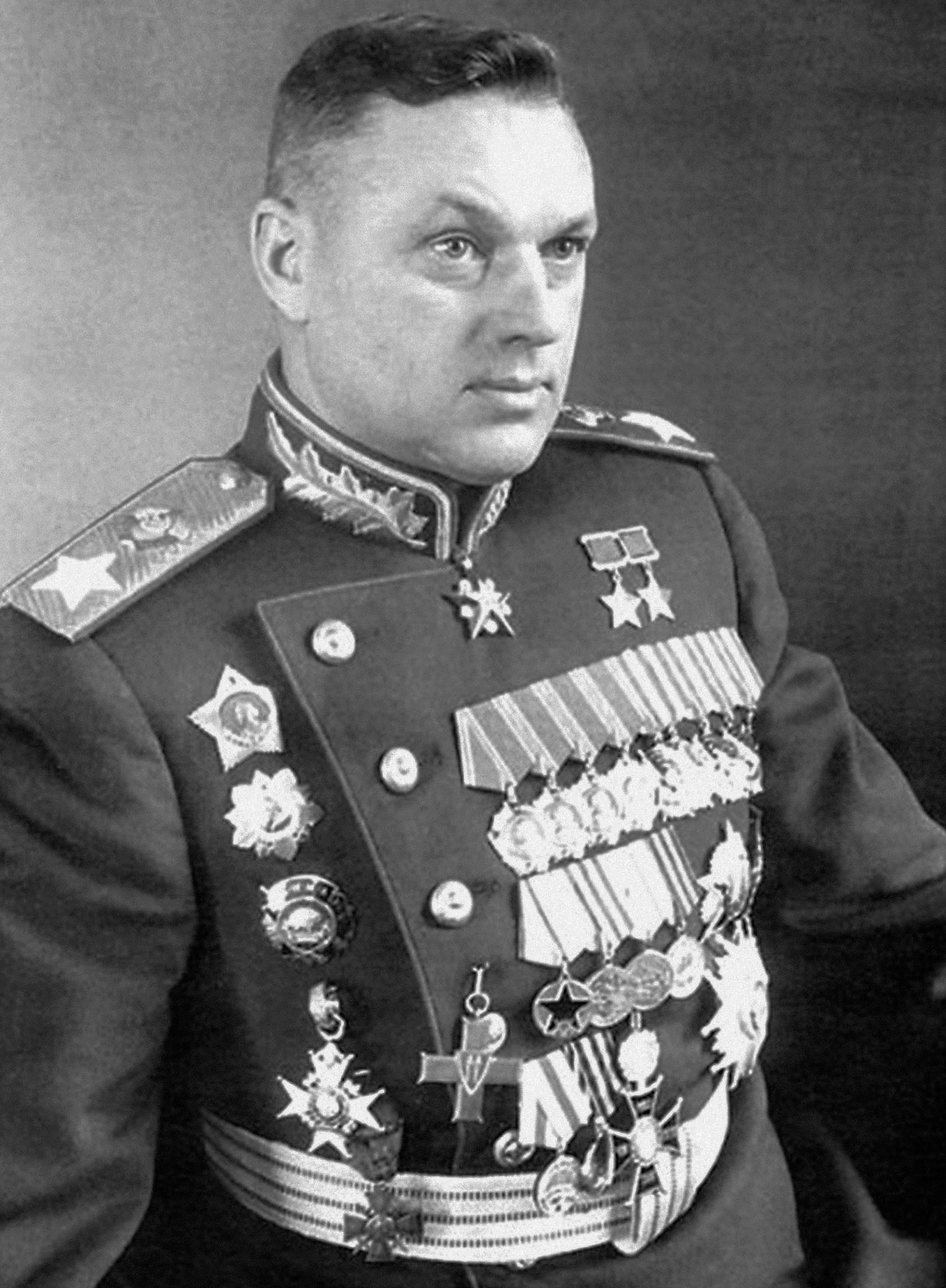
コンスタンチン・ロコソフスキー(ソ連邦元帥)
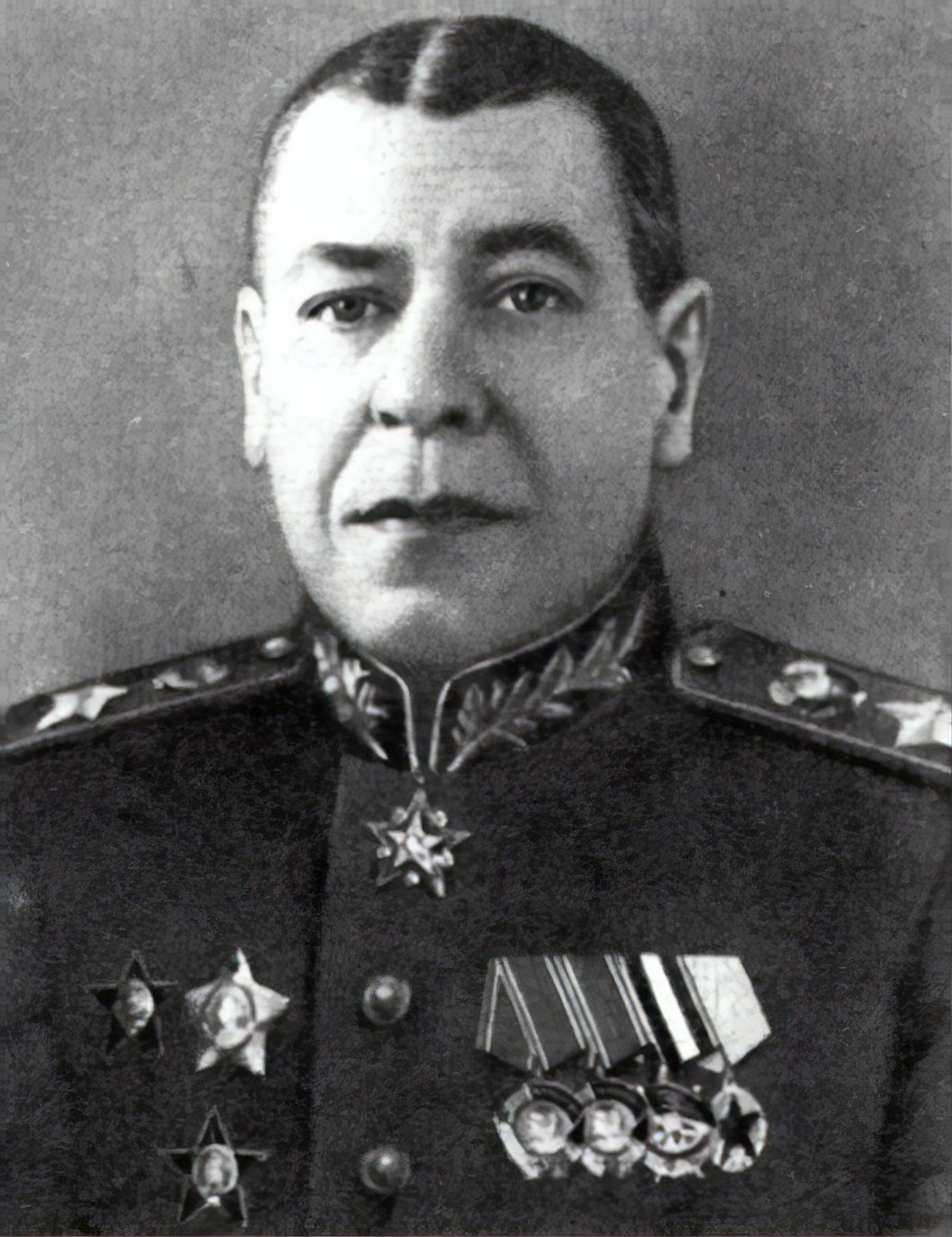
ボリス・シャポシニコフ(ソ連邦元帥)
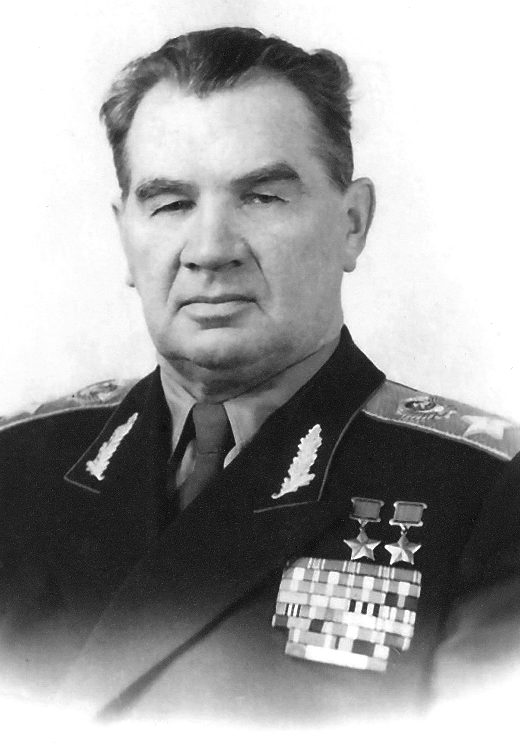
ワシーリー・チュイコフ(ソ連邦元帥)
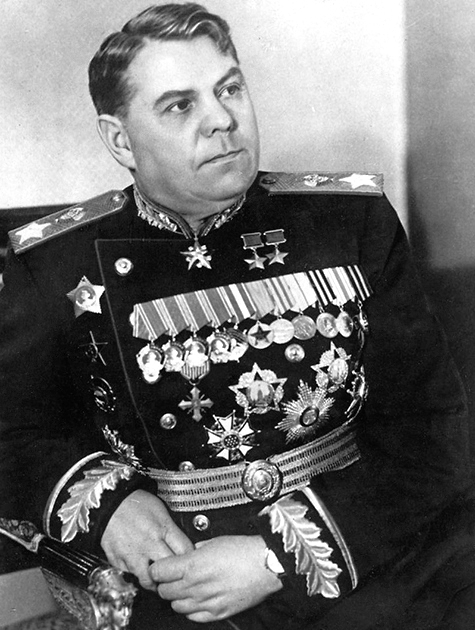
アレクサンドル・ヴァシレフスキー(ソ連邦元帥)
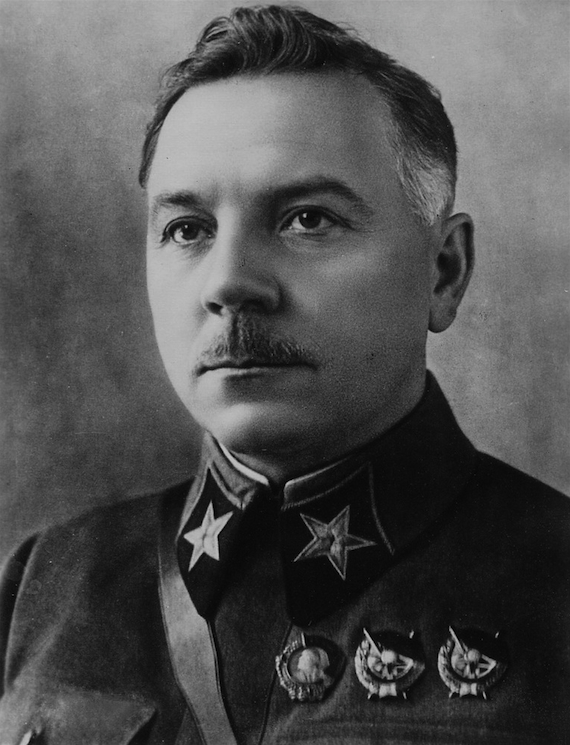
クリメント・ヴォロシーロフ(ソ連邦元帥)
セミョーン・チモシェンコ(ソ連邦元帥)
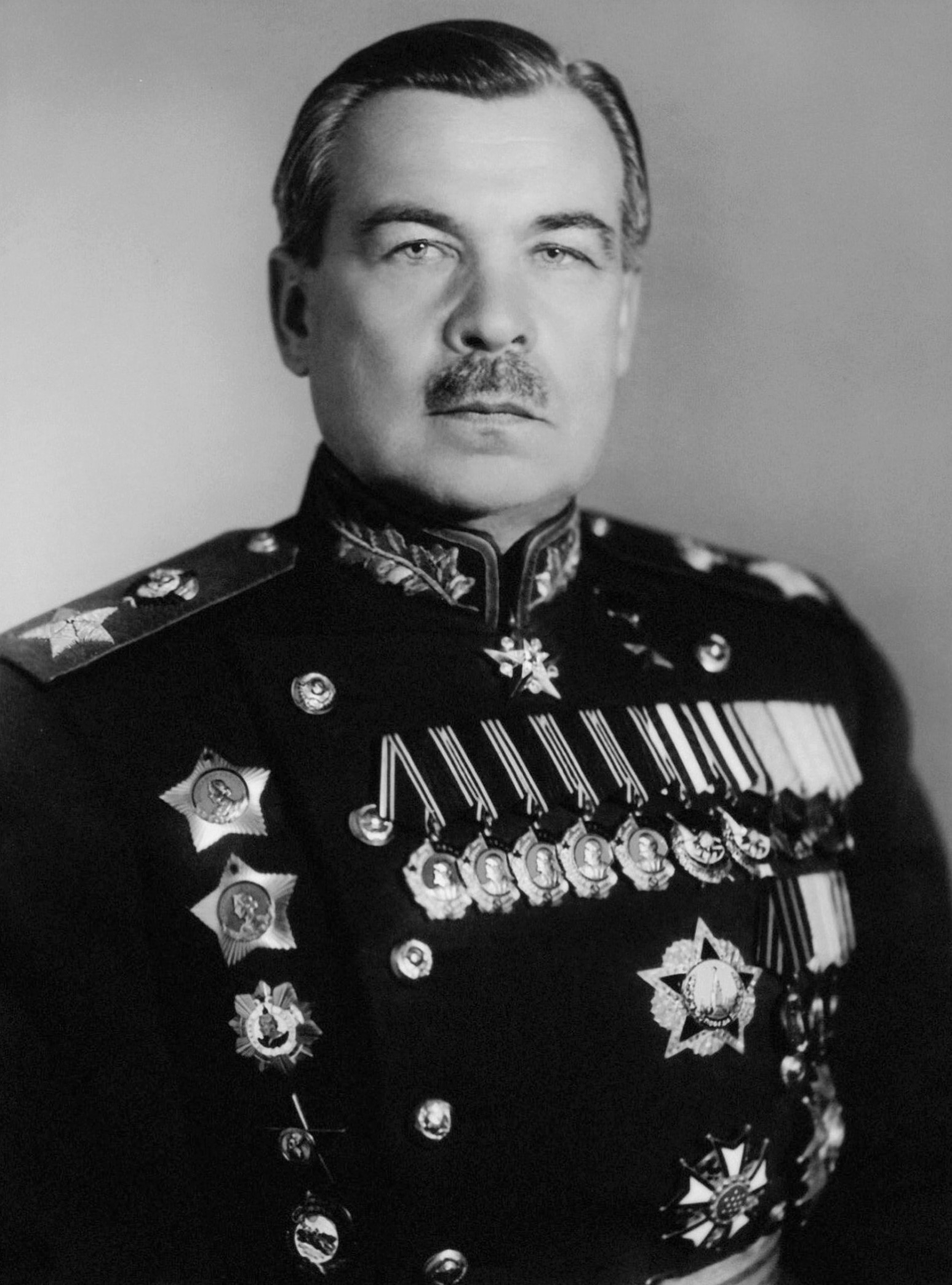
レオニード・ゴヴォロフ(ソ連邦元帥)
ロディオン・マリノフスキー(ソ連邦元帥)
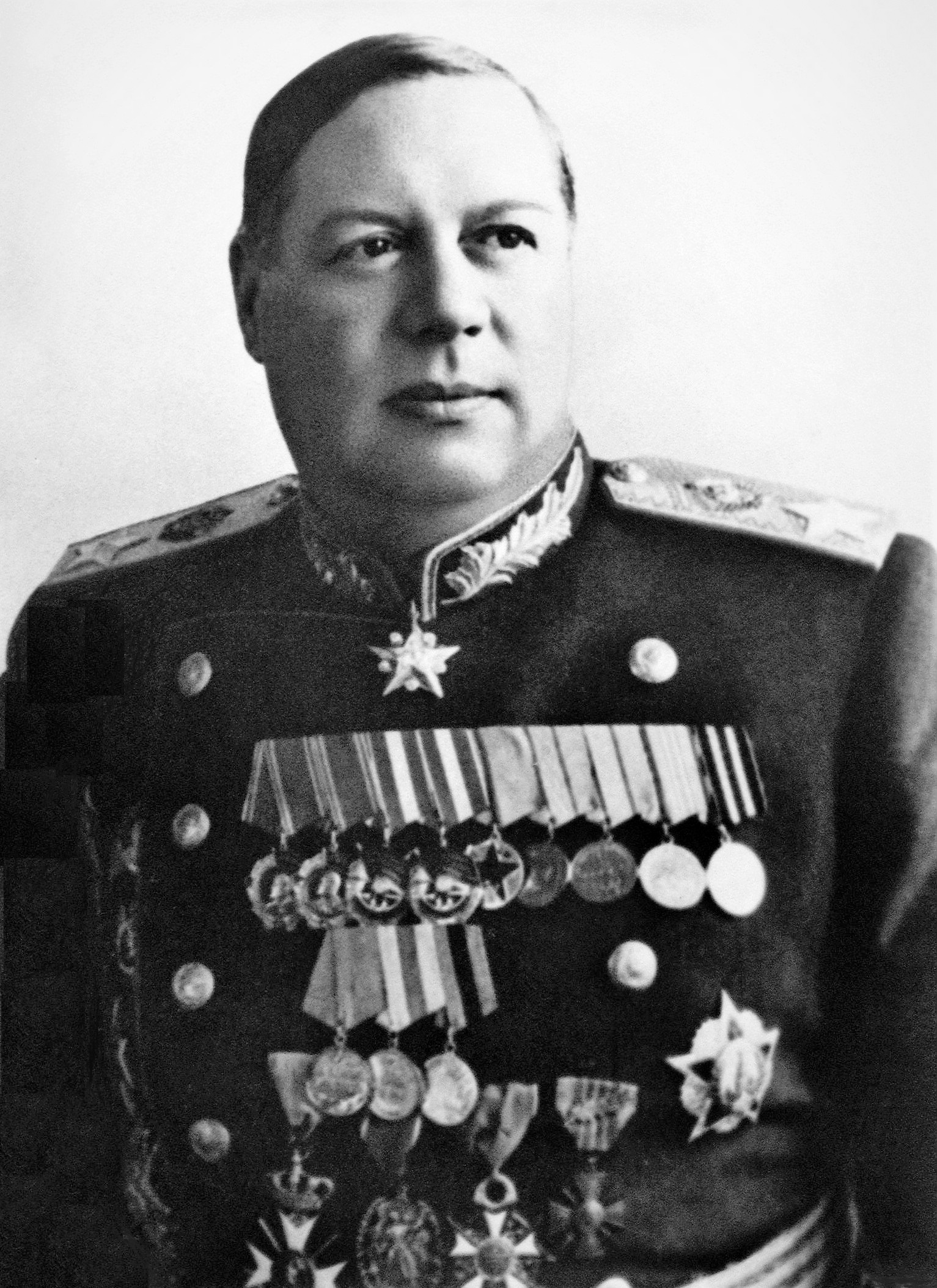
フョードル・トルブーヒン(ソ連邦元帥)
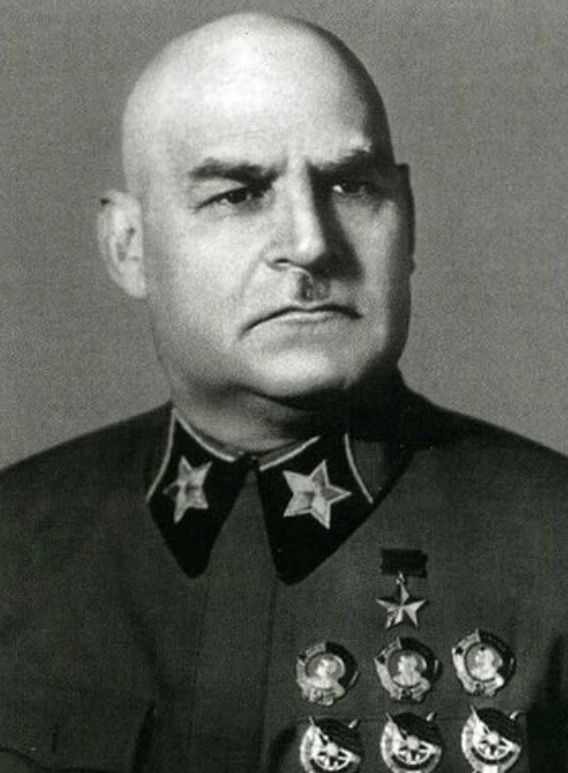
グリゴリー・クリーク(ソ連邦元帥)
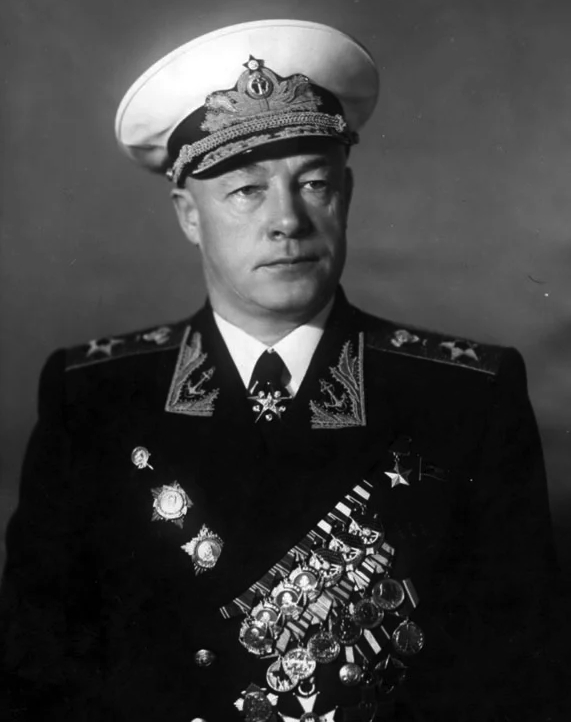
ニコライ・クズネツォフ(海軍元帥兼海軍人民委員)
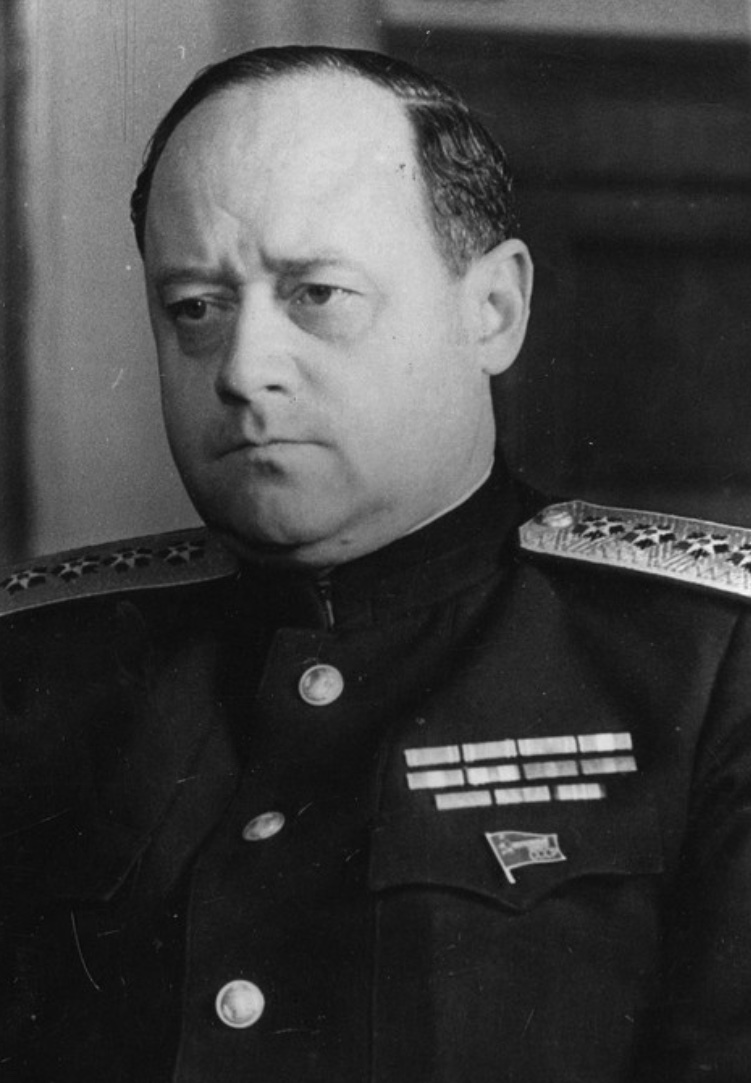
イワン・イサコフ(海軍元帥)
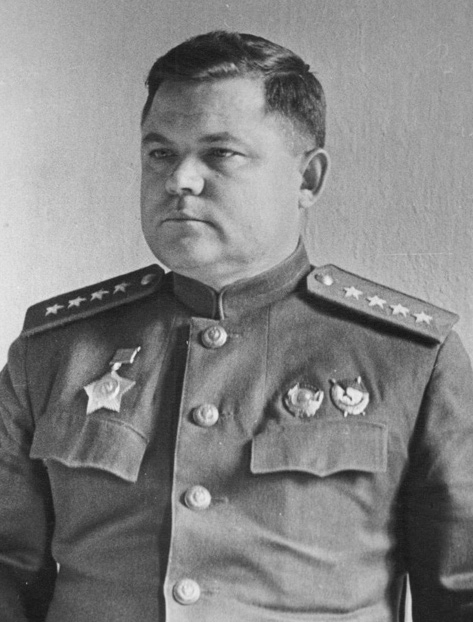
ニコライ・ヴァトゥーチン(上級大将)
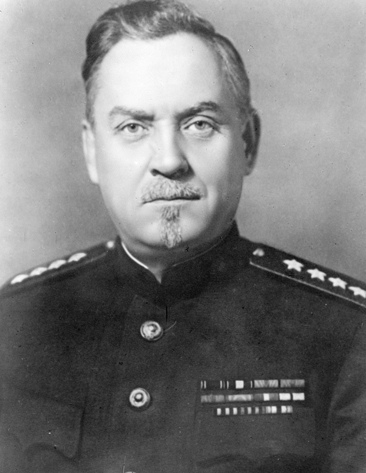
ニコライ・ブルガーニン(上級大将)
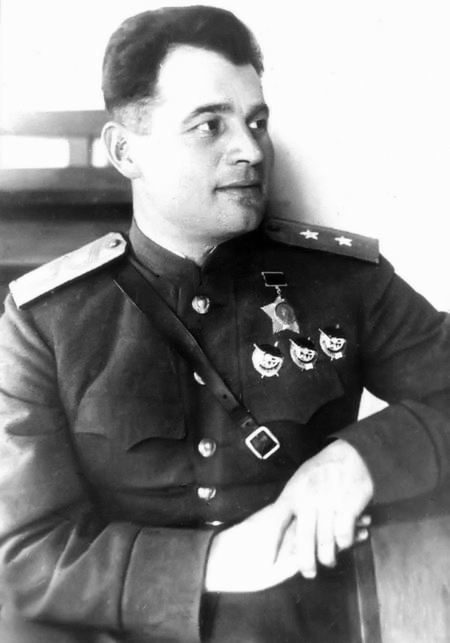
イワン・チェルニャホフスキー(上級大将)
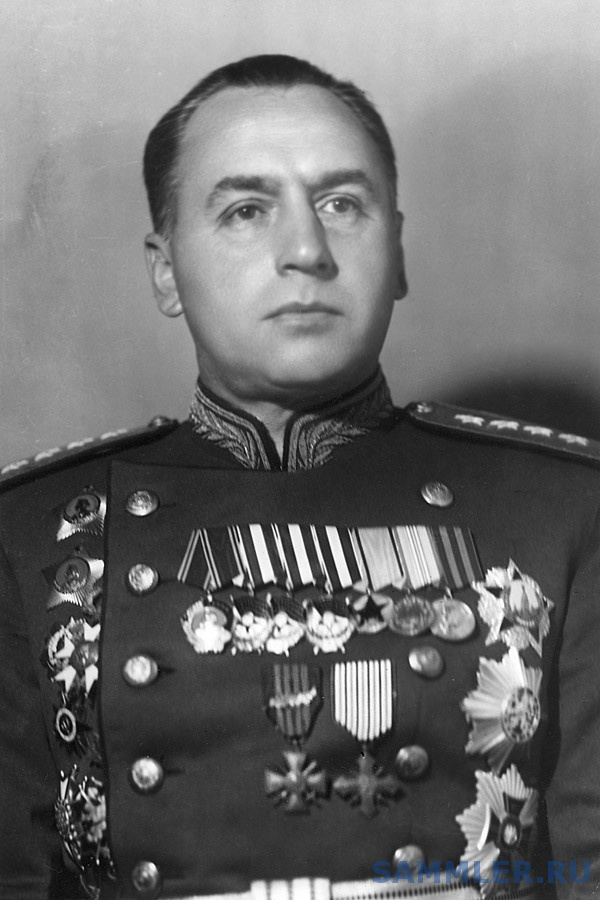
アレクセイ・アントーノフ(上級大将)
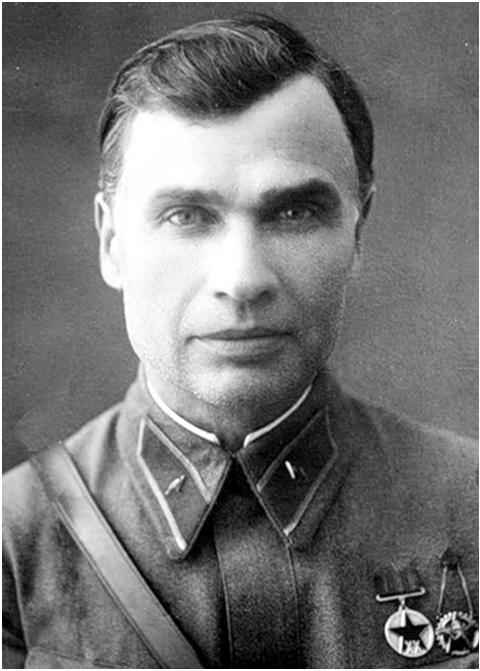
ミハイル・キルポノス(大将)
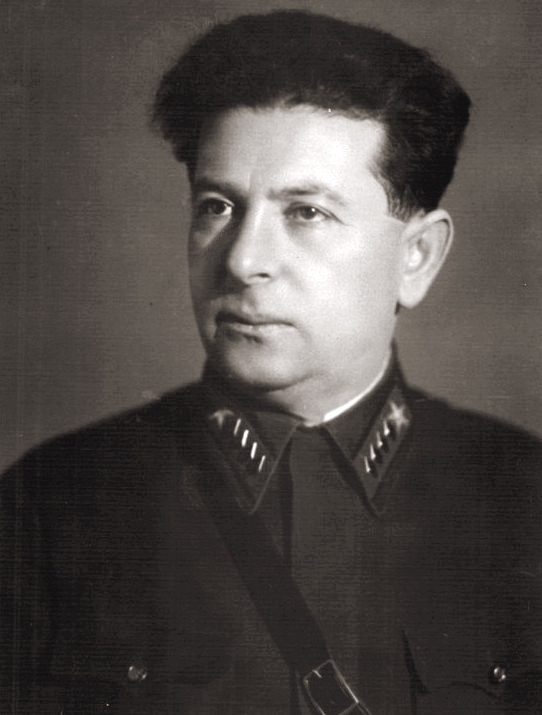
レフ・メフリス(大将)
ヴラディミル・ザイモフ(大将兼スパイ)
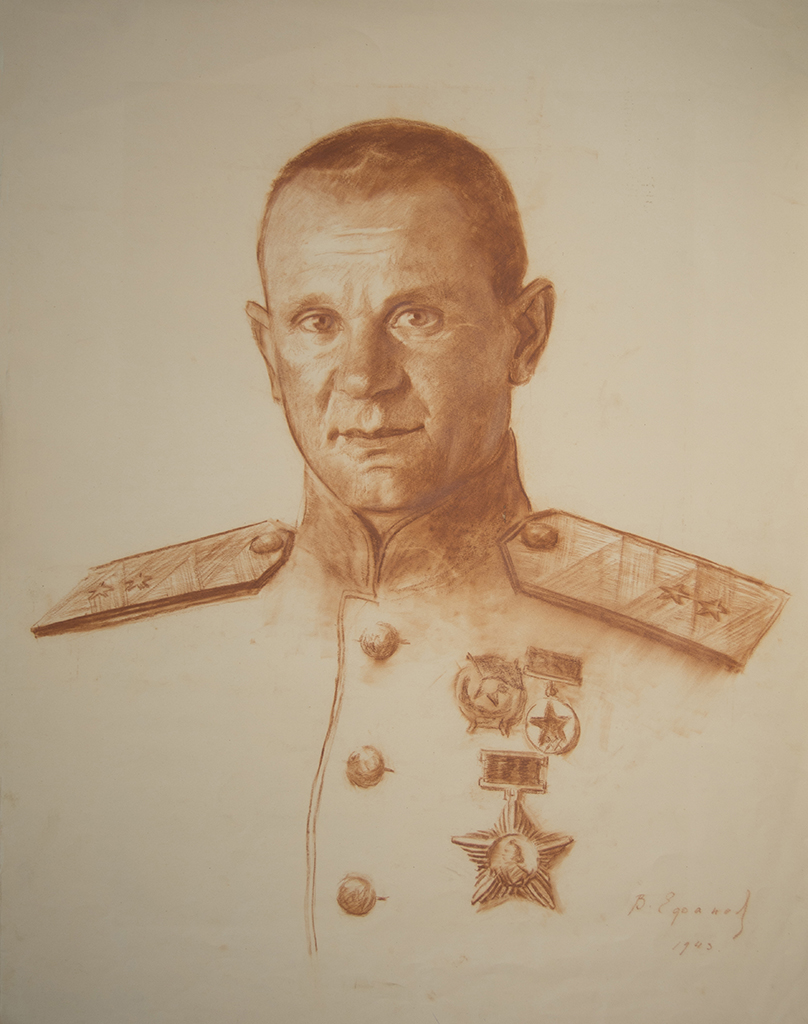
イワン・チスチャコフ(大将)
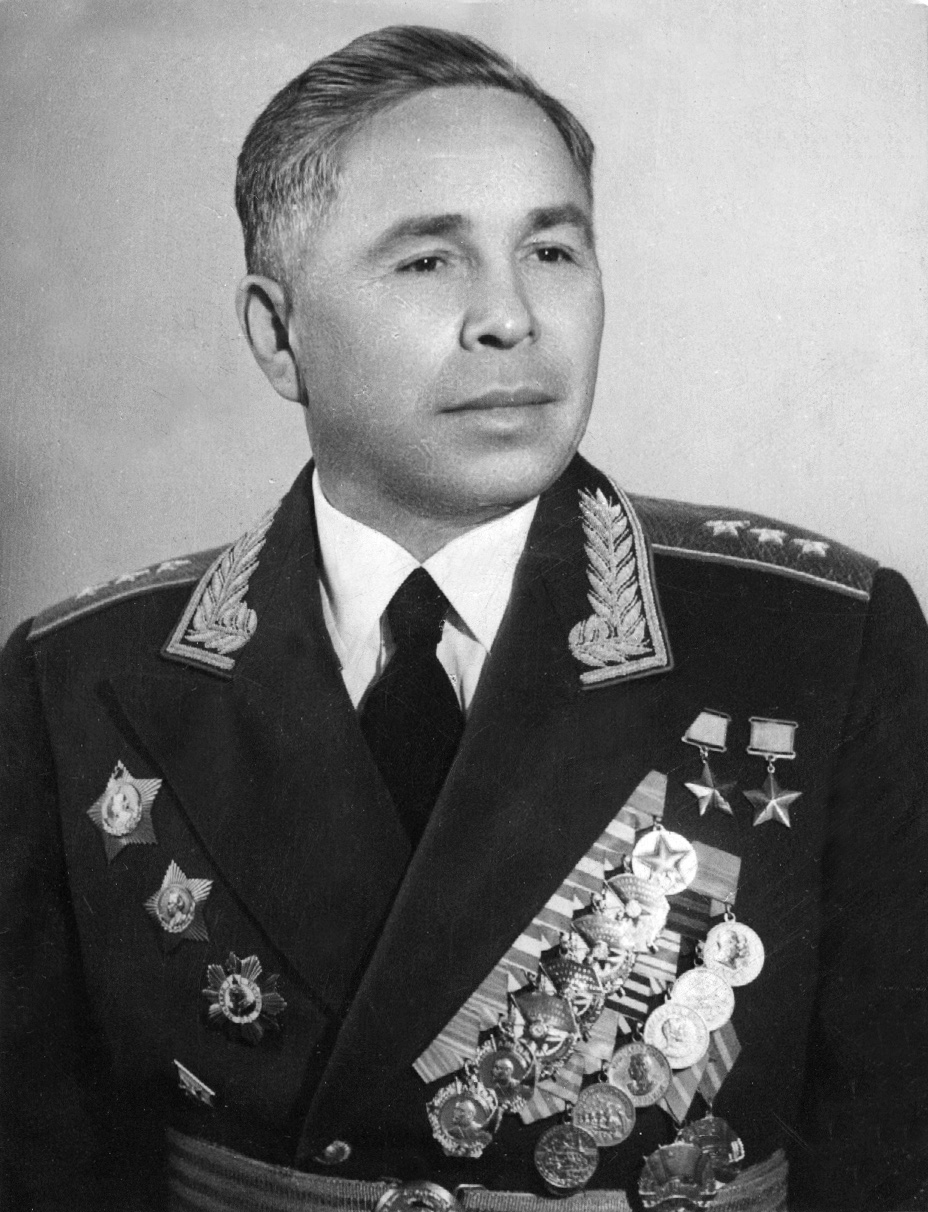
アファナシー・ベロボロドフ(大将)
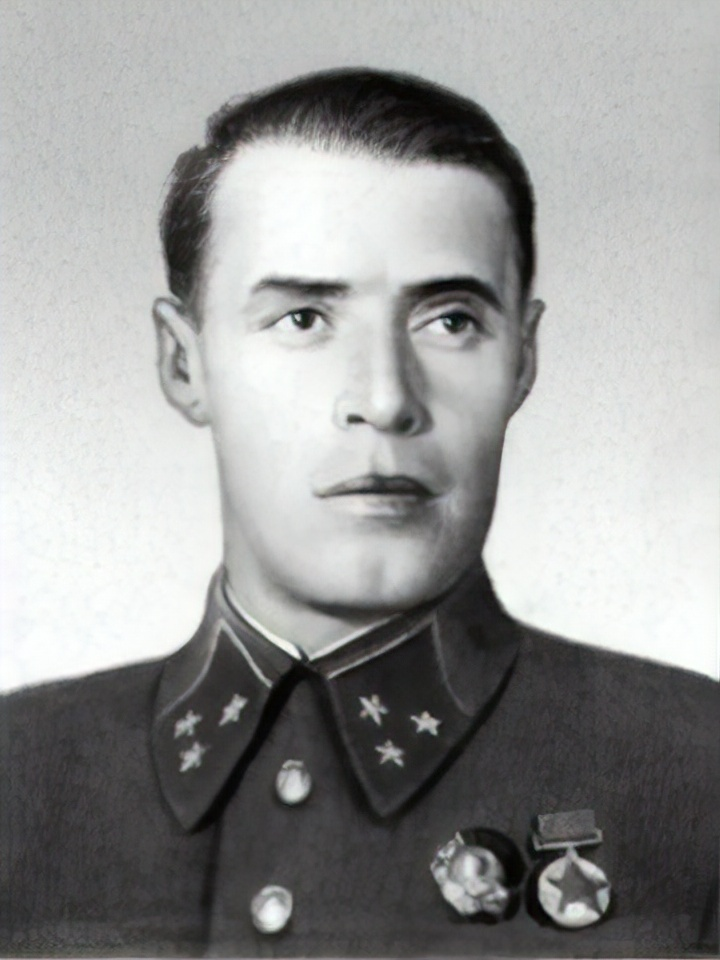
マルキアン・ポポフ(大将)
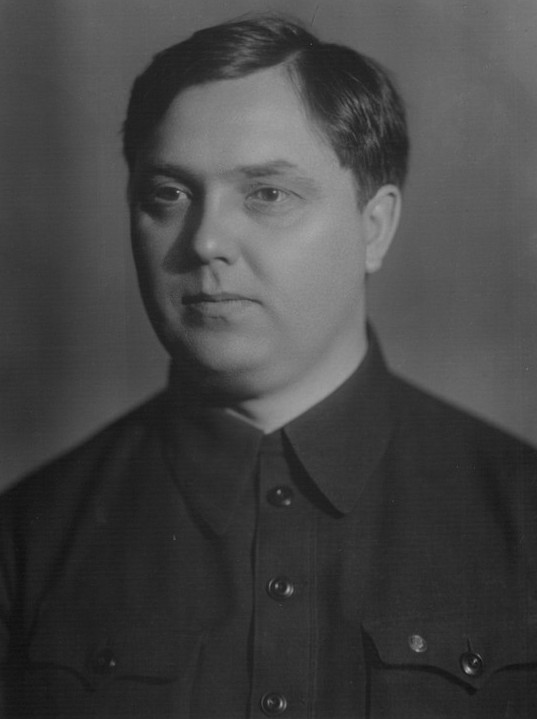
ゲオルギー・マレンコフ(中将)
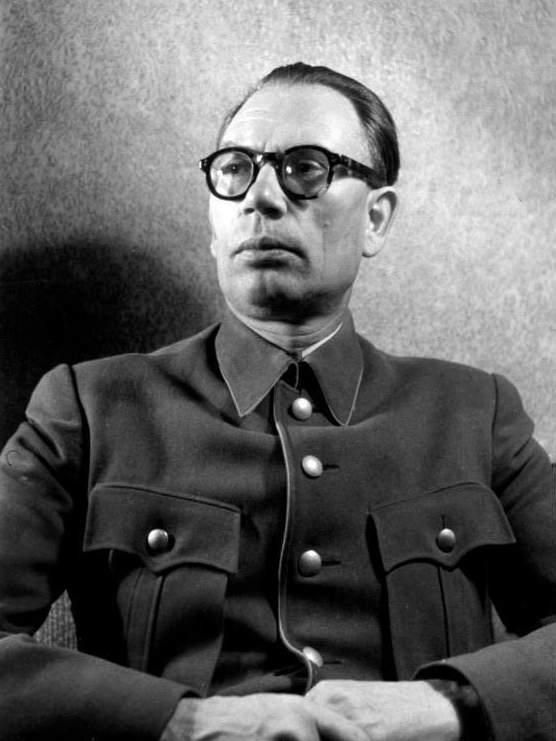
アンドレイ・ウラソフ(中将)
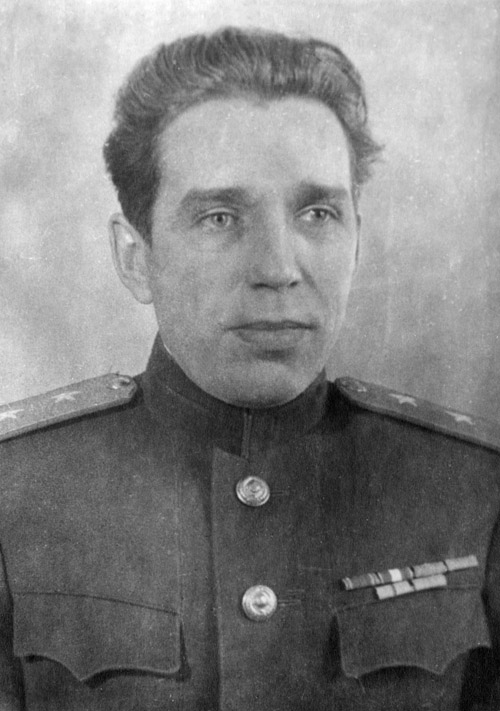
アレクセイ・クズネツォフ（英語版）(中将)
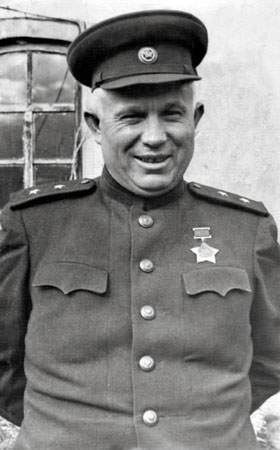
ニキータ・フルシチョフ(中将兼政治委員)
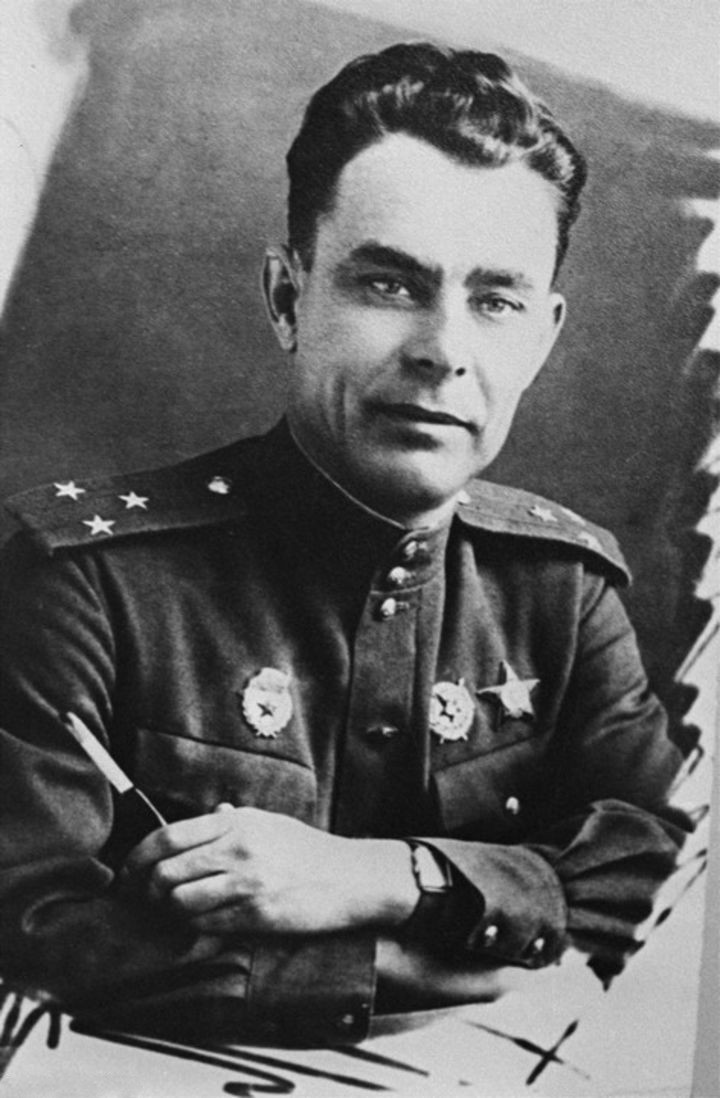
レオニード・ブレジネフ(少将兼政治委員)
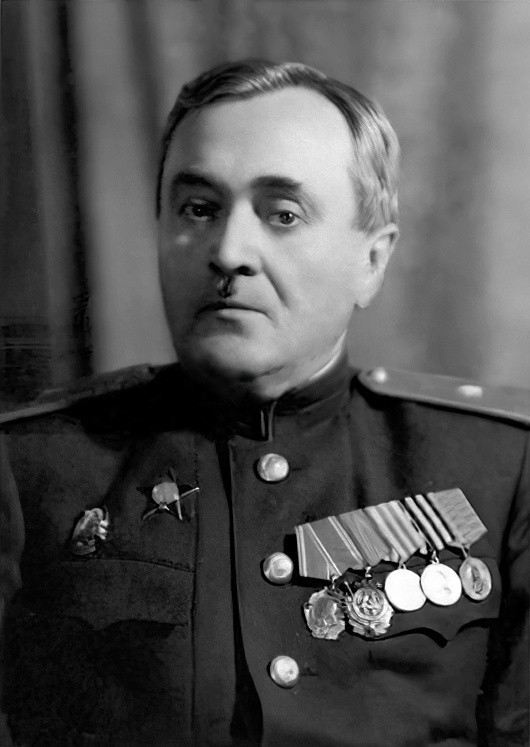
アレクサンドル・アレクサンドロフ (少将)
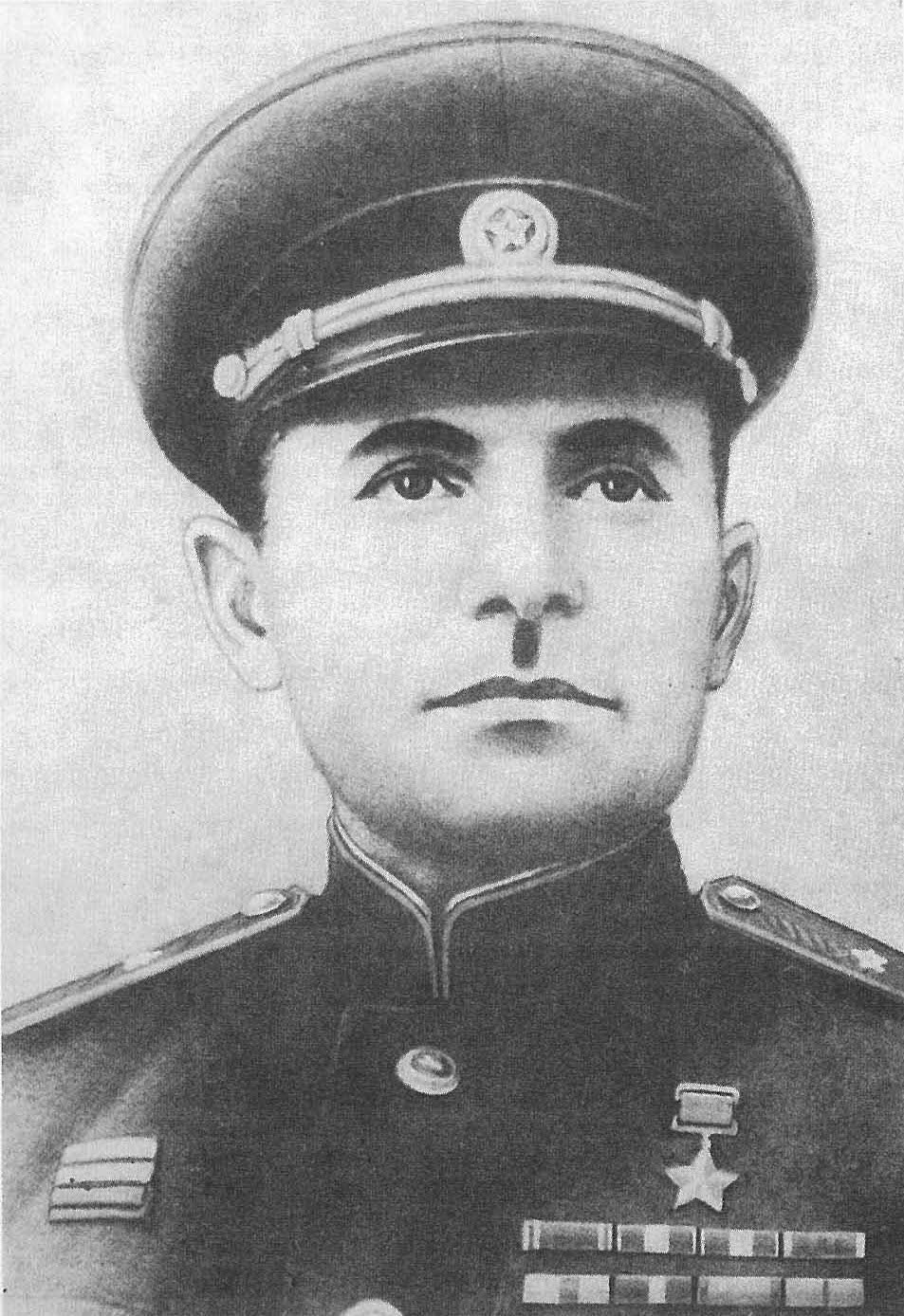
ハジ・アスラノフ（英語版）(少将)
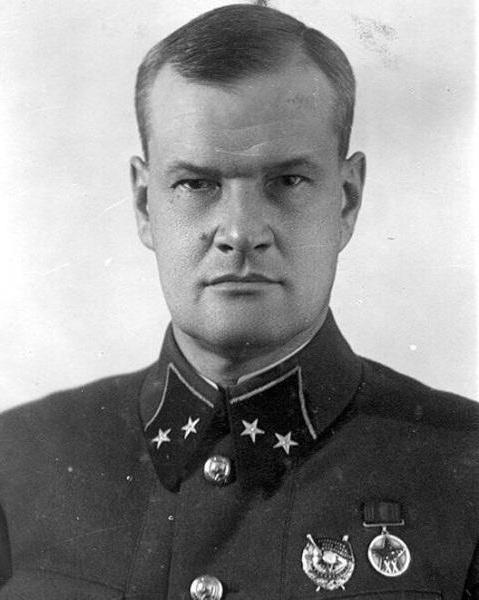
フョードル・トルーヒン(少将)
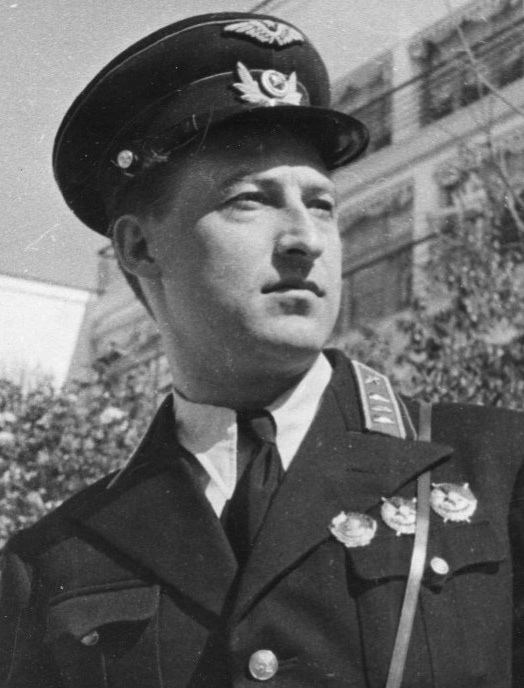
イワン・エレメンコ（ロシア語版）(空軍少将)
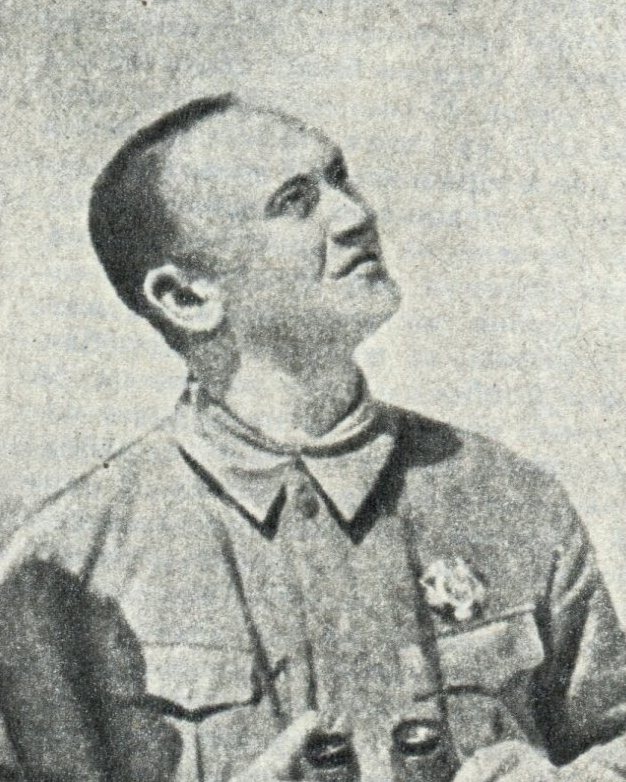
イワン・ラケーエフ（ロシア語版）(空軍少将)
アンドレイ・ジダーノフ(大佐)
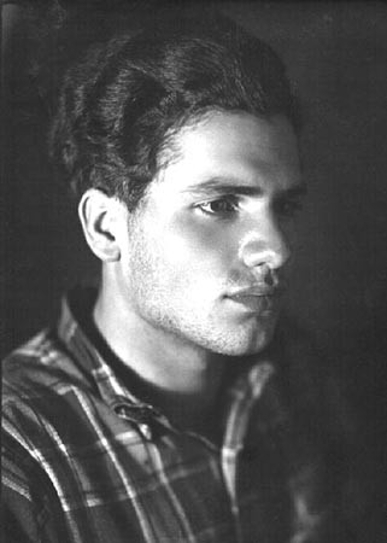
コンスタンティン・クザコフ(大佐)
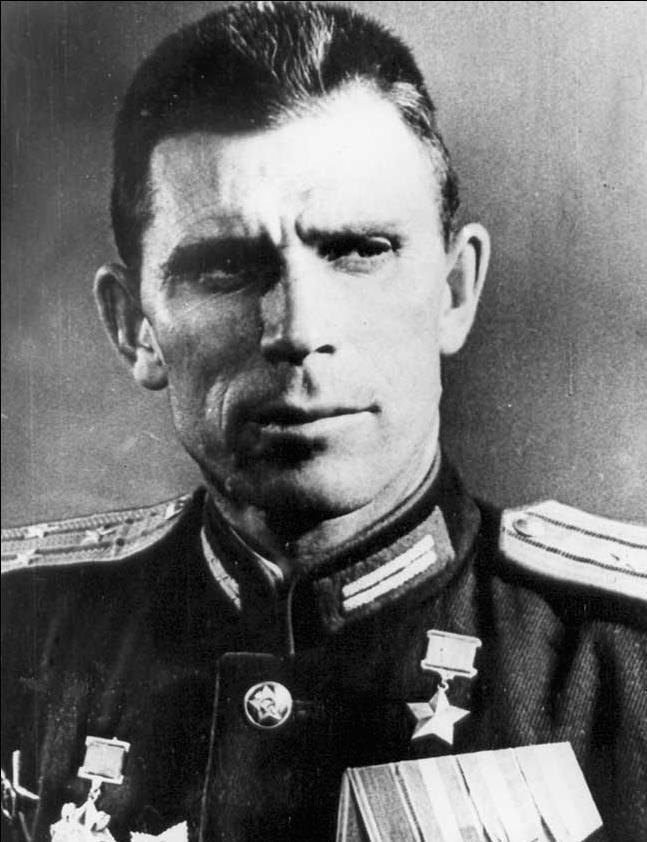
グリゴリー・チェプルノフ（ロシア語版）(大佐)
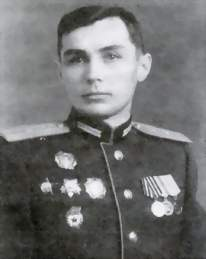
ヴァシーリー・ツカノフ（ロシア語版）(大佐)
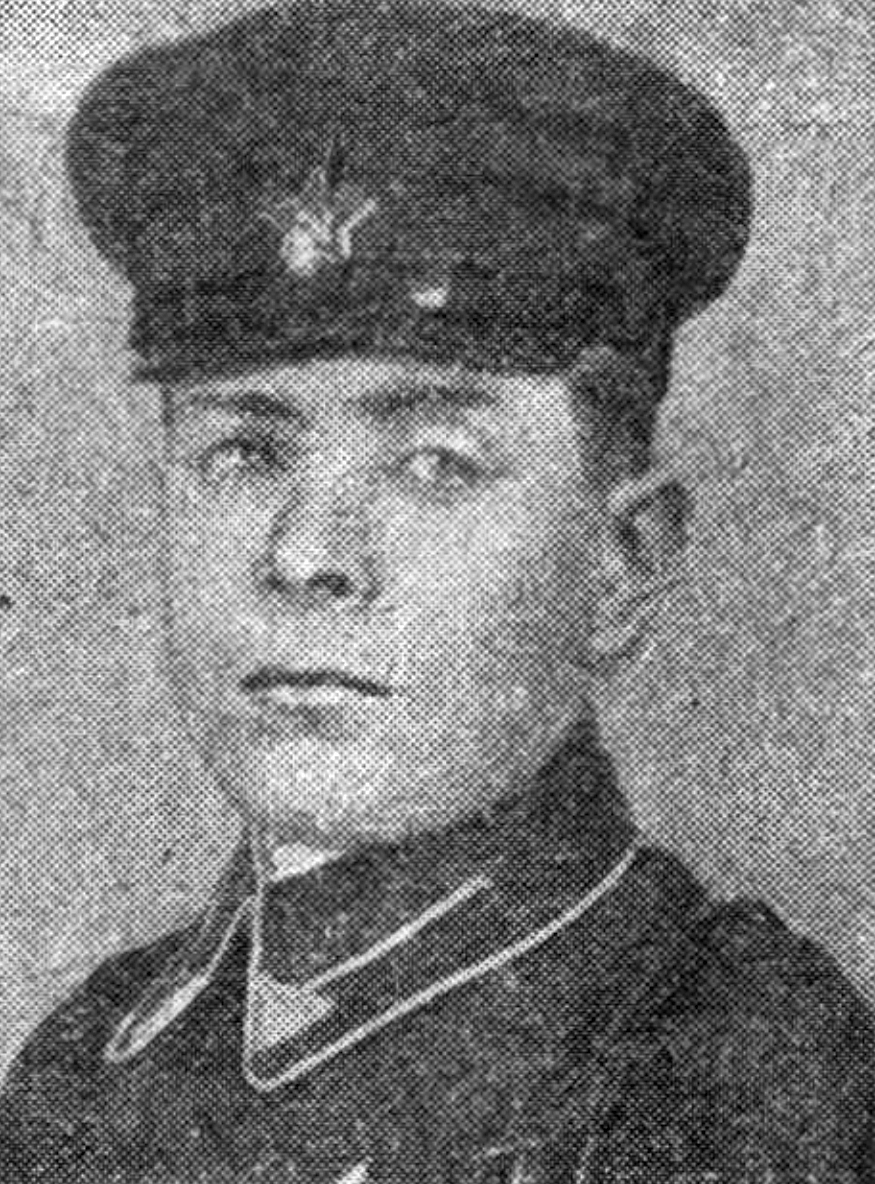
アレクセイ・アゲエフ（ロシア語版）(大佐)
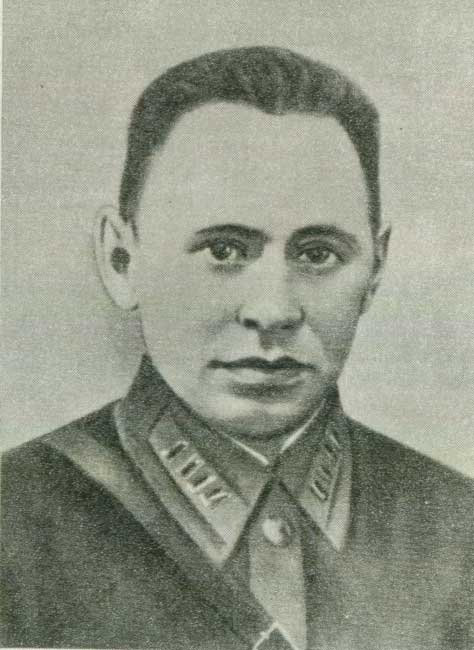
イェフィム・フォミン（英語版）(連隊委員（ロシア語版）)
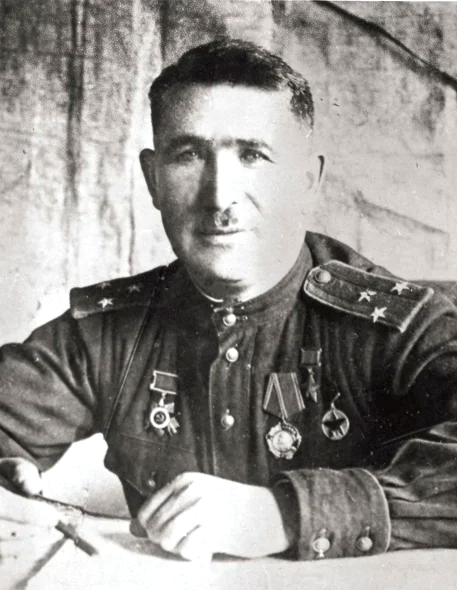
イワン・ピスカレフ（ロシア語版）(国家安全保障大佐)
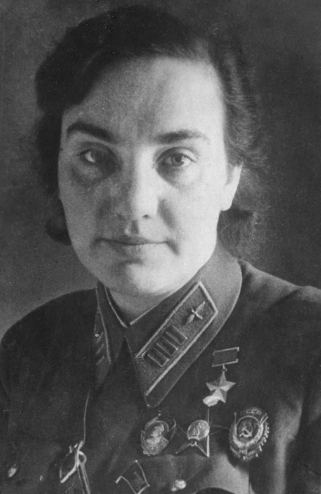
ヴァレンティナ・グリゾドゥボワ(空軍大佐)
ヴァシーリー・スターリン(空軍大佐)
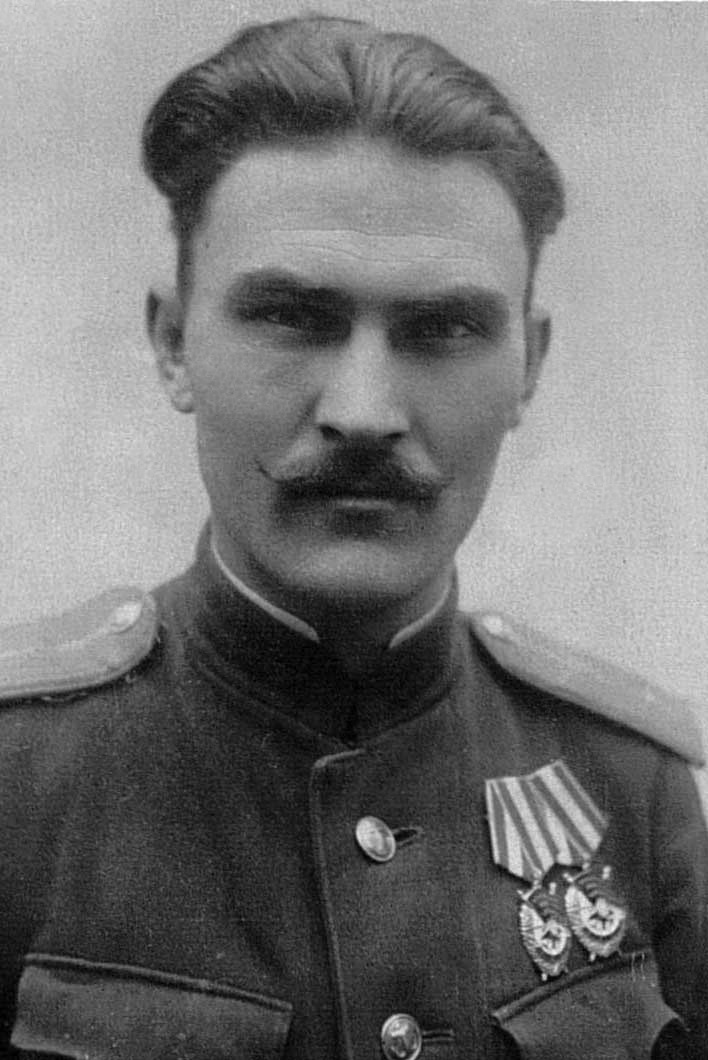
イワン・ラチコフ（ロシア語版）(海軍大佐)
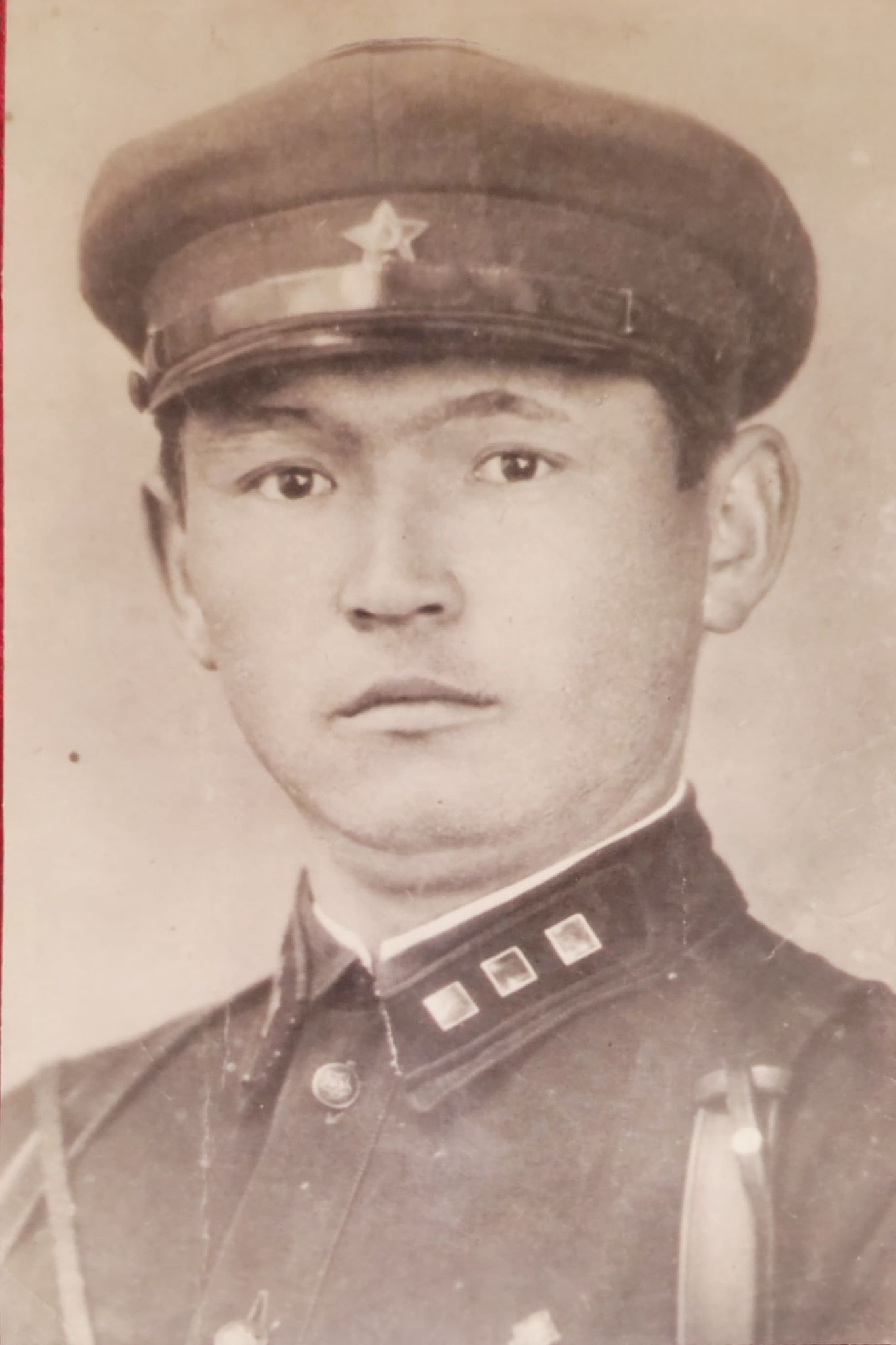
ガリィ・アディルベコフ（英語版）(親衛中佐)
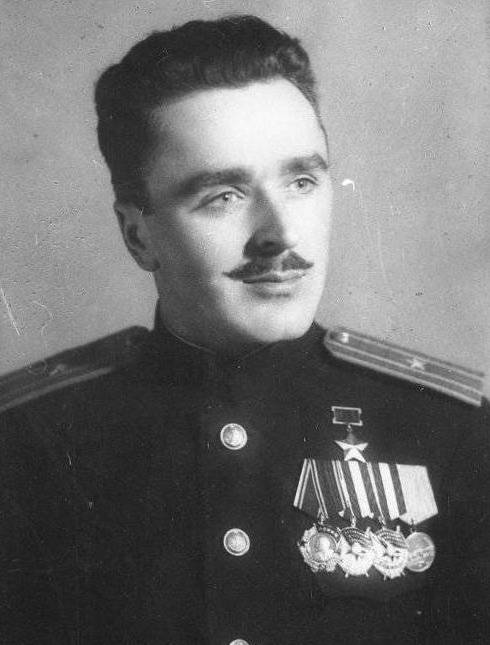
アレクセイ・マズレンコ（英語版）(海軍親衛中佐)
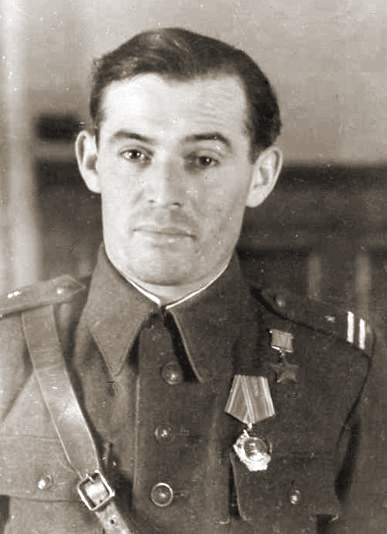
ユリウス・ヒブラー（英語版）(中佐)
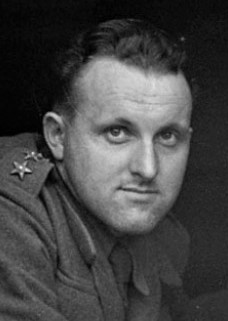
ボグミール・ロムスキー（ロシア語版）(中佐)
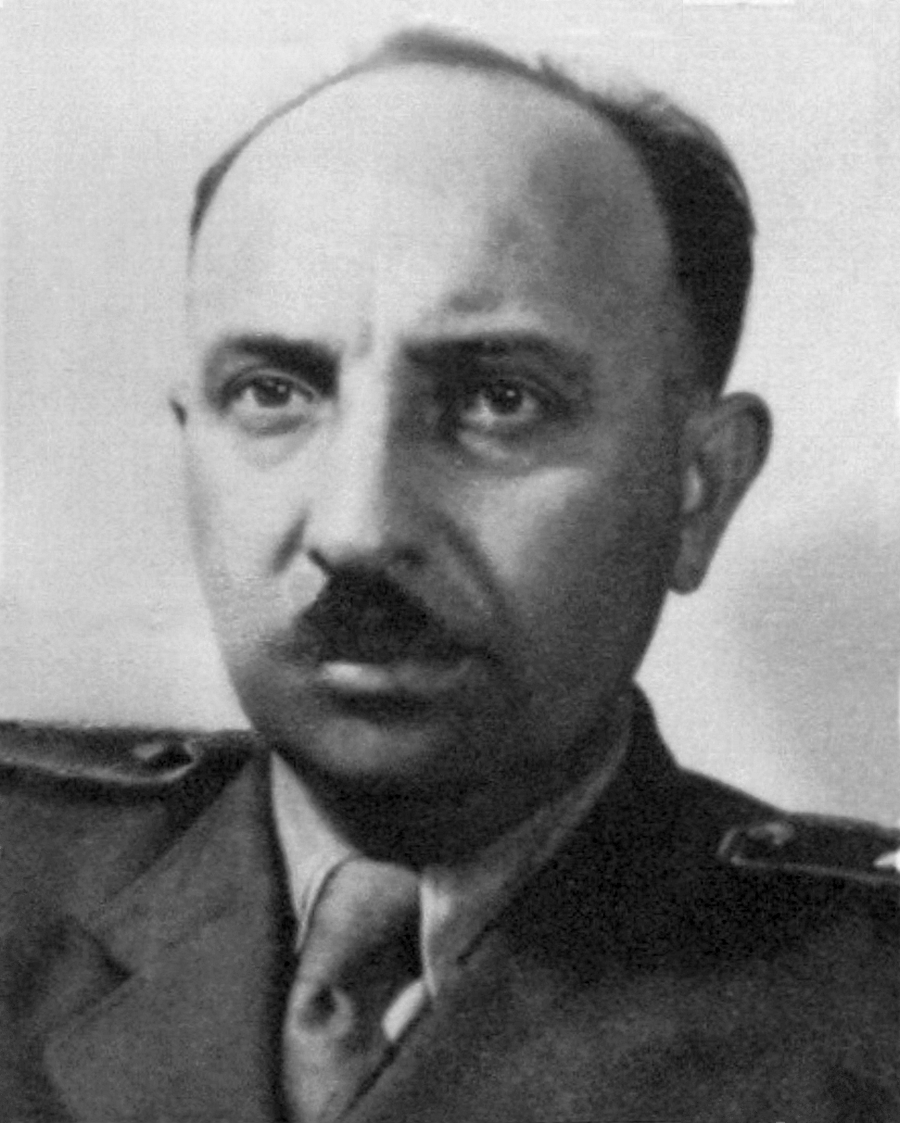
フランティシェク・スカコン（チェコ語版）(中佐)
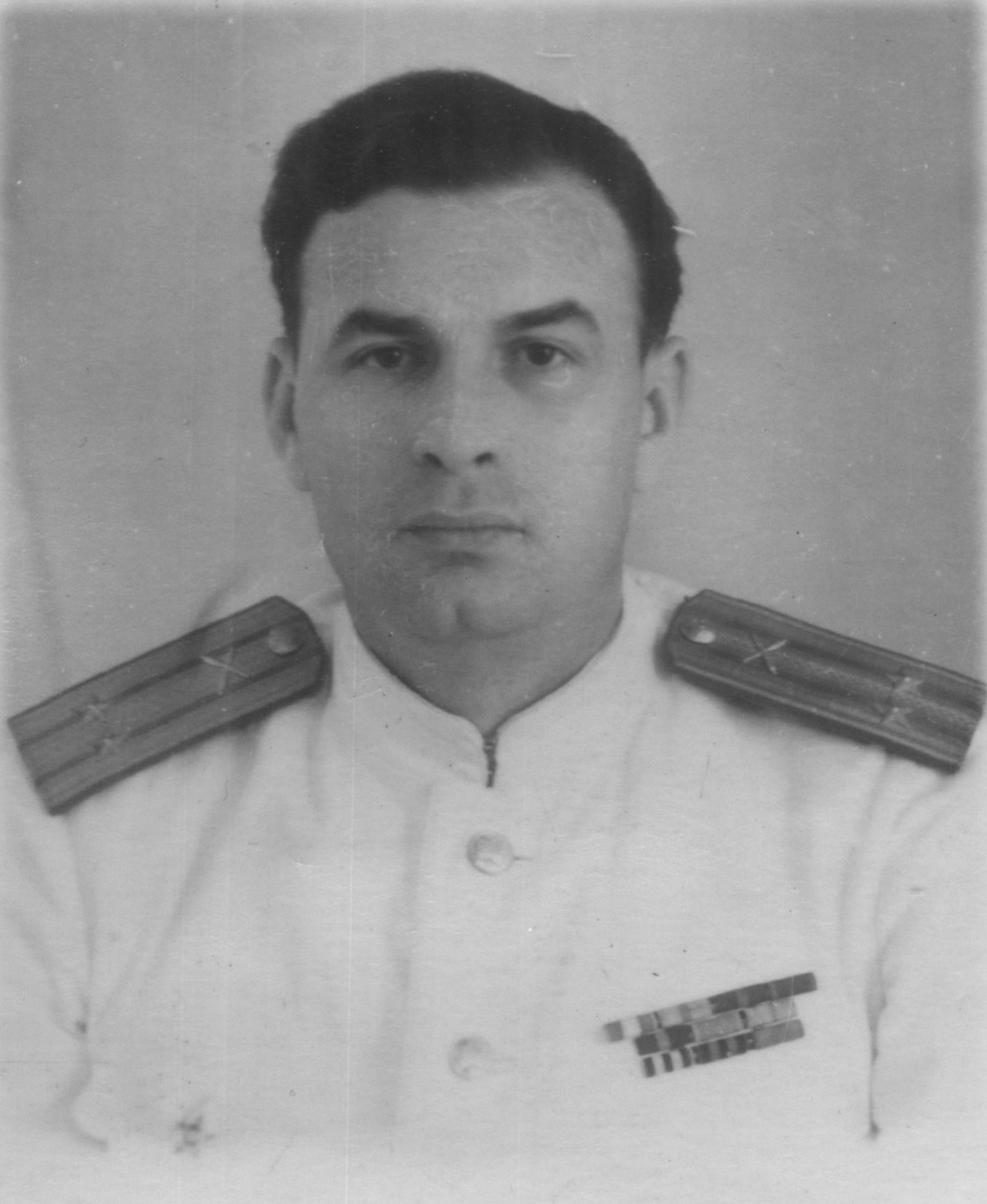
セルゲイ・ショルニコフ（ロシア語版）(警察大尉（ロシア語版）)
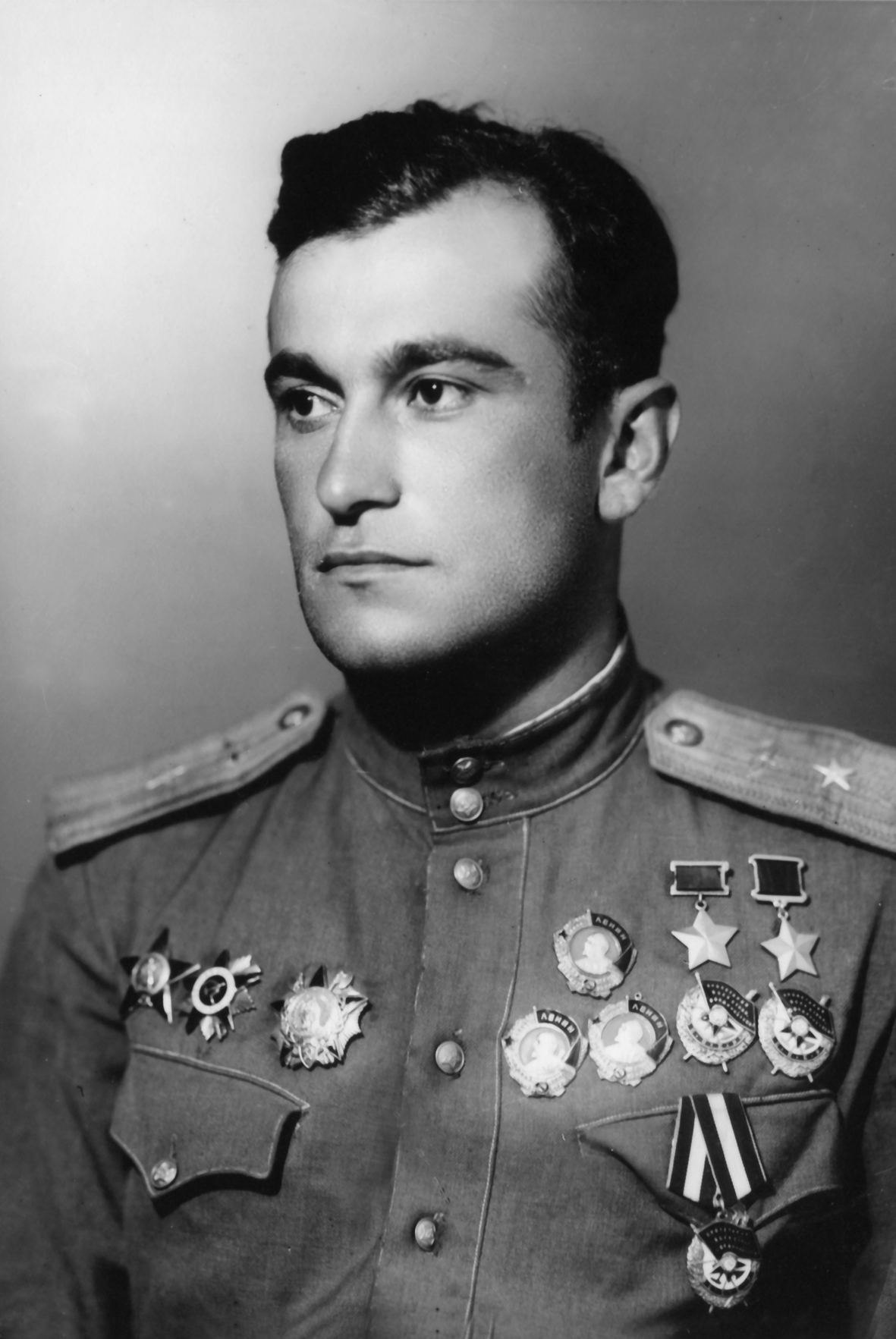
アメト＝ハン・スルタン(空軍中佐)
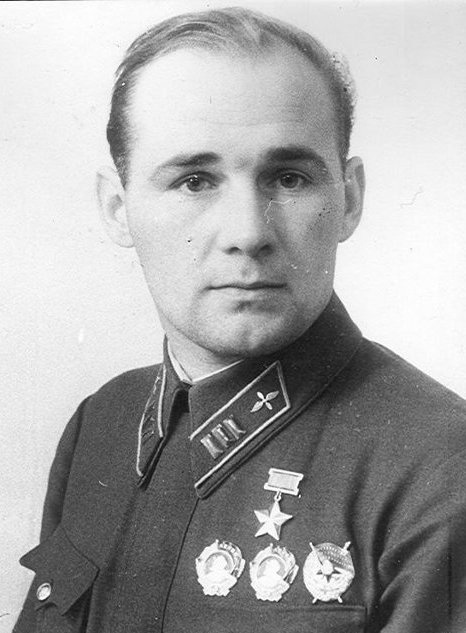
ニコライ・ヴラソフ(空軍中佐)
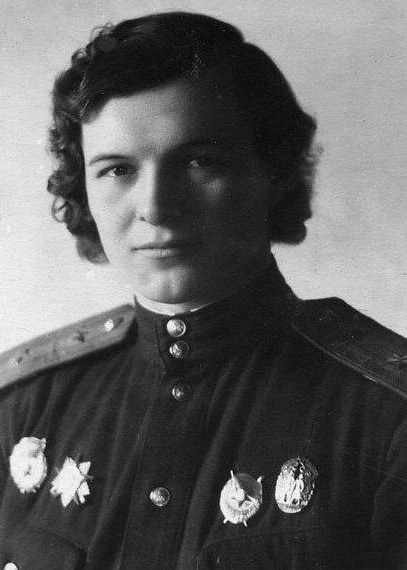
エヴドキヤ・ベルシャンスカヤ（英語版）(空軍中佐)
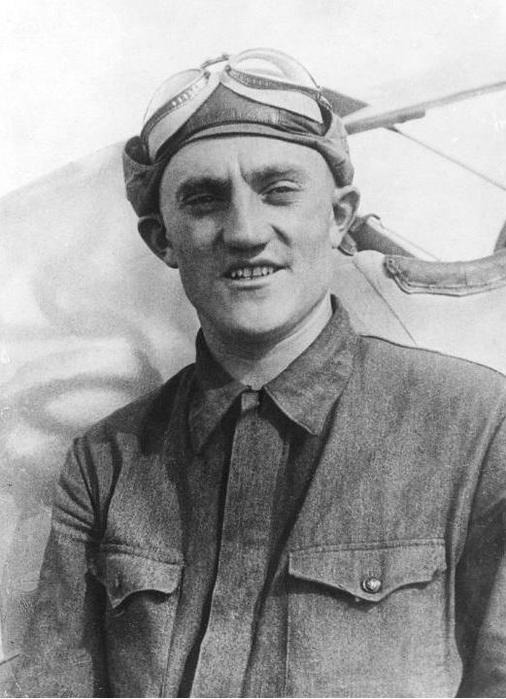
アレクサンドル・ザイツェフ（ロシア語版）(空軍中佐)
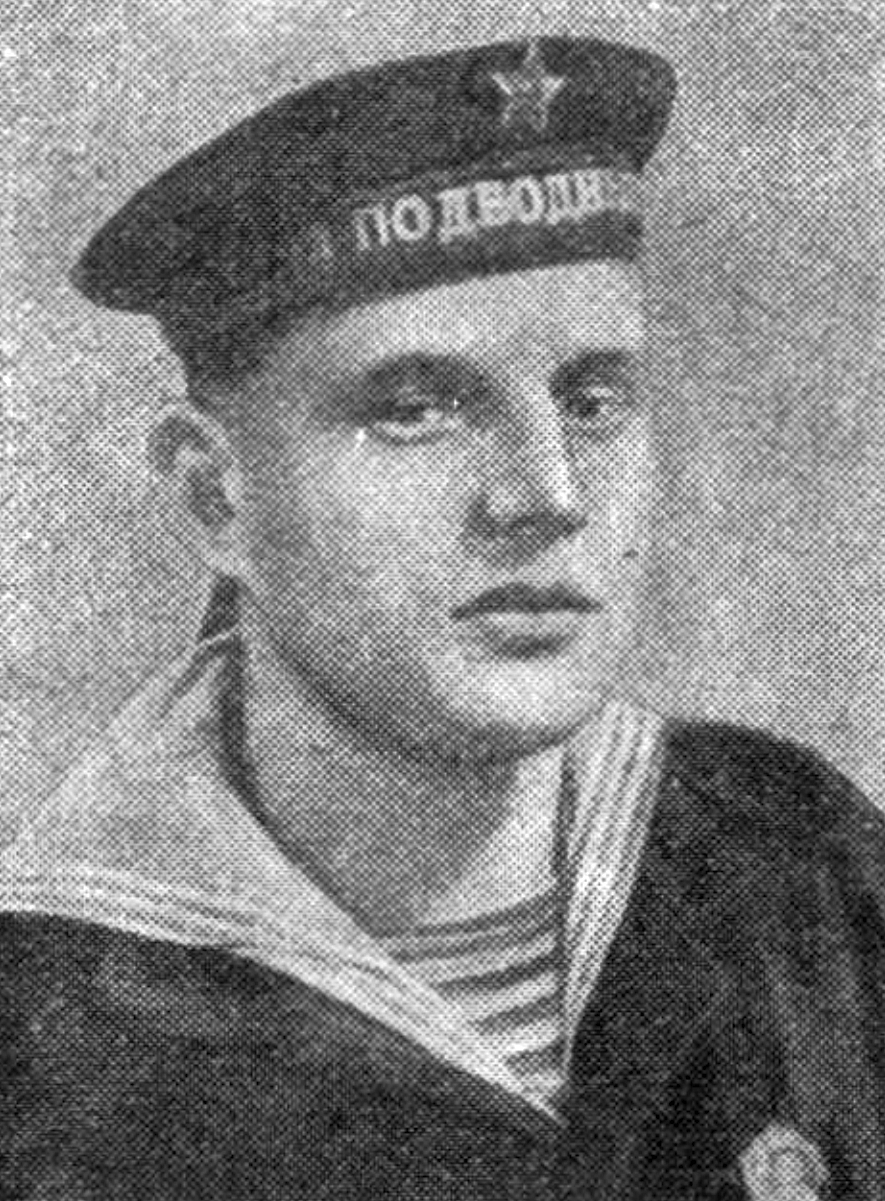
アナトリー・セレズネフ（ロシア語版）(二等大尉（英語版）)
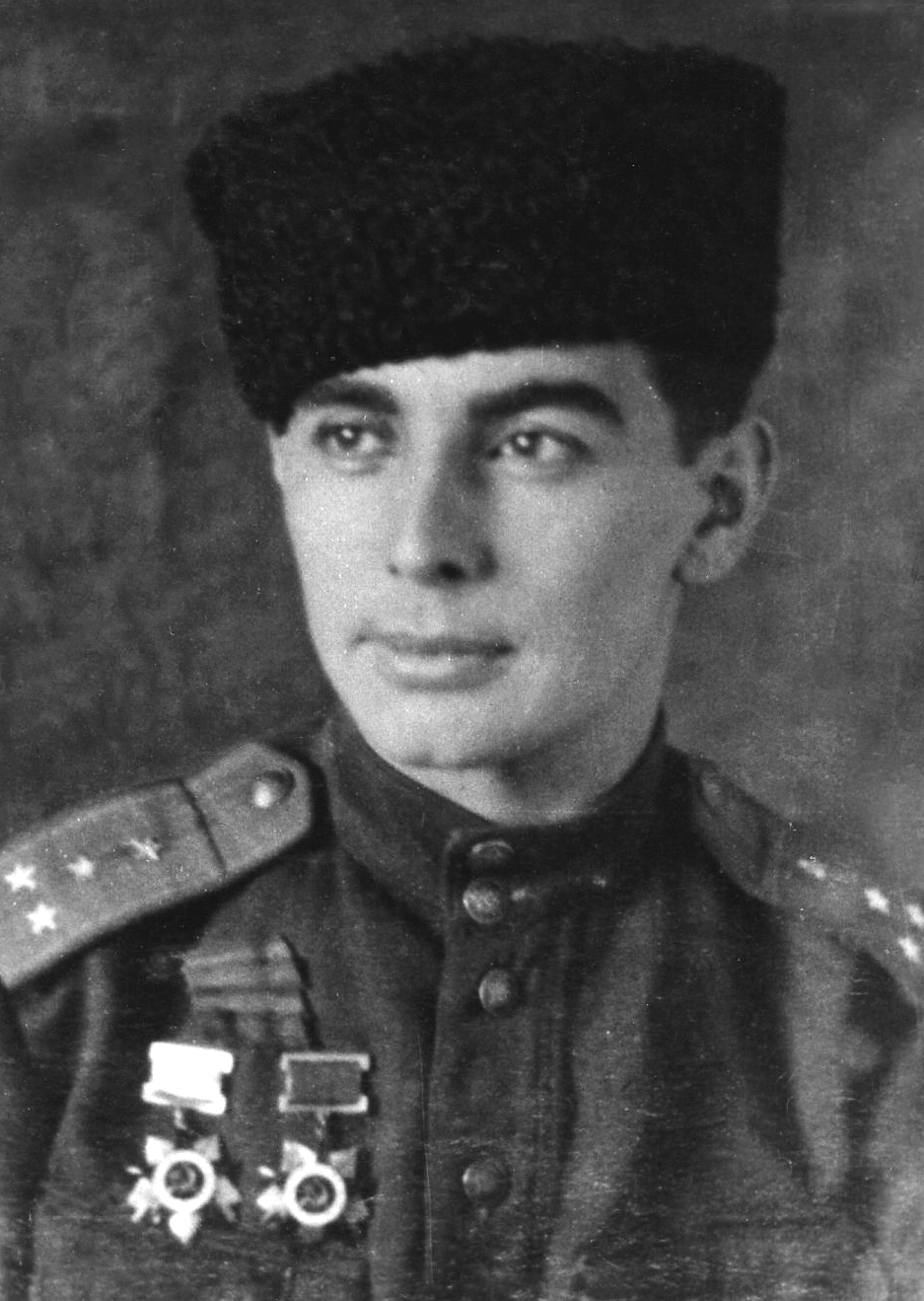
テイフク・アブドゥル（英語版）(親衛少佐)
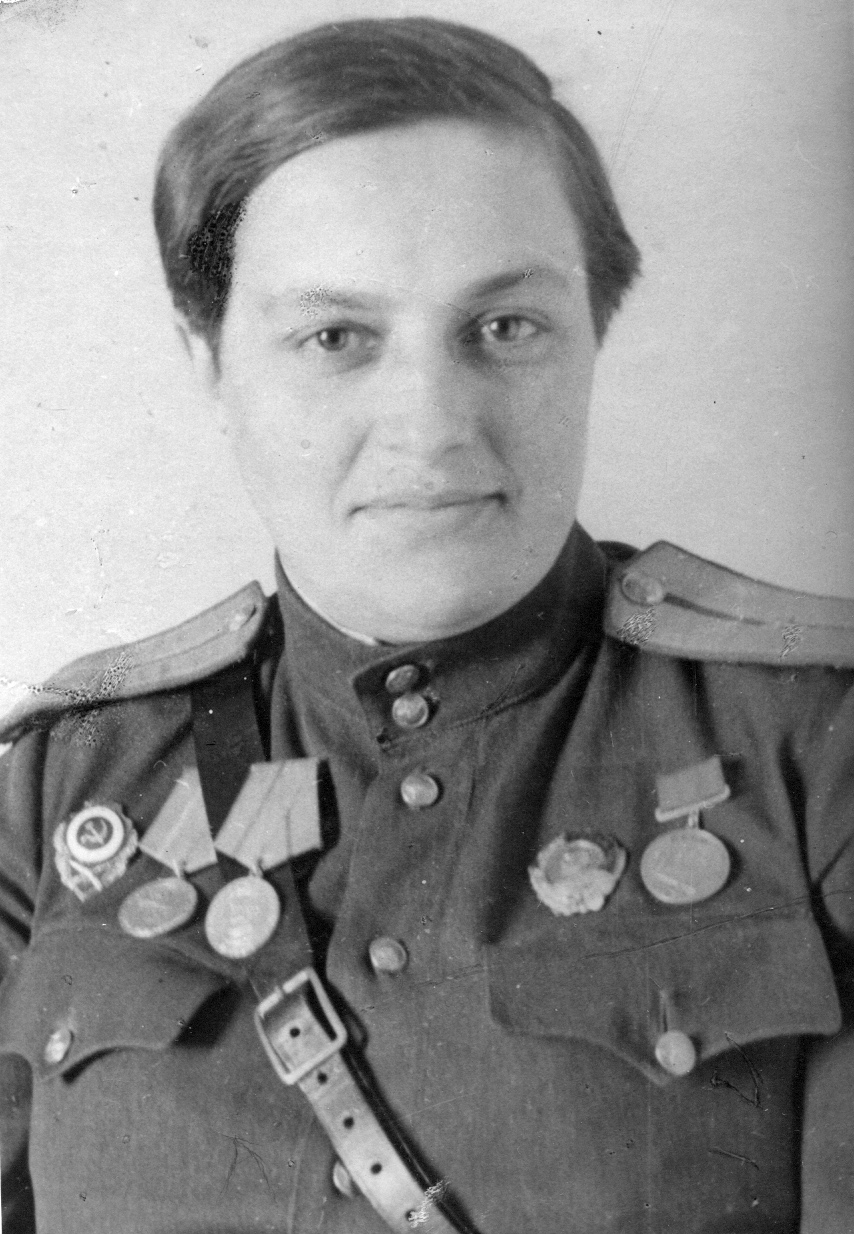
リュドミラ・パヴリチェンコ(少佐)
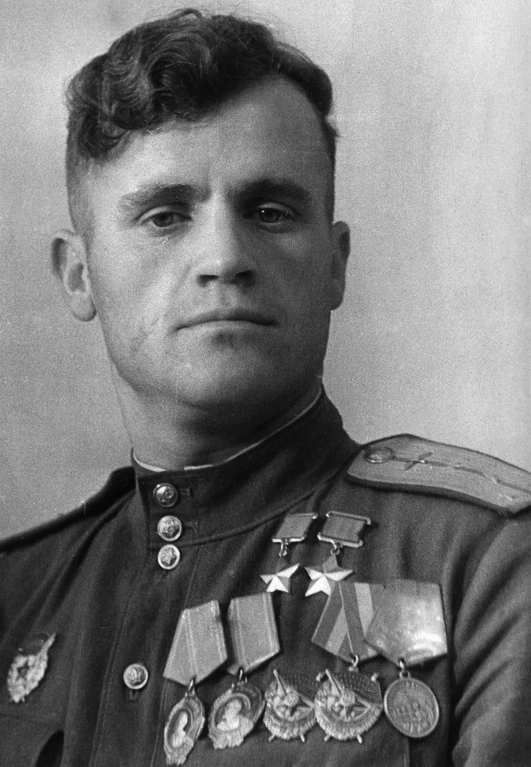
ニコライ・グライエフ(空軍少佐)
イワン・コジェドゥープ(空軍少佐)
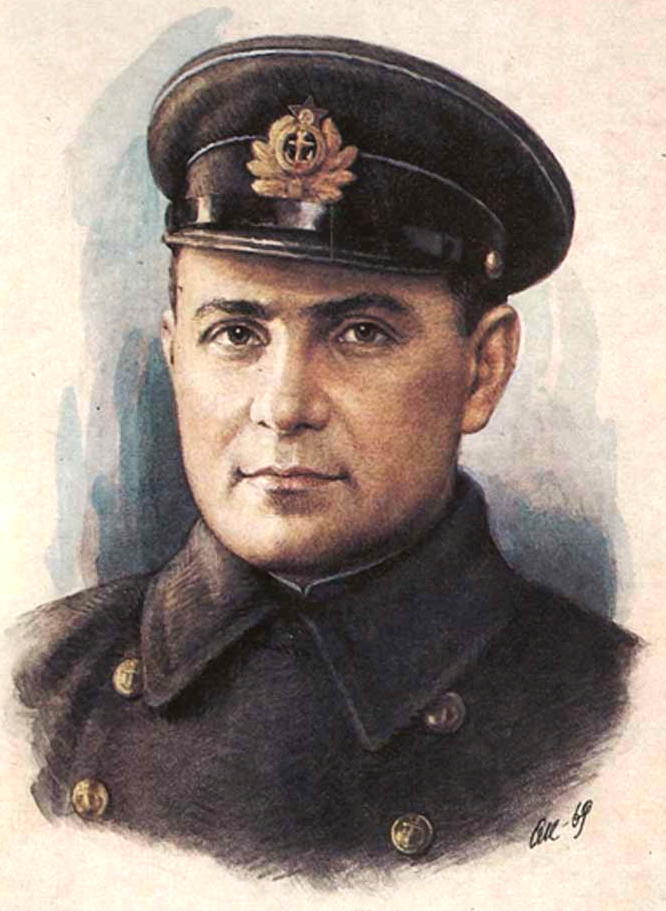
ツェーザリ・クニコフ(海軍少佐)
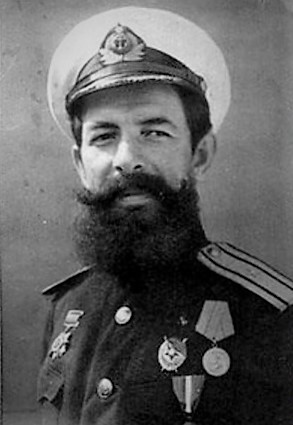
ミハイル・グレシーロフ（ロシア語版）(三等大尉（英語版）)
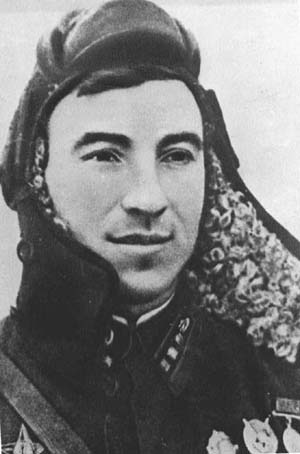
コンスタンティン・サモヒン(親衛大尉)
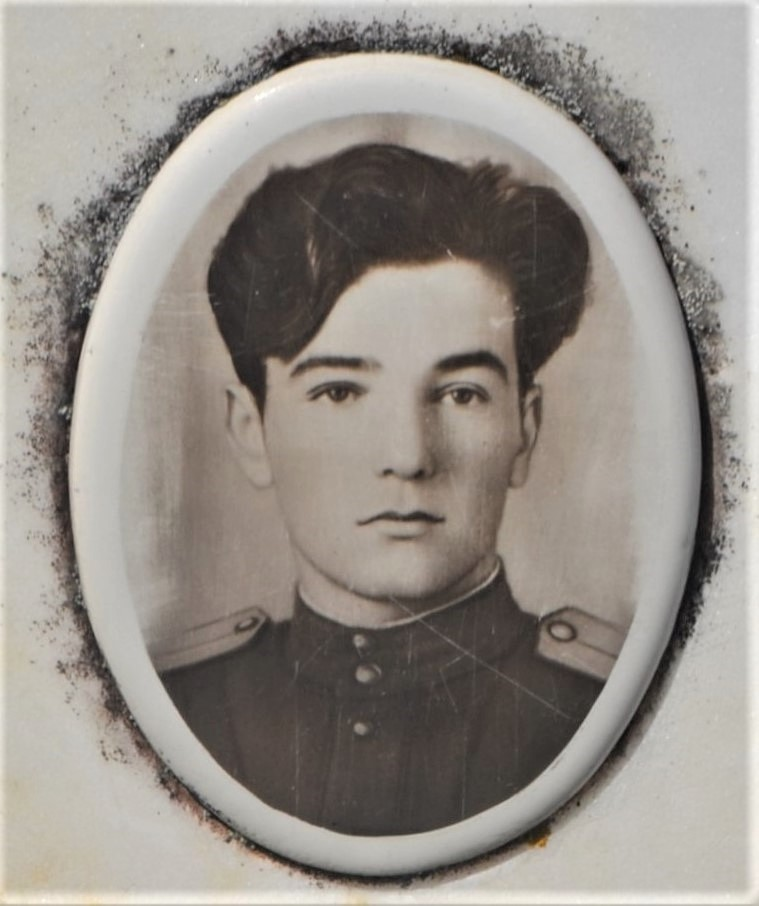
レオニード・ローゼンベルグ（ロシア語版）(親衛大尉)
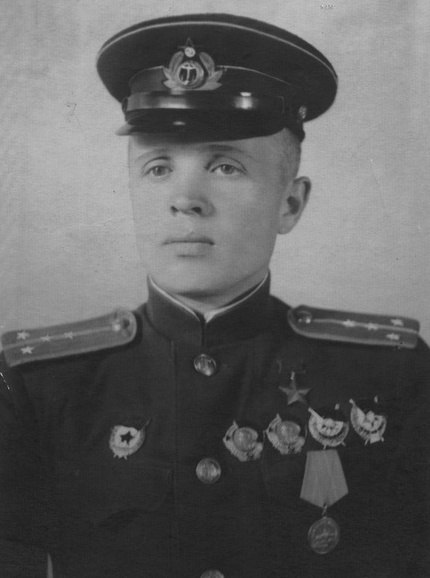
イゴール・カベロフ（英語版）(海軍親衛大尉)
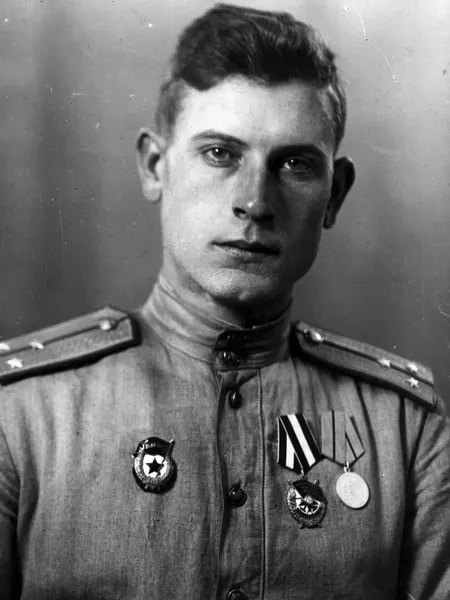
イワン・トゥルケニチ（英語版）(大尉兼パルチザン)
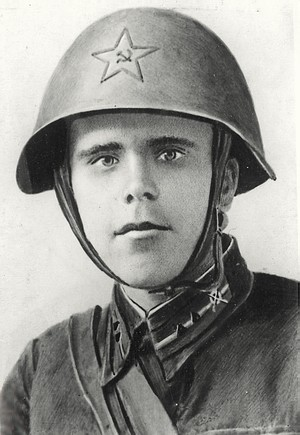
ピョートル・ソクル（ロシア語版）(大尉)
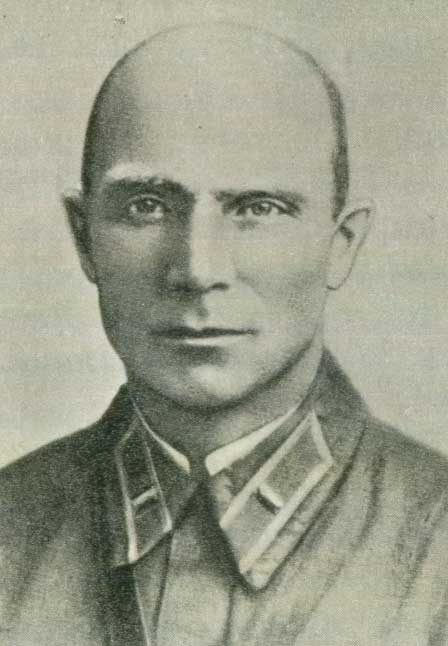
イワン・ズバチョフ（英語版）(大尉)
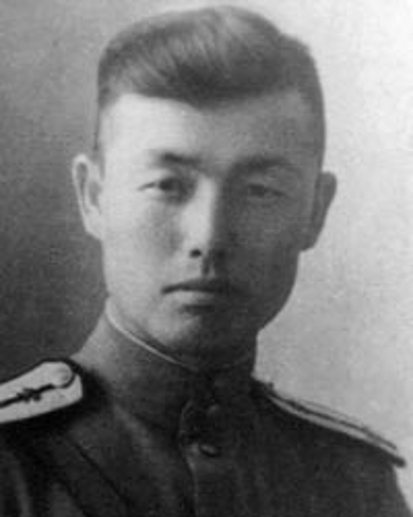
アレクサンドル・フヴァン(大尉)
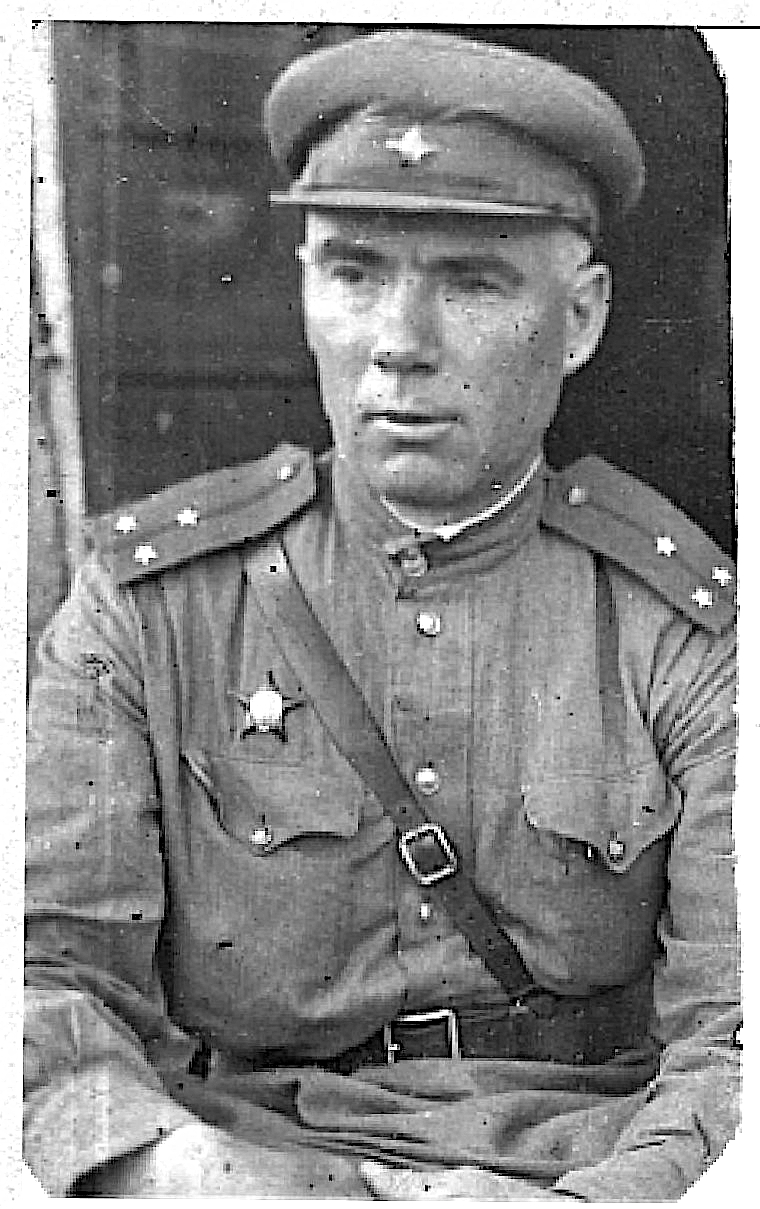
イリヤ・オスタペンコ（ロシア語版）(大尉)
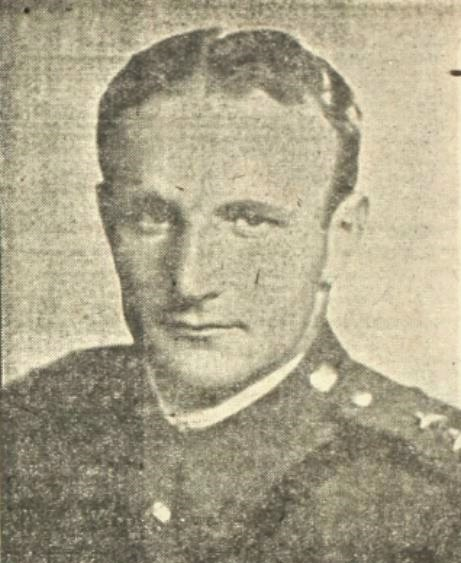
オタカル・ヤロシュ(大尉)
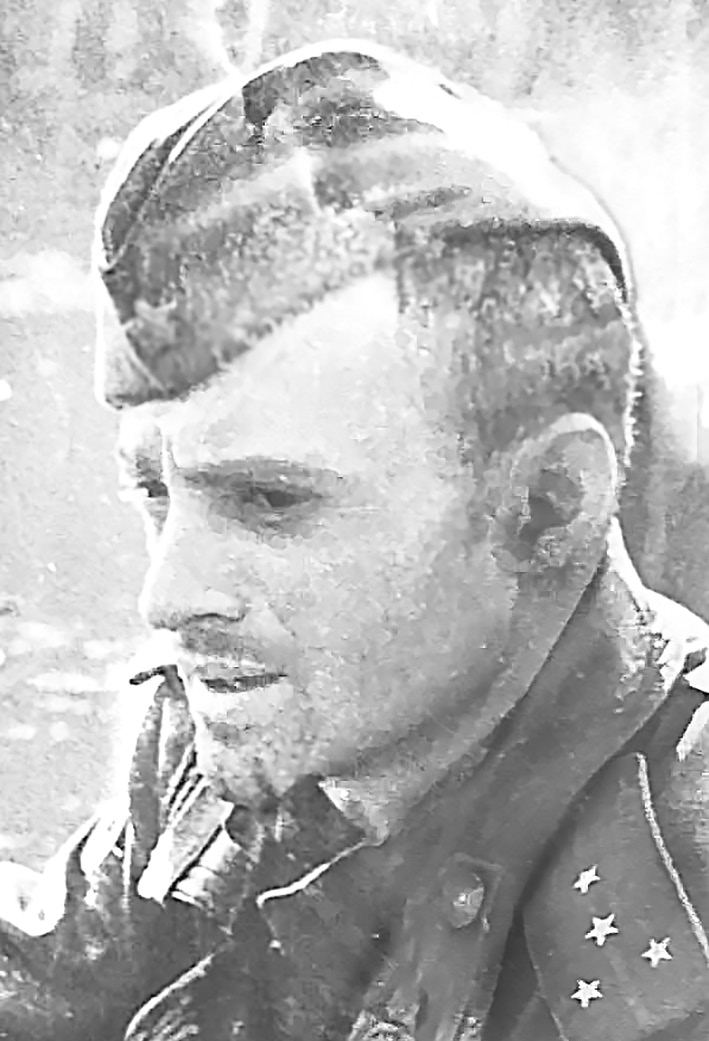
エフゲニー・ヴォロビョフ（ロシア語版）(大尉兼従軍記者)
ヴァシーリー・ザイツェフ(海軍大尉)
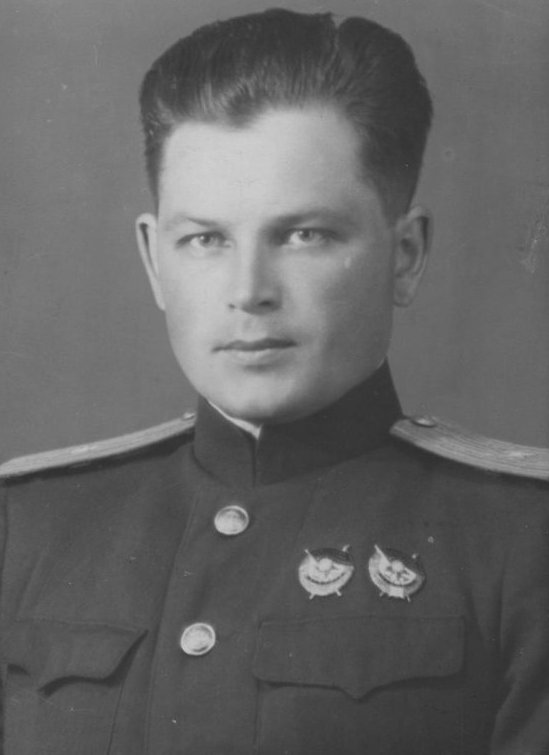
セルゲイ・クルツェンコフ（ロシア語版）(空軍大尉)
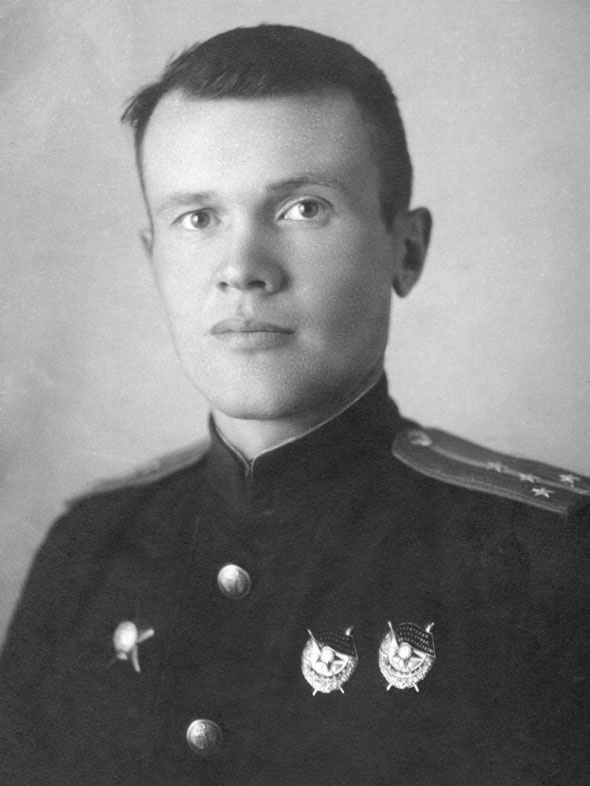
レオニード・エルキン（ロシア語版）(海軍大尉)
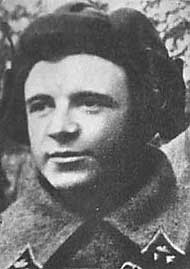
ドミトリー・ラヴリネンコ(親衛上級中尉)
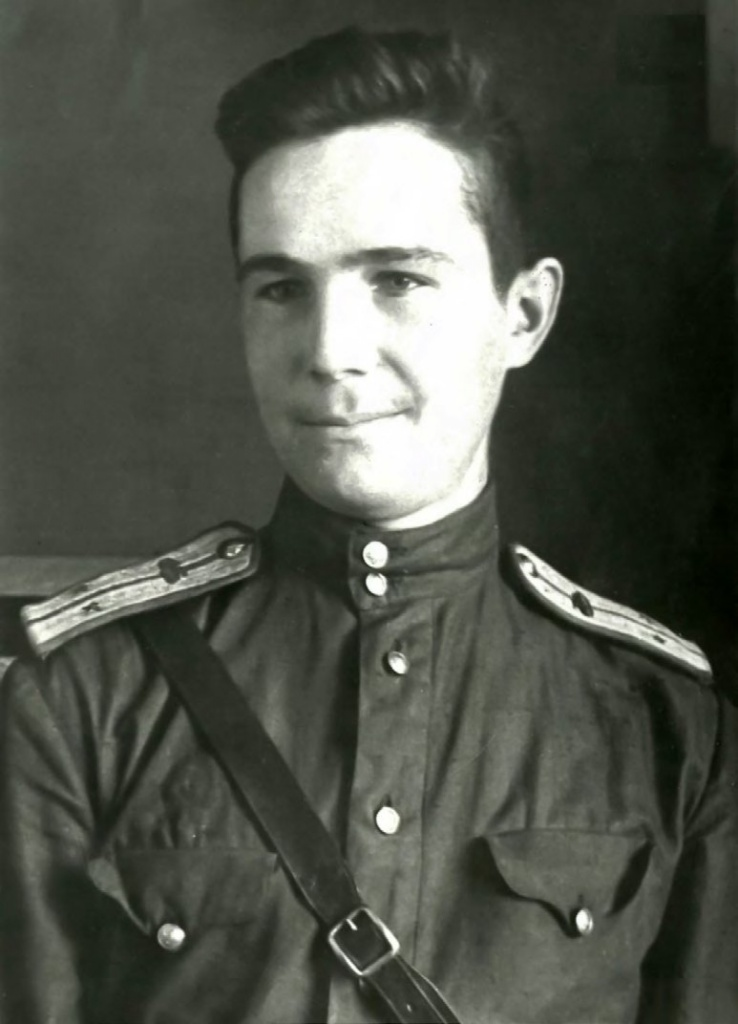
アレクサンドル・コスモデミヤンスキー(親衛上級中尉)
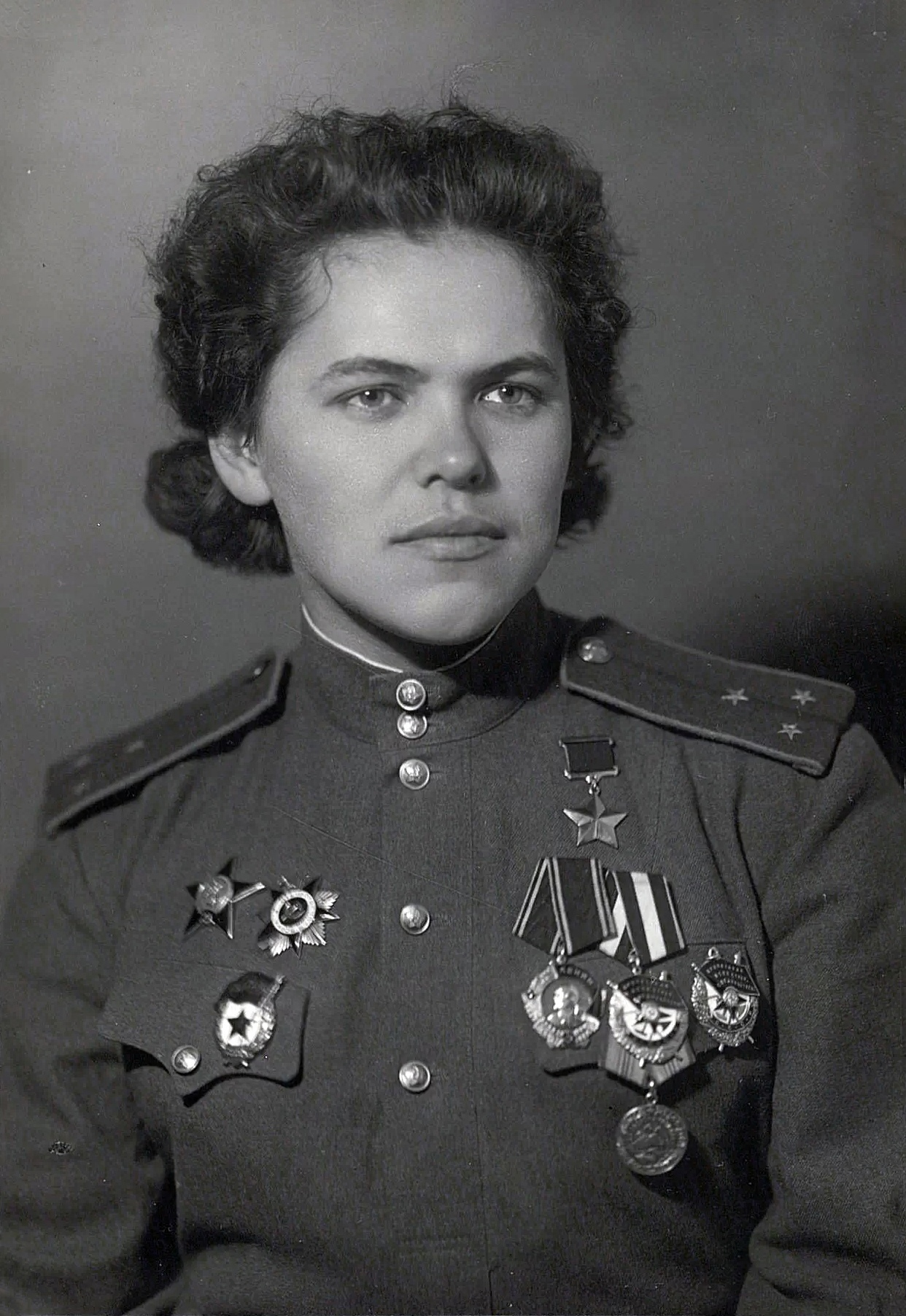
ルフィーナ・ガシェワ（英語版）(空軍親衛上級中尉)
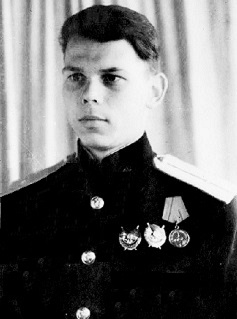
ユーリー・コーセンコ（ロシア語版）(空軍親衛上級中尉)
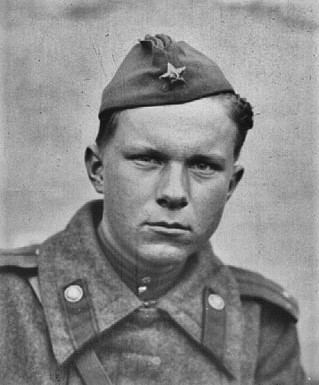
ヴァシル・ブイコフ（英語版）(上級中尉（ロシア語版）)
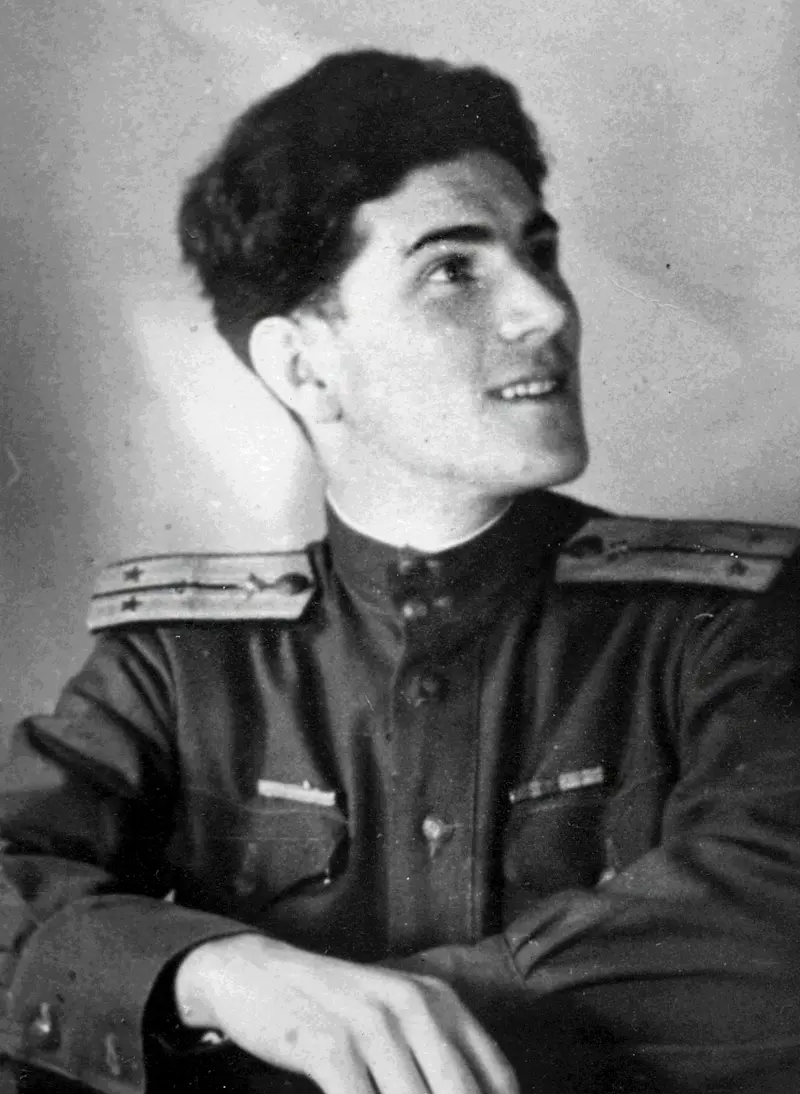
グリゴリー・チュフライ(上級中尉)
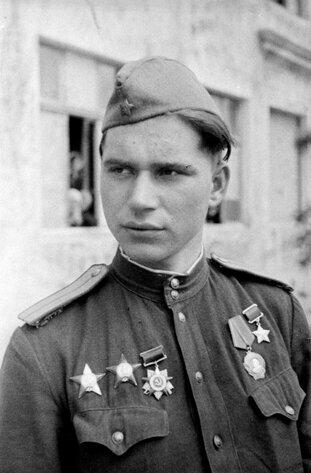
ゲオルギー・エフスタフィエフ（ロシア語版）(上級中尉)
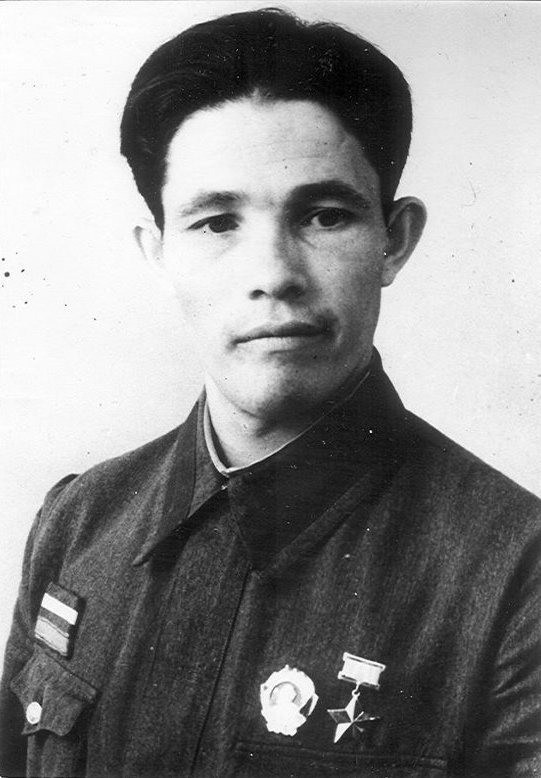
ゲンナジー・ガバイドゥリン（英語版）(上級中尉)
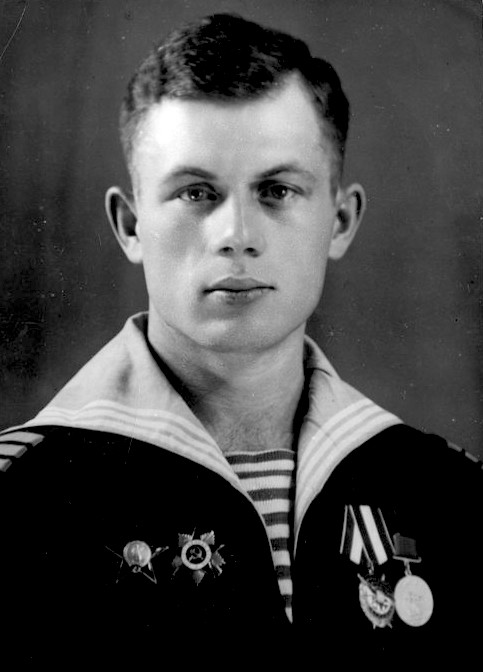
ゲオルギー・クルバトフ（ロシア語版）(海軍上級中尉)
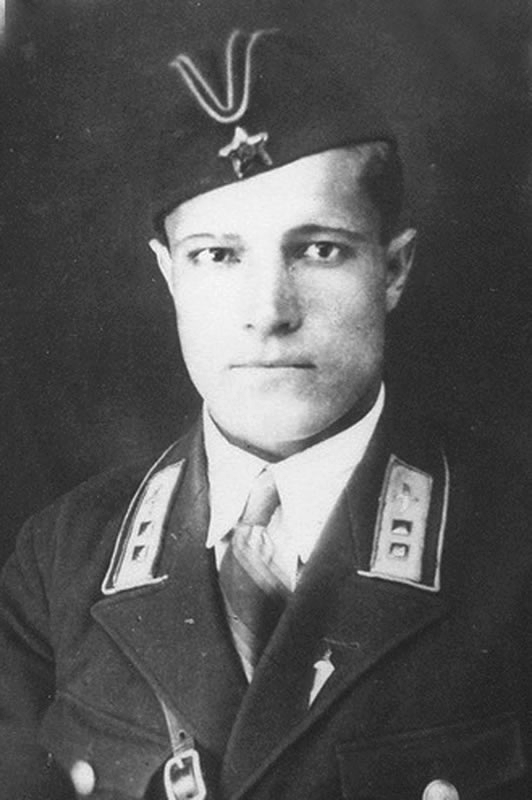
ピョートル・イェレメイェフ（ロシア語版）(空軍上級中尉)
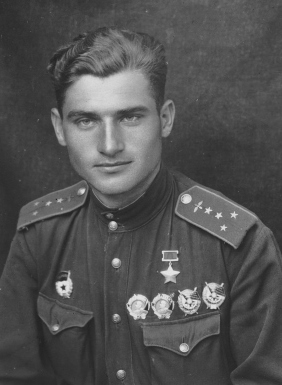
ミハイル・スミルスキー（ロシア語版）(空軍上級中尉)
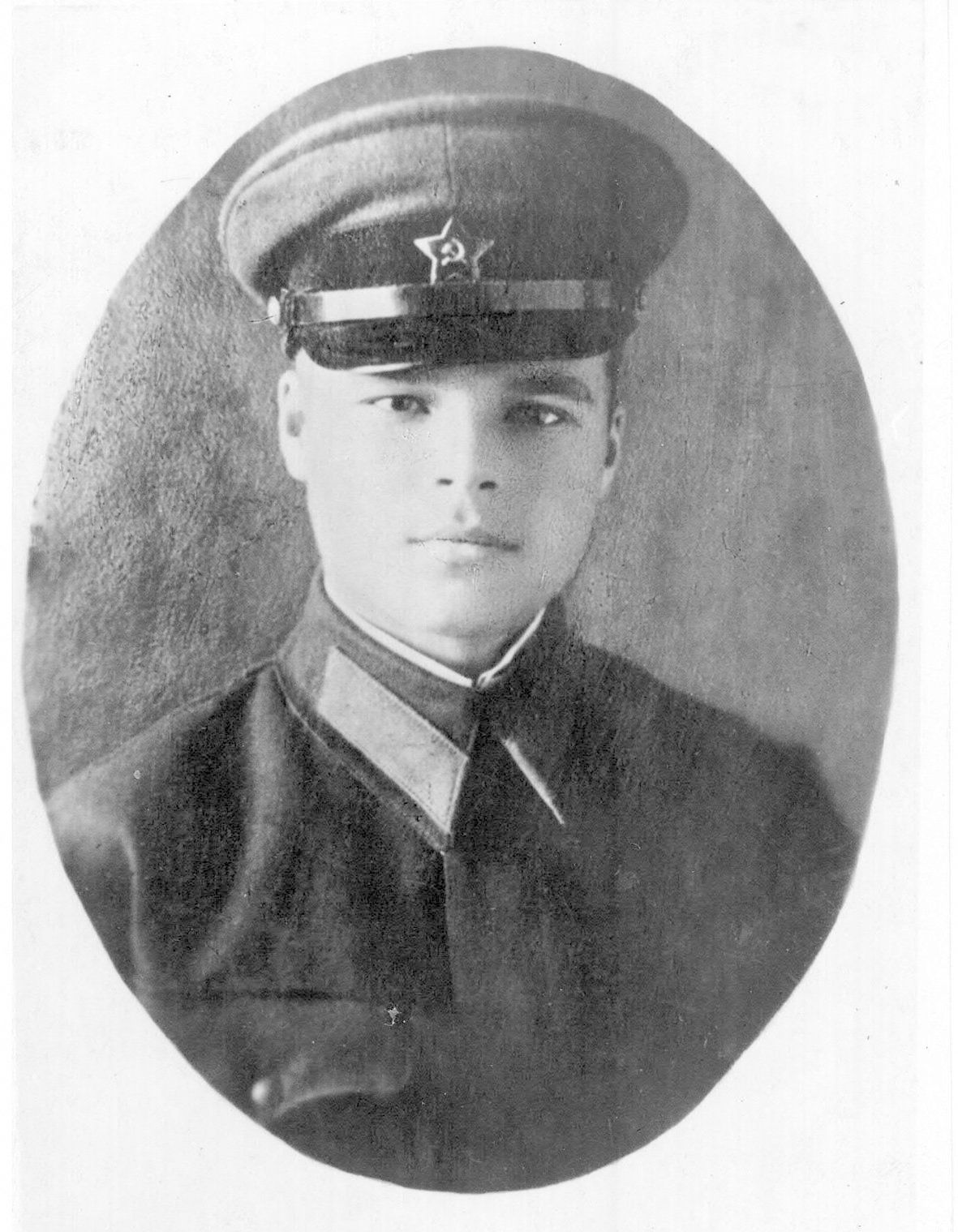
ヴァルデマール・シャランディン（ロシア語版）(親衛中尉)
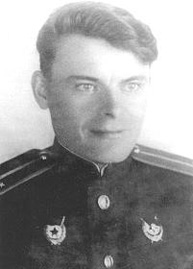
ヴィクトル・ブダラーギン（ロシア語版）(海軍親衛中尉)
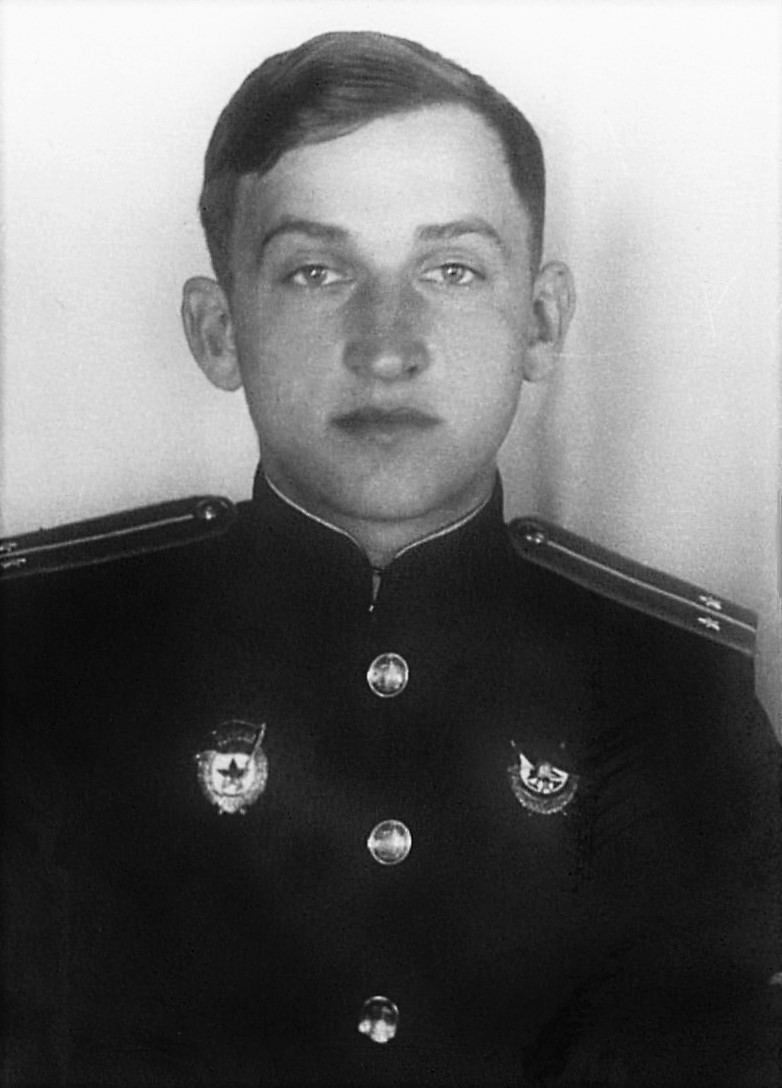
ヴァディム・エフグラフォフ（ロシア語版）(海軍親衛中尉)
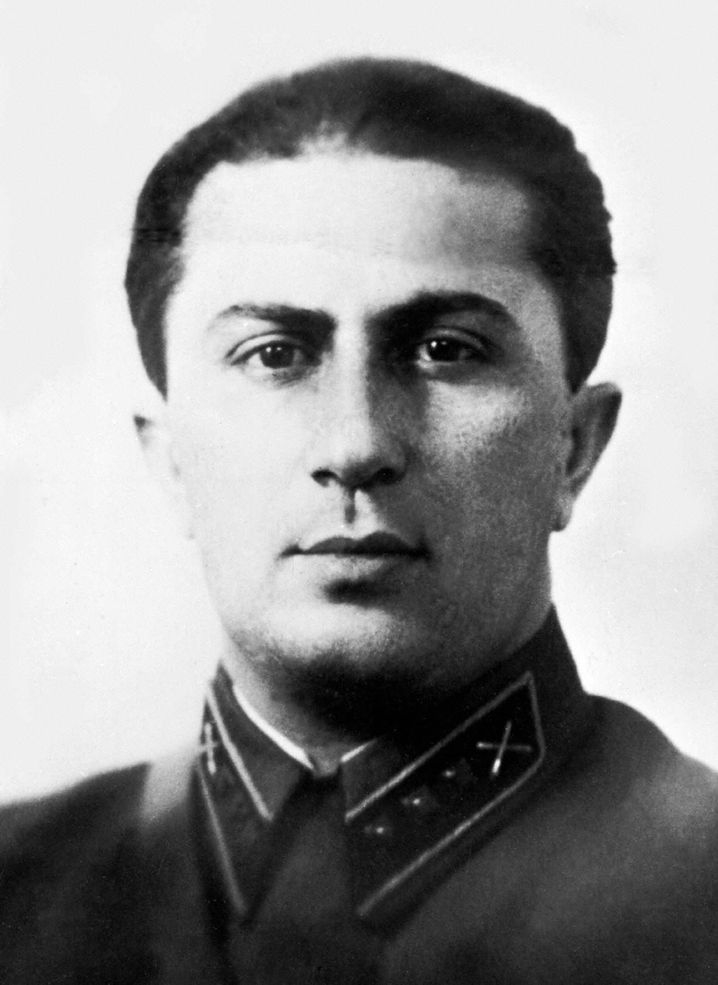
ヤーコフ・ジュガシヴィリ(中尉)
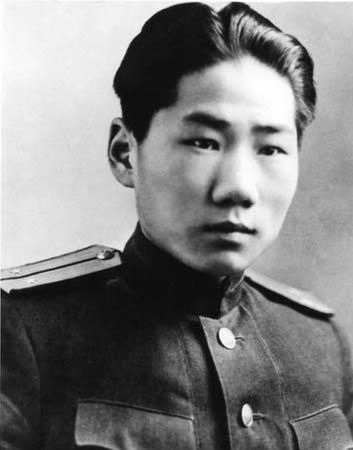
毛岸英(中尉)
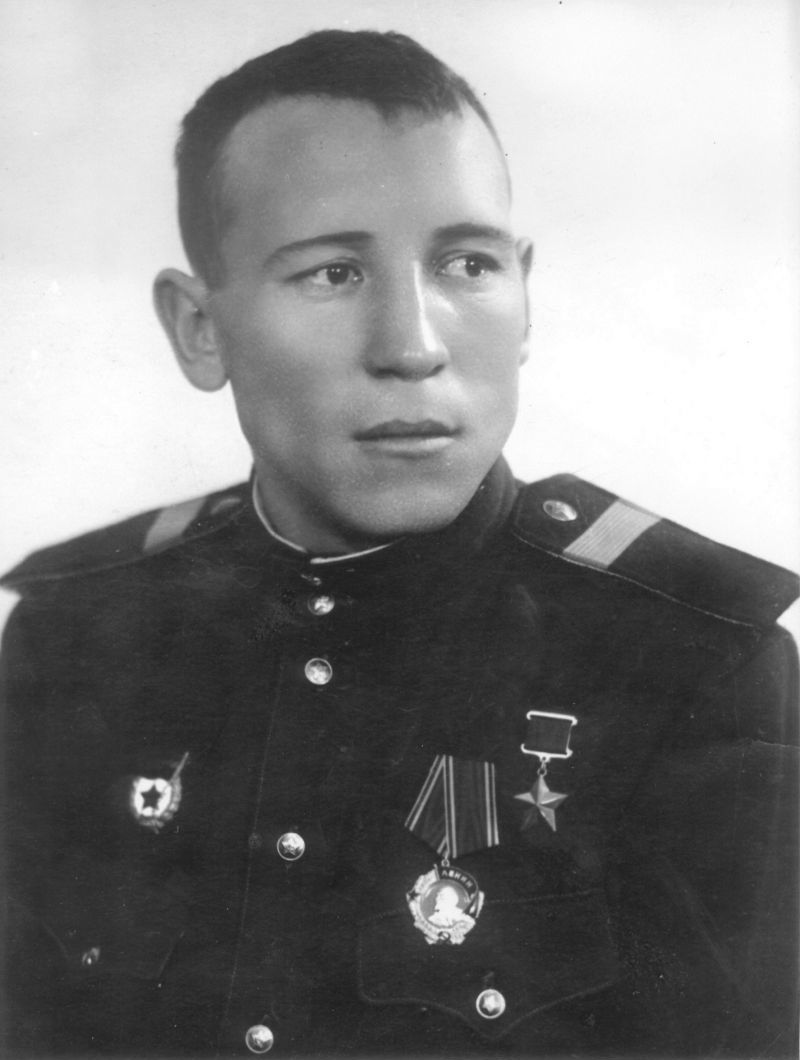
マンスール・アブドゥリン（ロシア語版）(中尉)
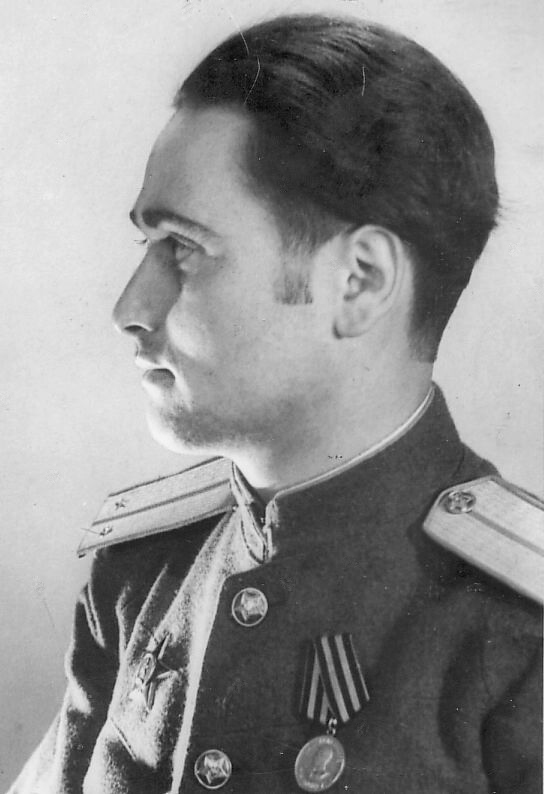
ウラジーミル・ゲルファント(中尉)
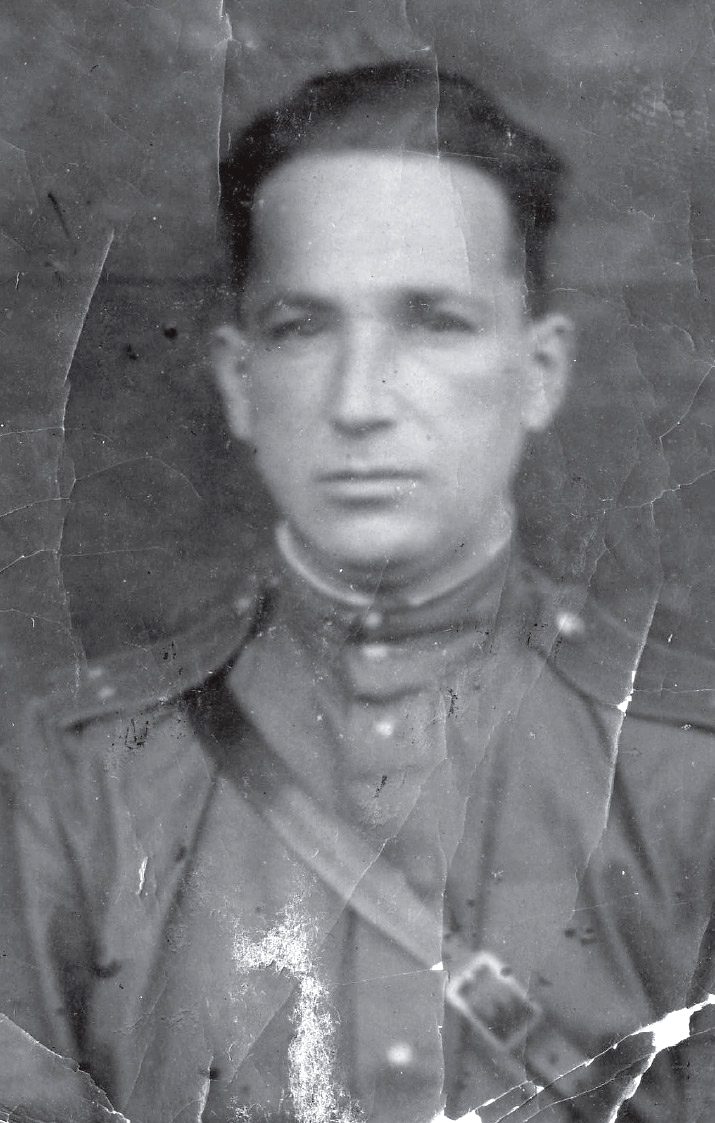
アレクサンドル・ペチェルスキー(中尉)
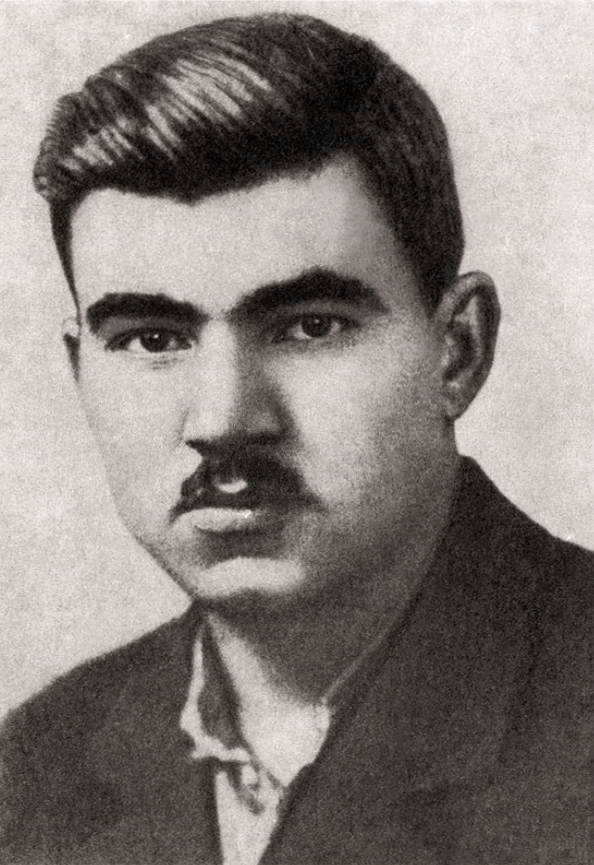
メディ・フセインサーデ（英語版）(中尉)
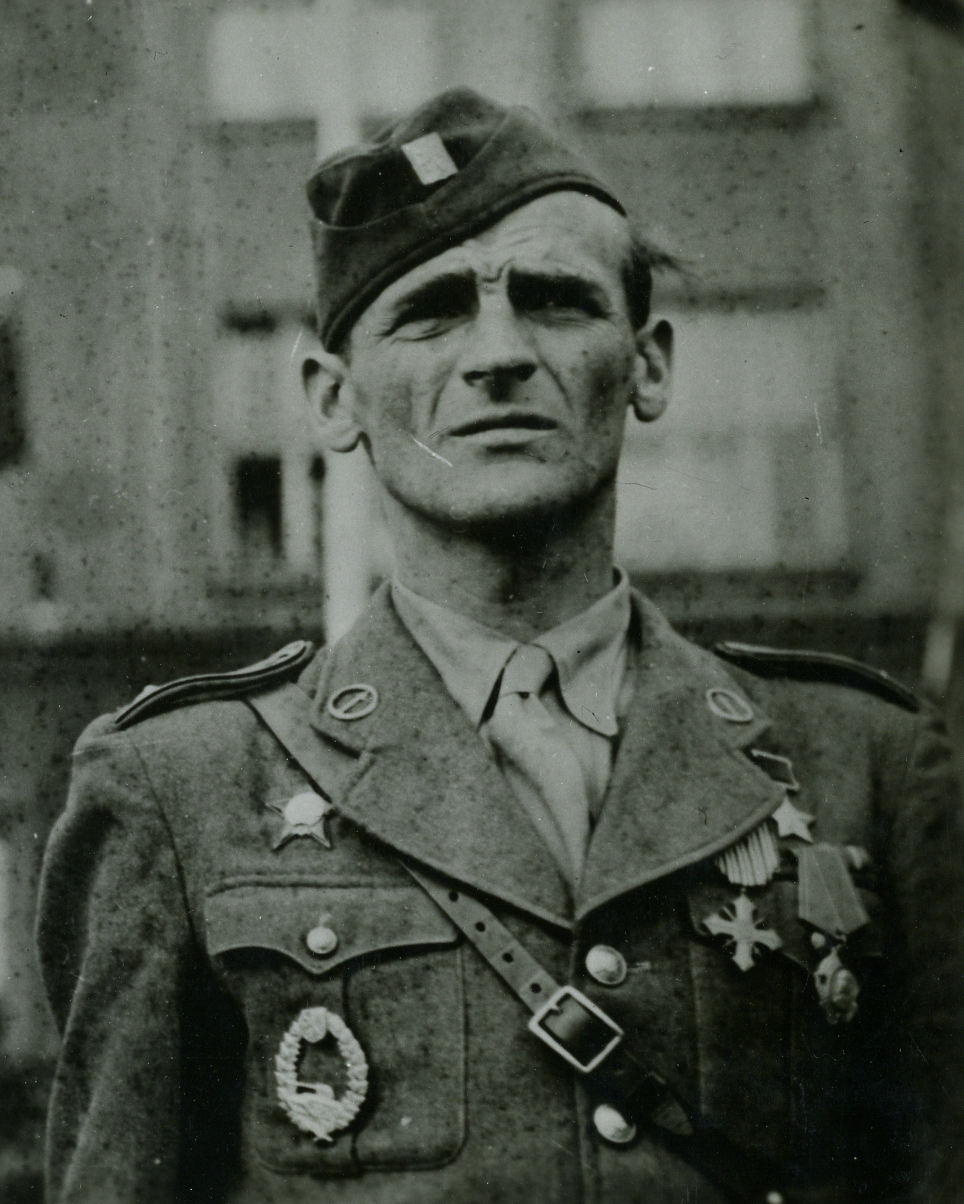
ヨゼフ・ブルシク(中尉)
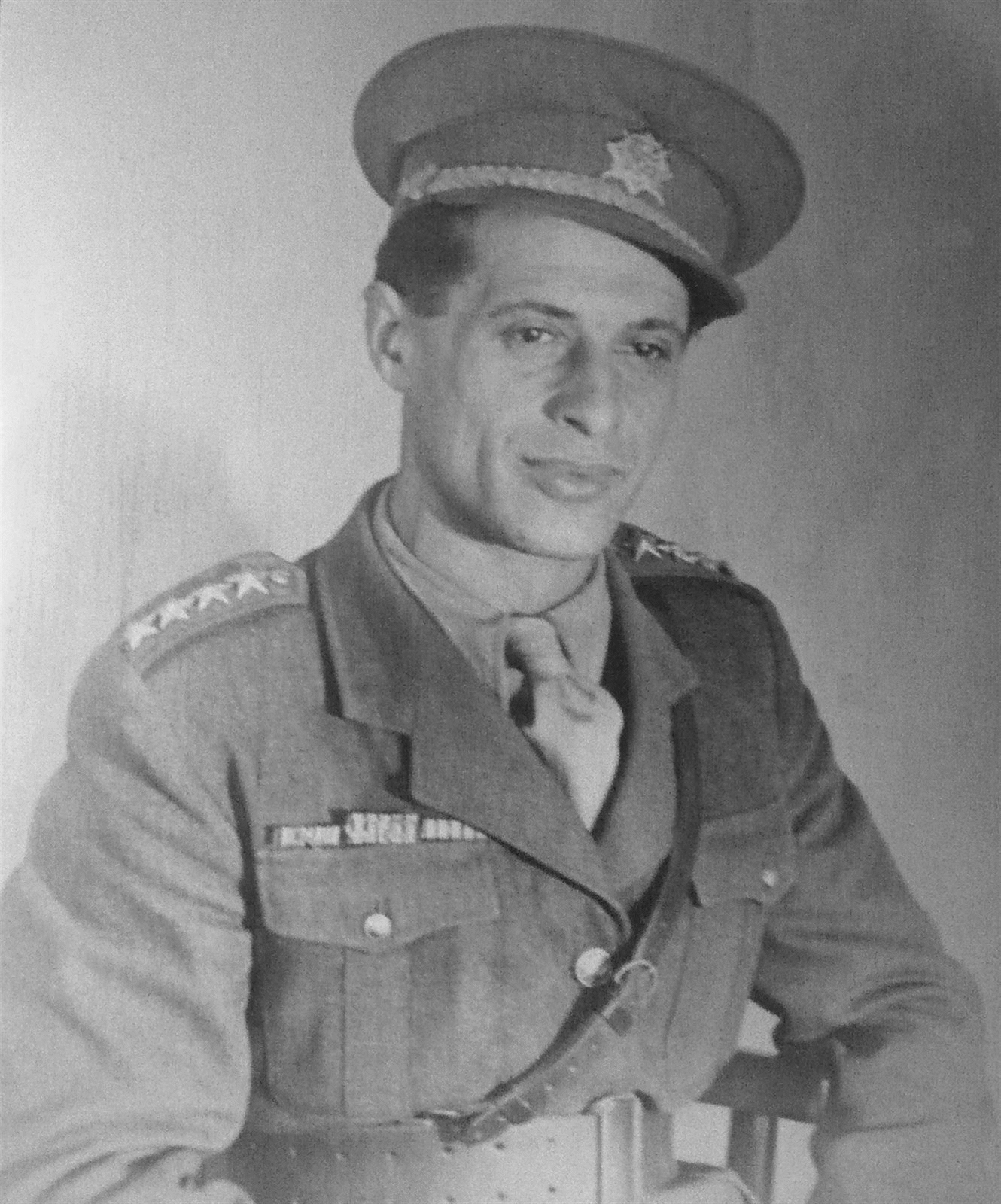
アルノシュト・シュタイナー（チェコ語版）(中尉)
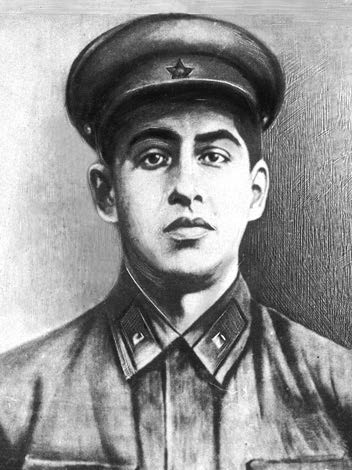
アクバル・アガエフ（英語版）(中尉)
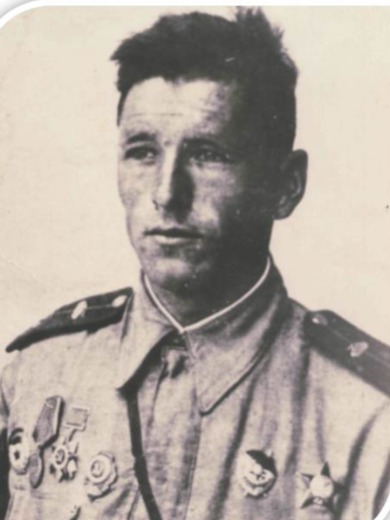
イワン・ブチーリン（ロシア語版）(中尉)
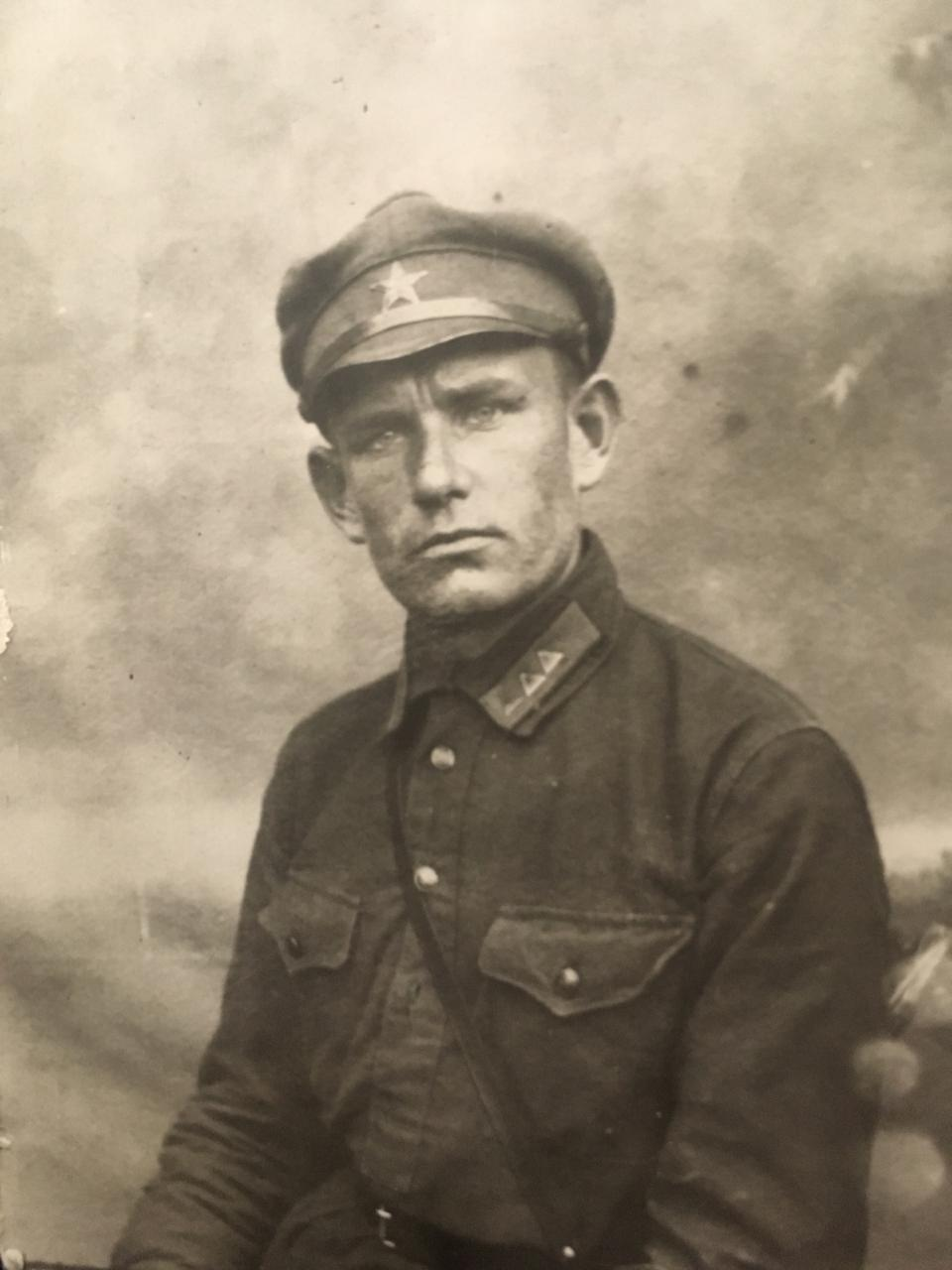
ミハイル・ドゥドニコフ（ロシア語版）(中尉兼パルチザン)
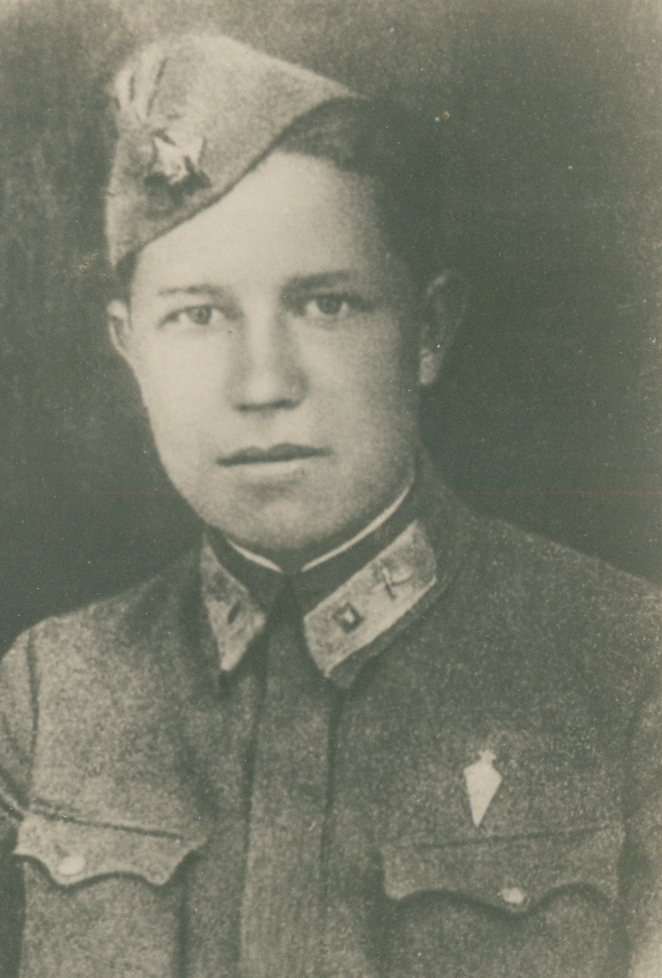
ヴァシーリー・コチェトコフ（ロシア語版）(親衛少尉)
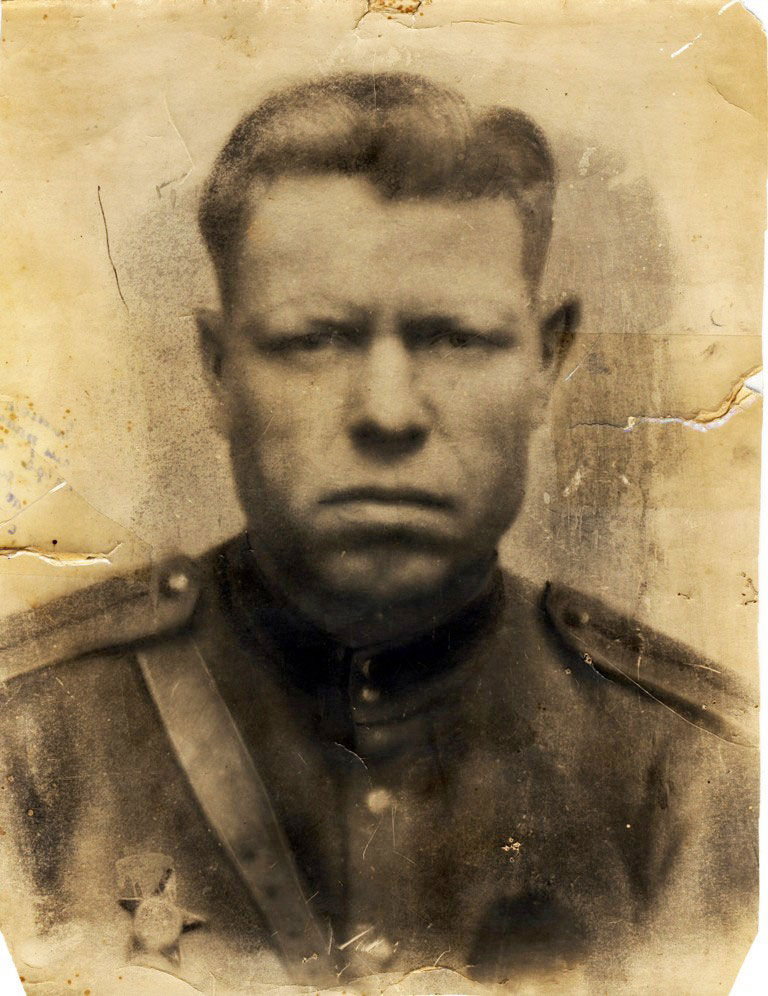
ピョートル・カシニコフ（ロシア語版）(親衛少尉)
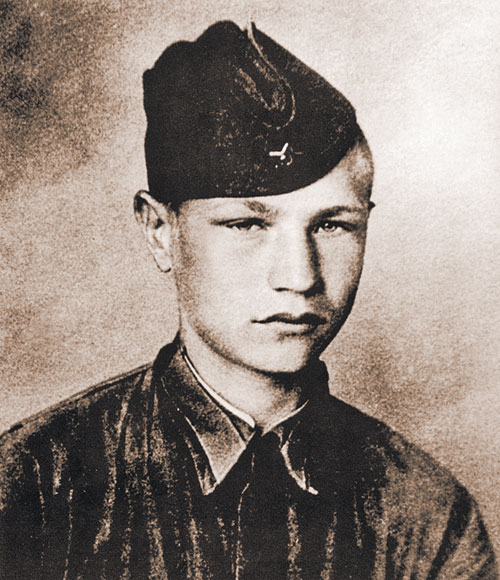
ドミトリー・ヤゾフ(少尉)
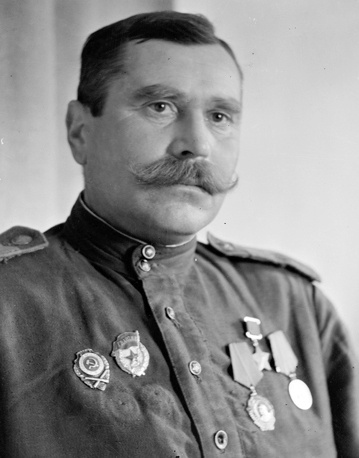
アレクサンドル・ゴルデーエフ（ロシア語版）(曹長)
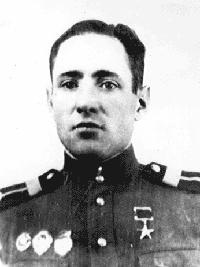
イワン・イワノフ（ロシア語版）(曹長)
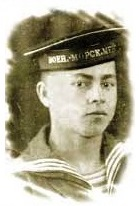
ヤーコフ・グレーヴィチ（ロシア語版）(曹長)
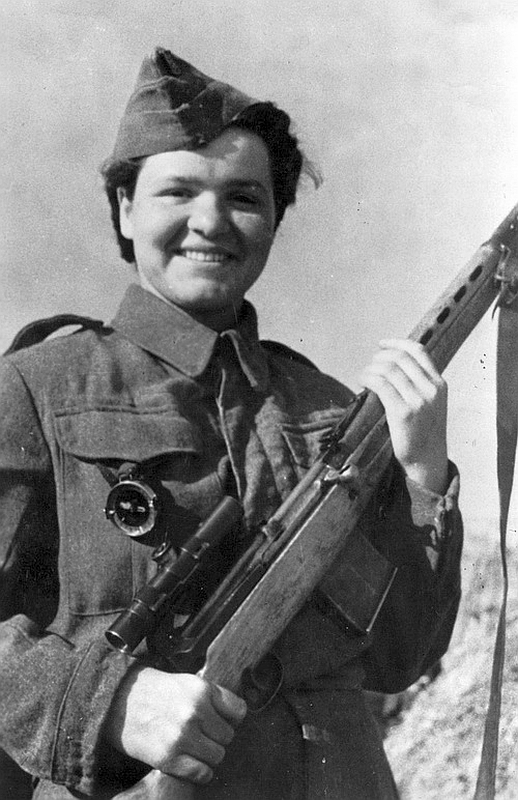
マリー・リャルコワ（英語版）(曹長)
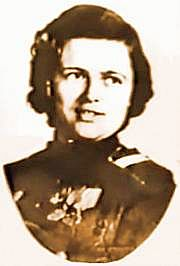
ニーナ・クラギーナ(上級軍曹（英語版）)
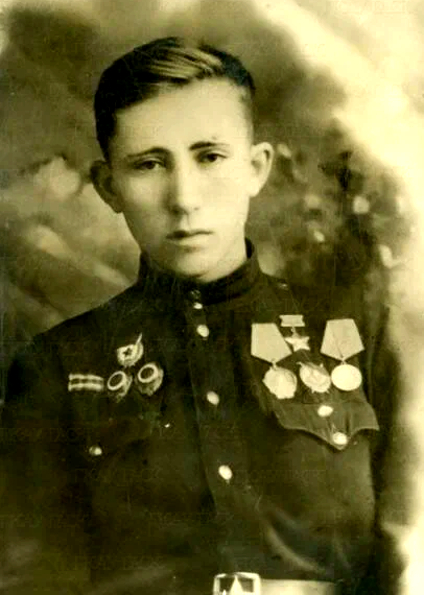
ゲンナジー・ヴェリチコ（ロシア語版）(上級軍曹)
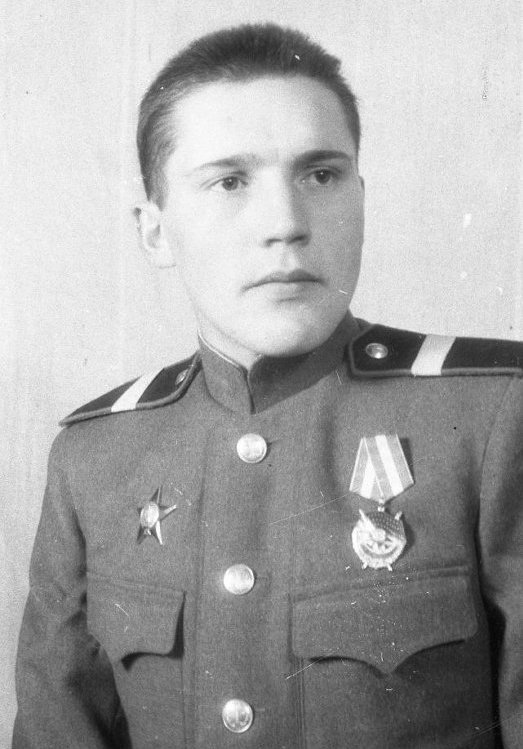
イワン・カトルジニ（ロシア語版）(海軍上級軍曹)
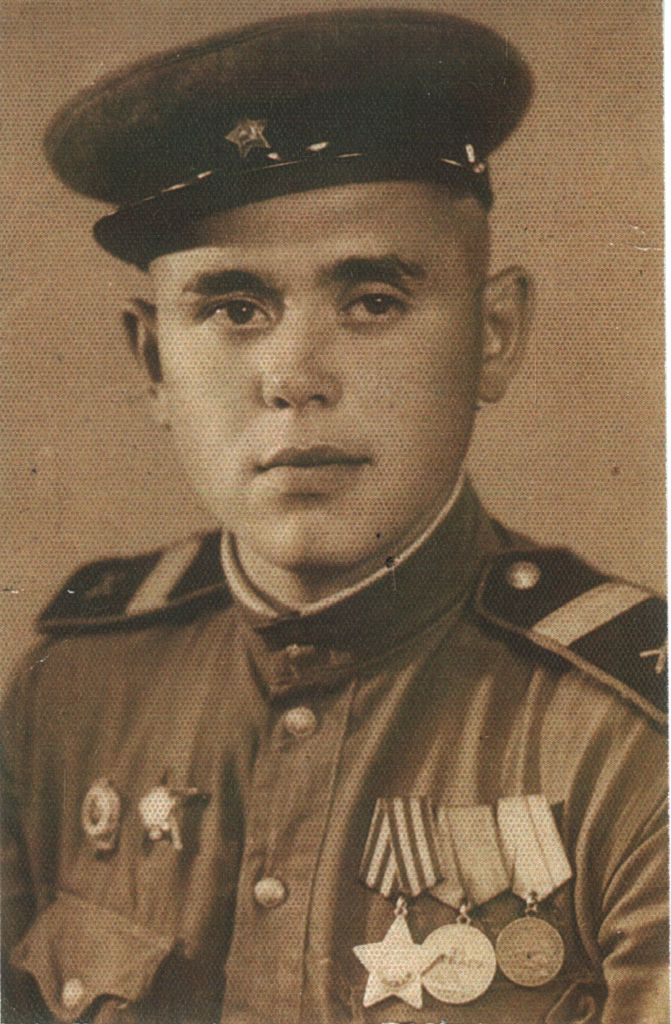
アファナシー・アンティピン（ロシア語版）(上級軍曹)
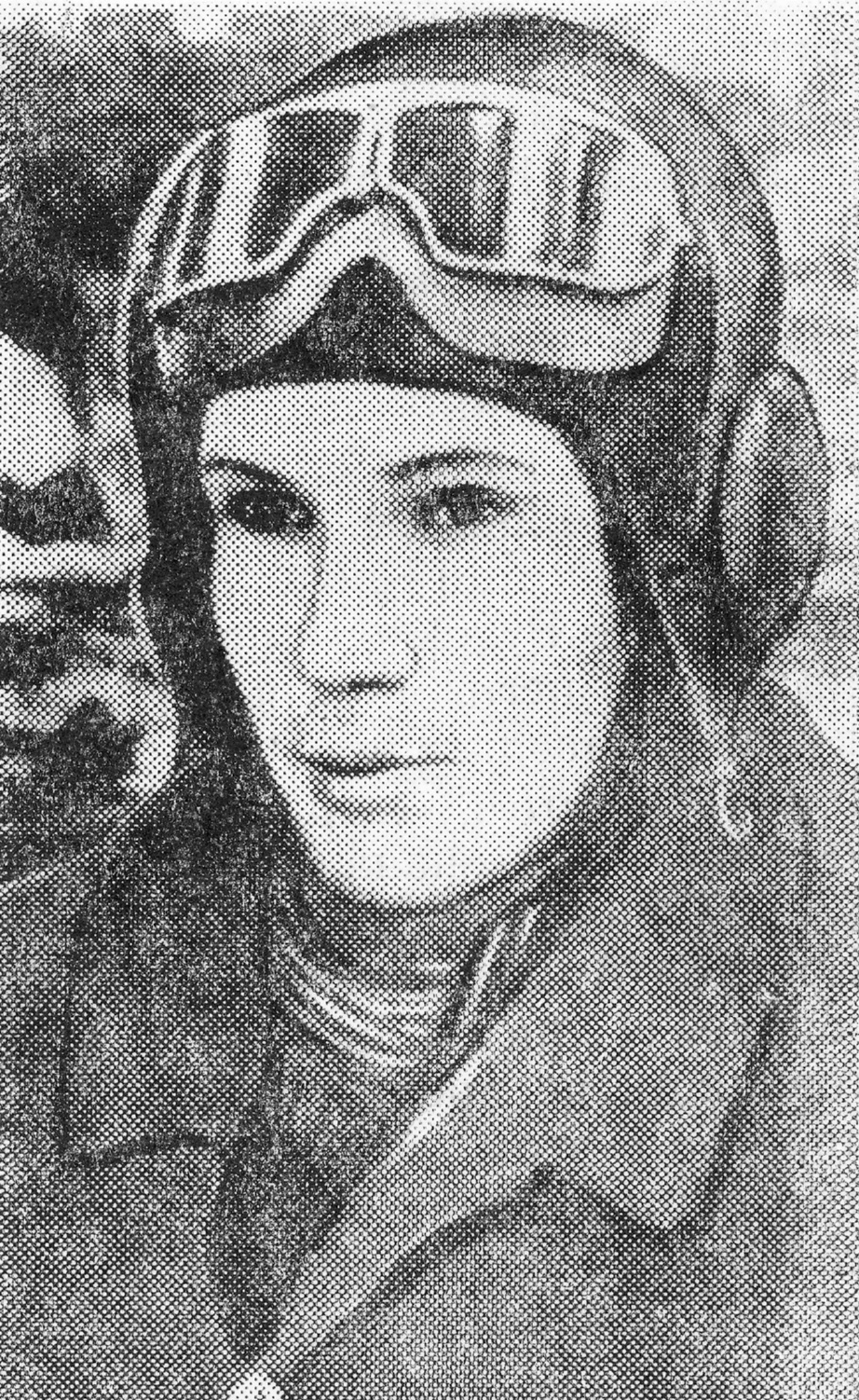
ウラジーミル・ヴァシルチコフ（ロシア語版）(空軍上級軍曹)
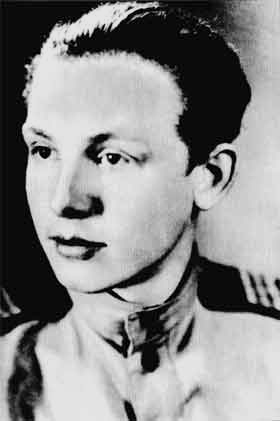
インノケンティ・スモクトゥノフスキー(親衛軍曹)
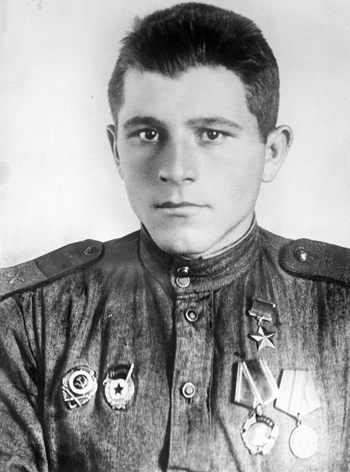
ドミトリー・チェプソフ（ロシア語版）(親衛軍曹)
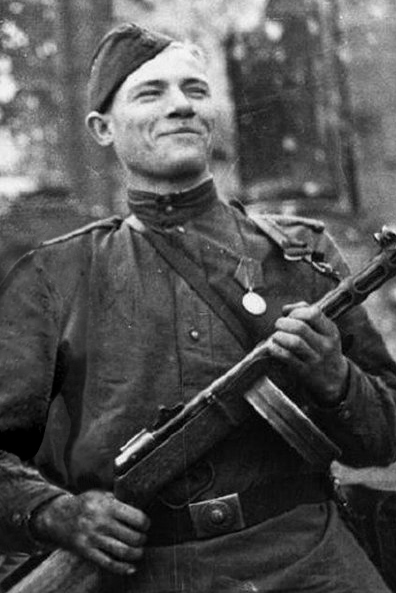
ミハイル・エゴロフ（ロシア語版）(軍曹)
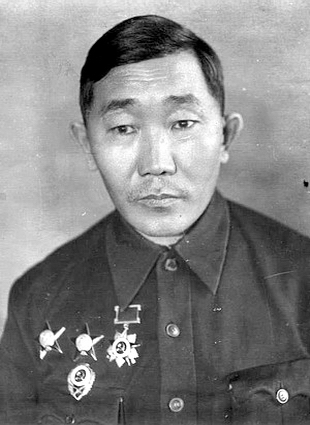
フョードル・アフラプコフ(軍曹)
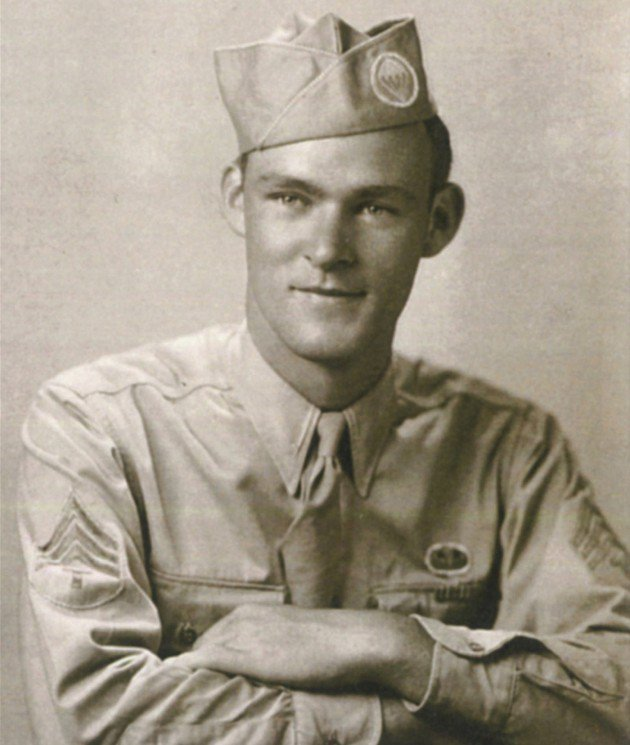
ジョセフ・ベイル(軍曹)
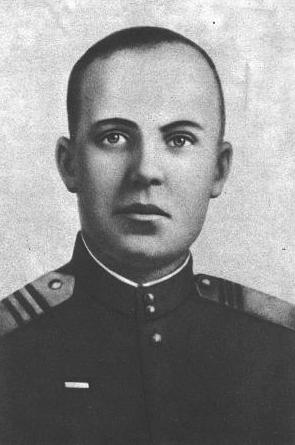
ニコライ・ヴァルラモフ（ロシア語版）(軍曹)
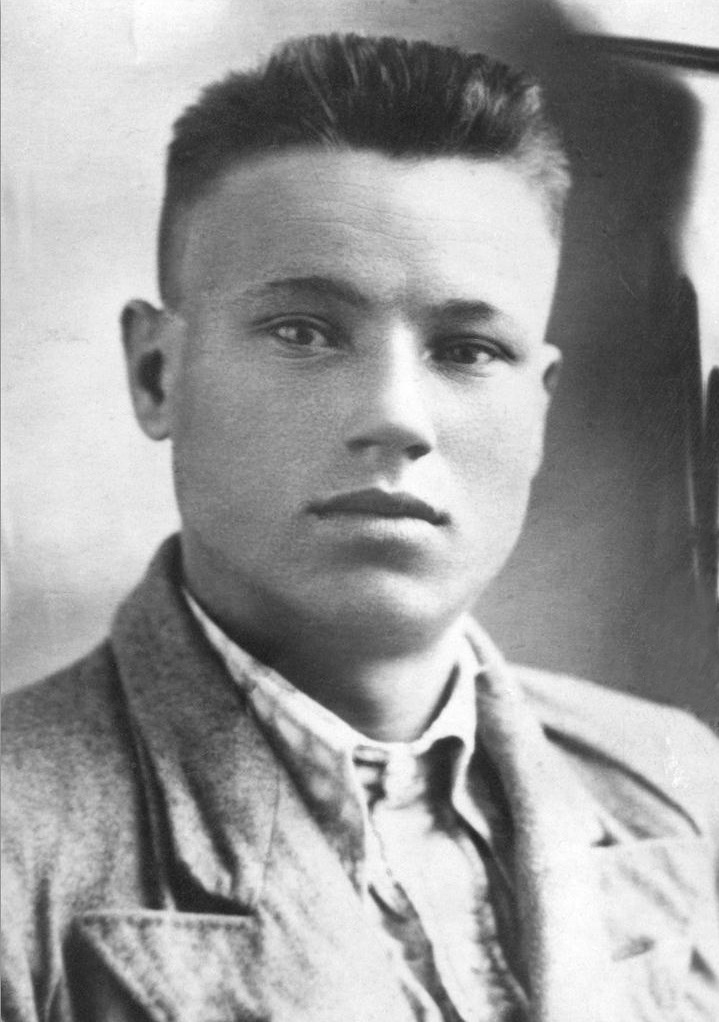
イワン・クズネツォフ（ロシア語版）(軍曹)
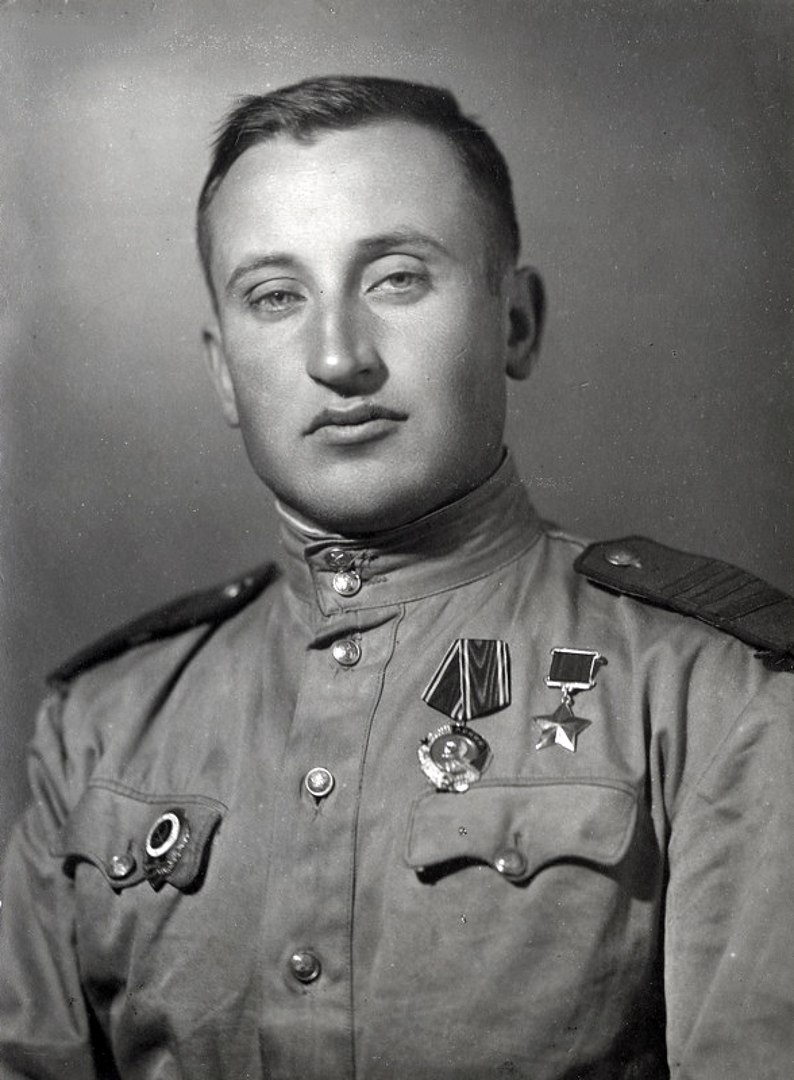
ドミトリー・ジムフロムスキー（ロシア語版）(軍曹)
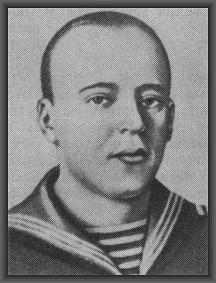
イワン・トンバソフ（ロシア語版）(一等兵曹)
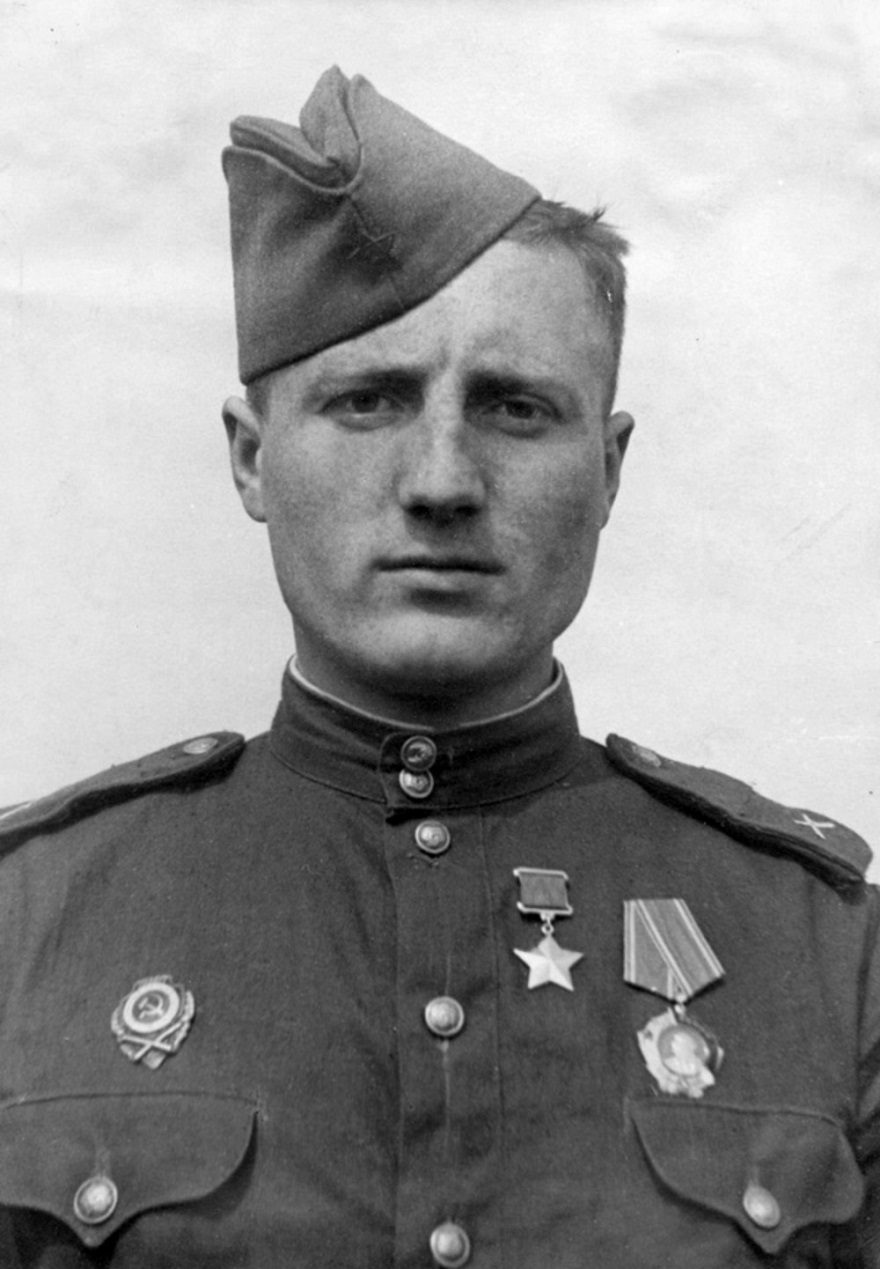
ボリス・ラストロポフ（ロシア語版）(下級軍曹（ロシア語版）)
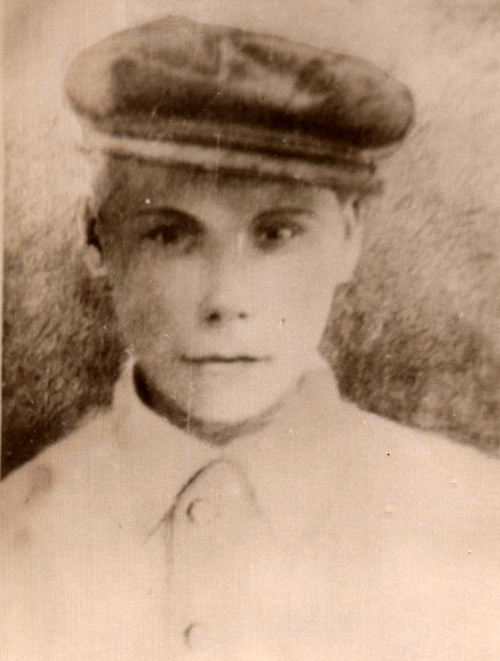
ミハイル・コトフ（ロシア語版）(下級軍曹)
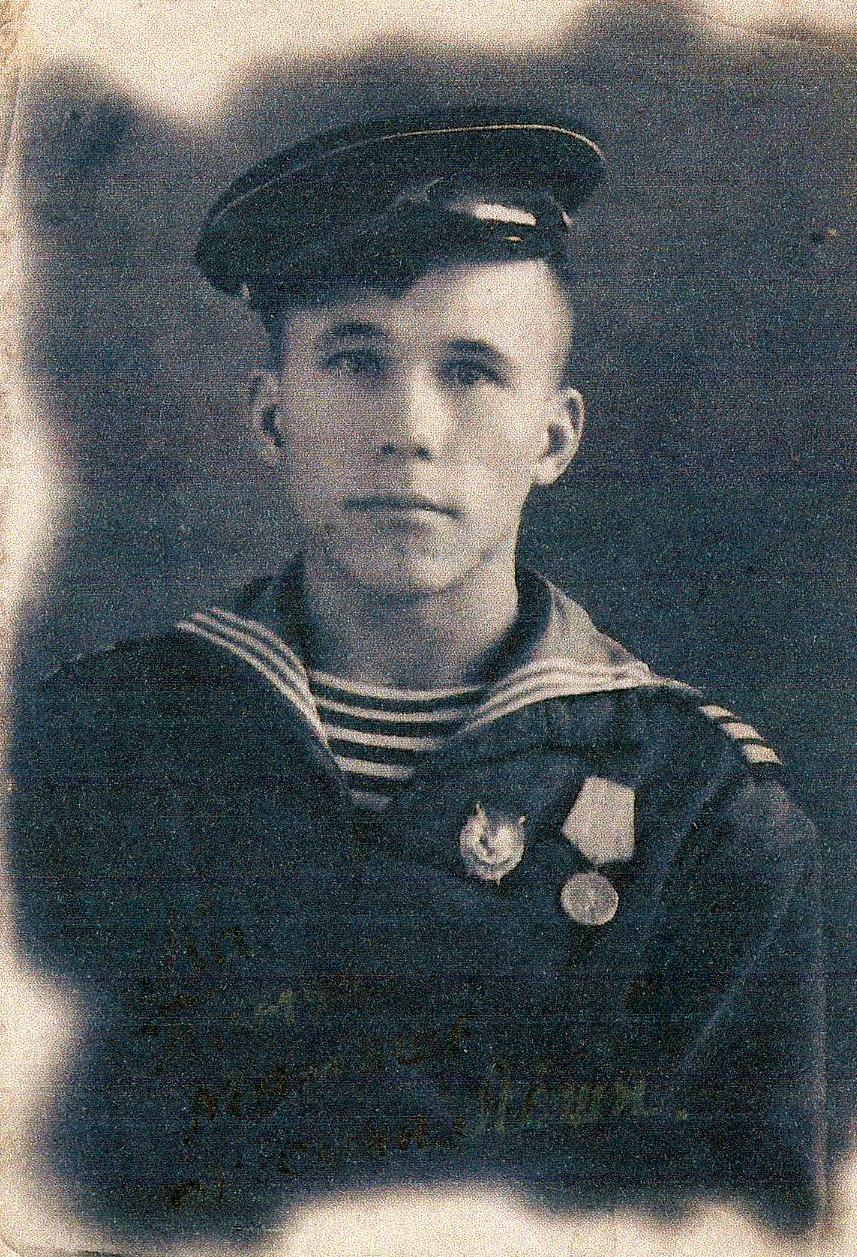
アレクセイ・エリザロフ（ロシア語版）(二等兵曹（ロシア語版）)
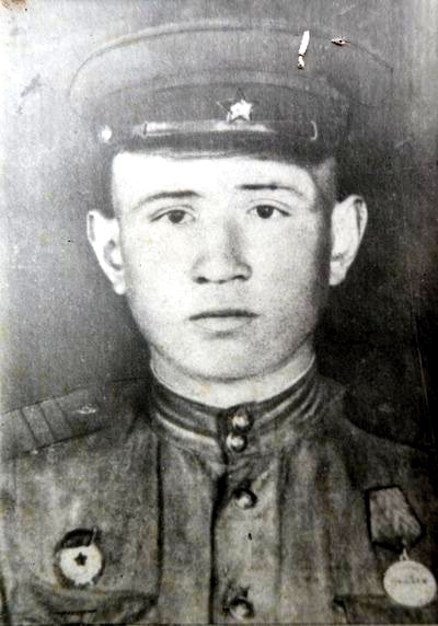
ミハイル・アブロシモフ（ロシア語版）(親衛伍長)
ニコライ・バラノフ（ロシア語版）(上級水兵（英語版）)
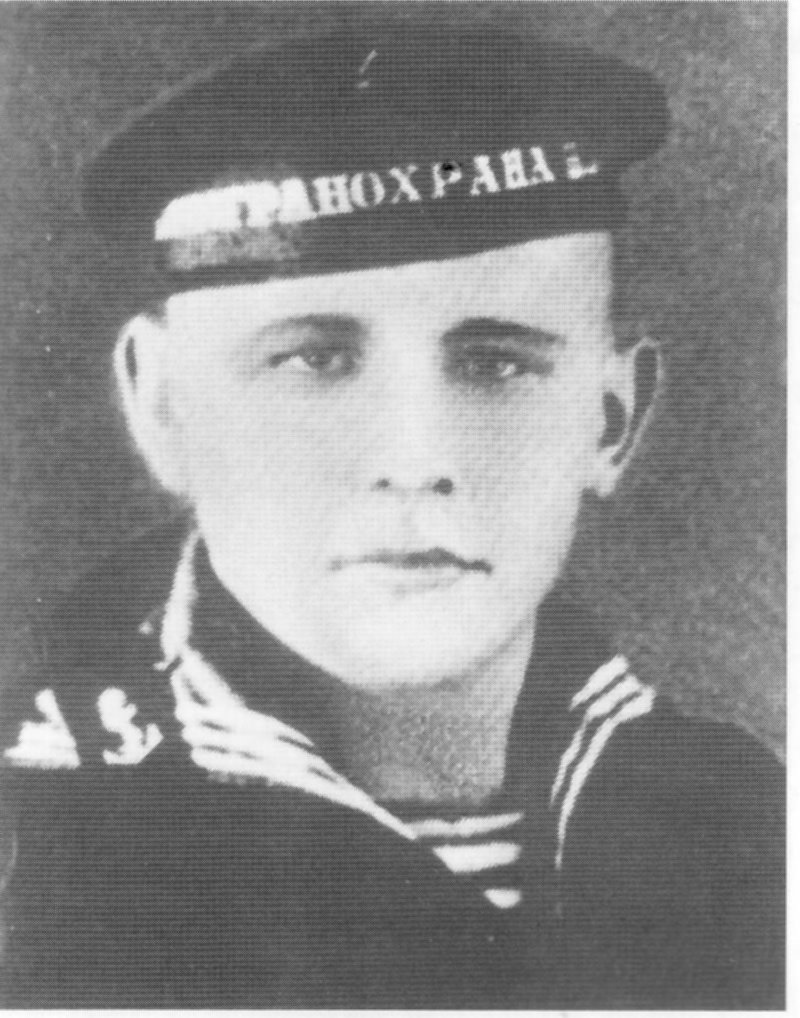
イワン・ゴルベッツ（英語版）(上級水兵)
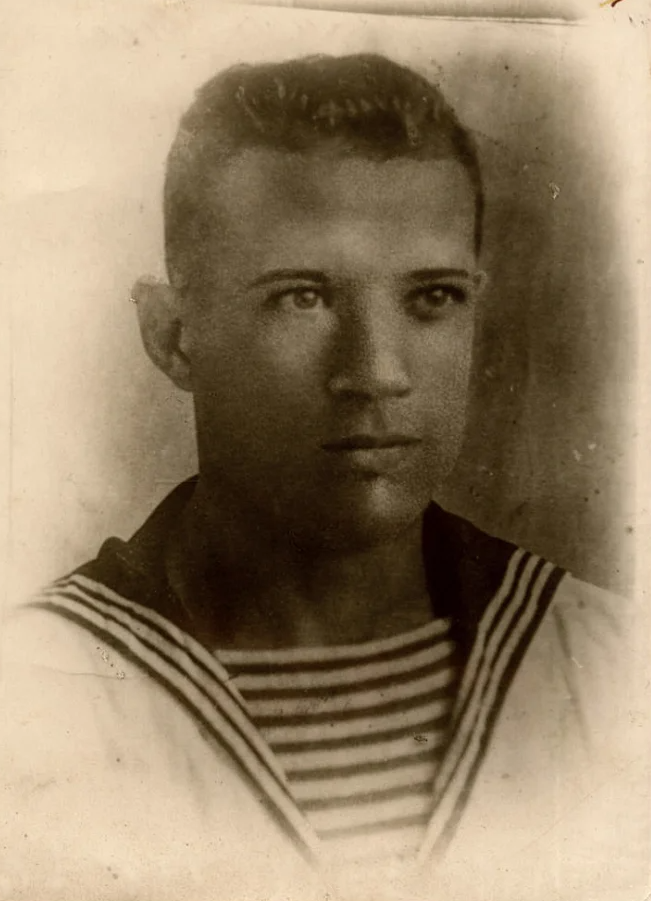
イリヤ・カプルノフ（ロシア語版）(親衛海軍水兵)
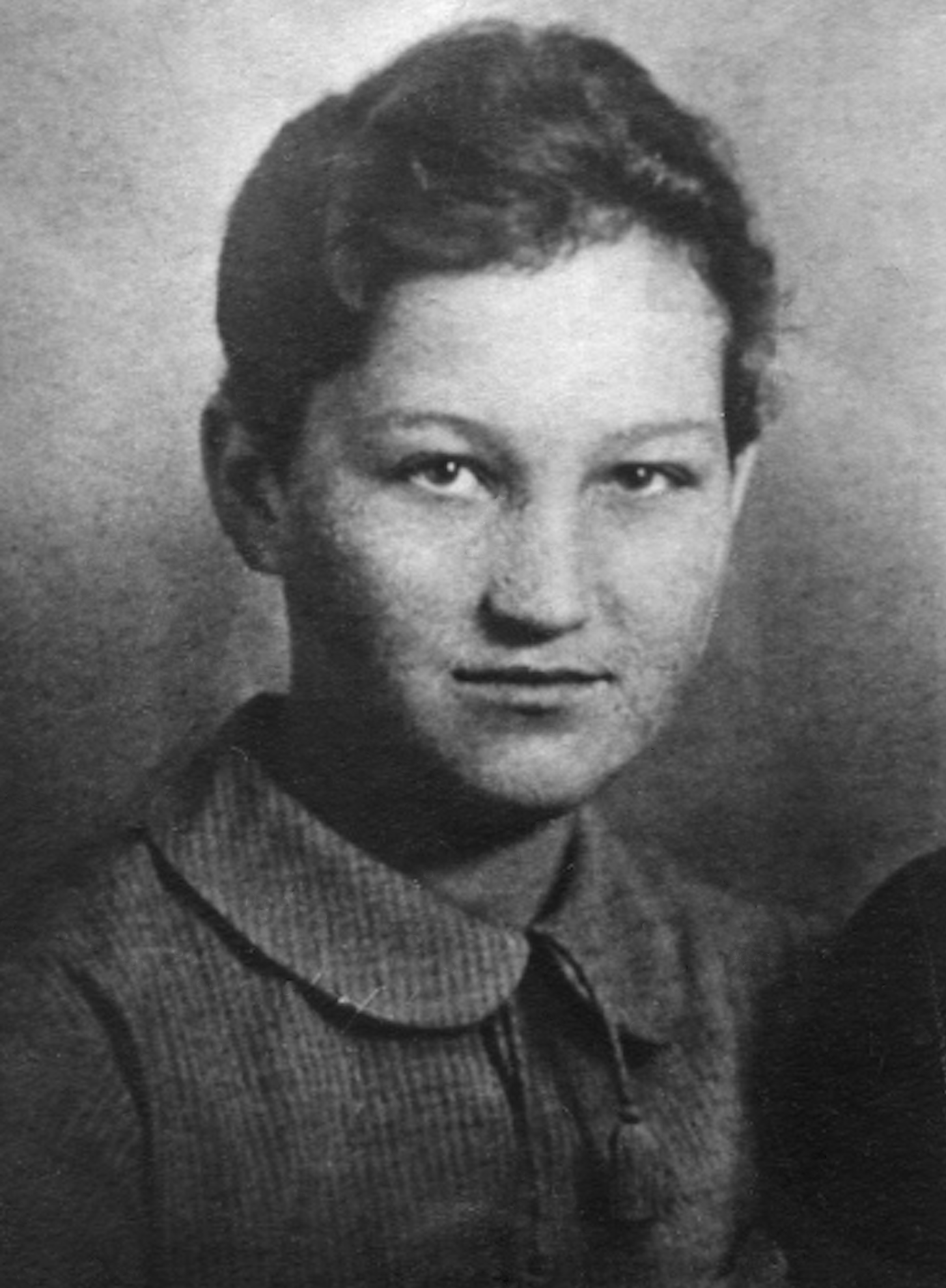
ゾーヤ・コスモデミヤンスカヤ(赤軍兵士（英語版）)
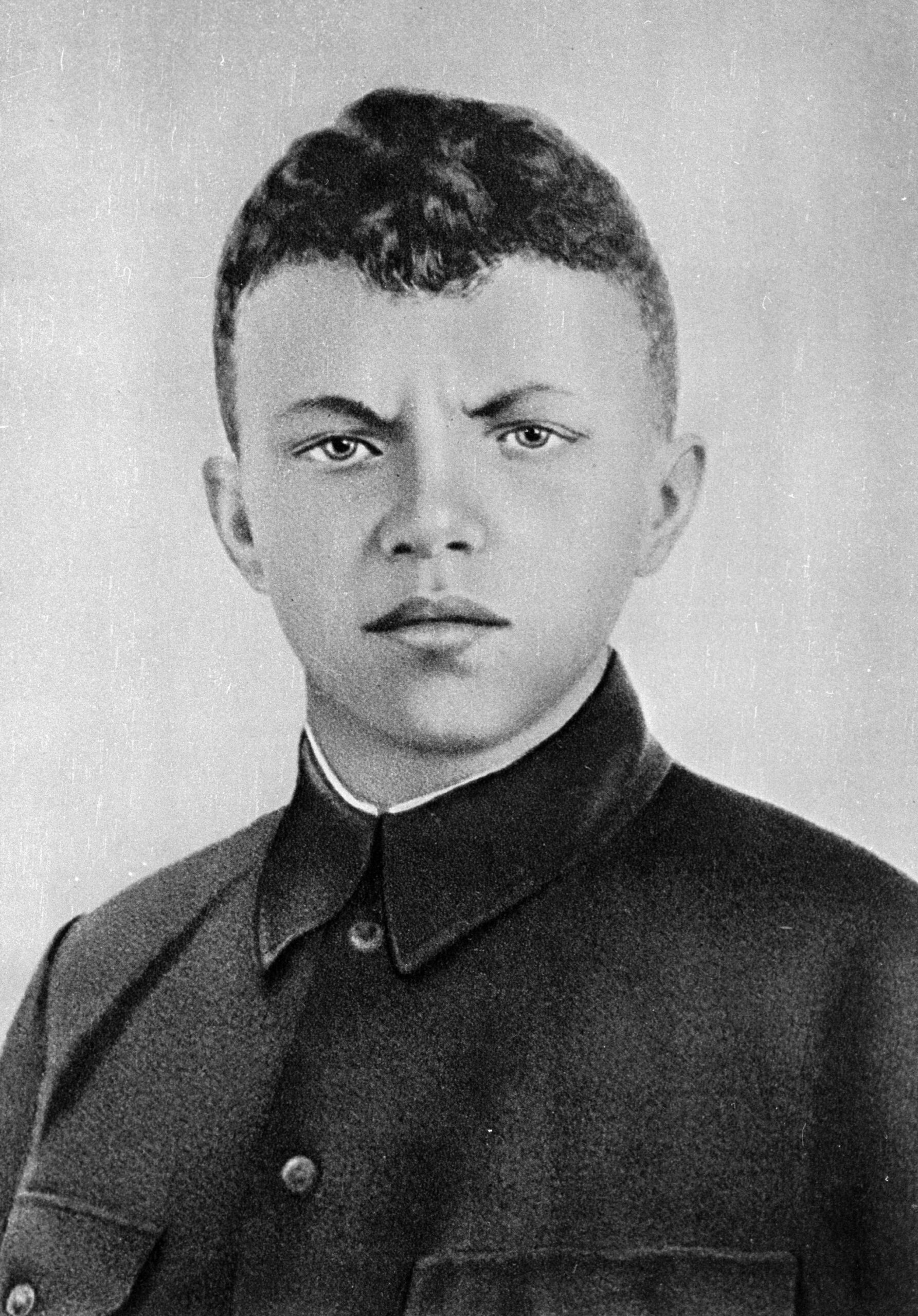
アレクサンドル・マトローソフ(赤軍兵士)
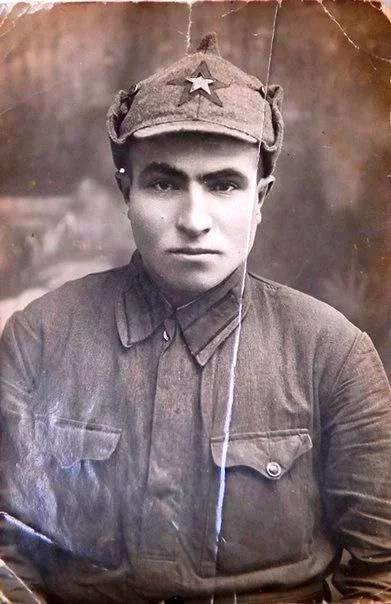
セミョーン・ヒトラー（ロシア語版）(赤軍兵士)
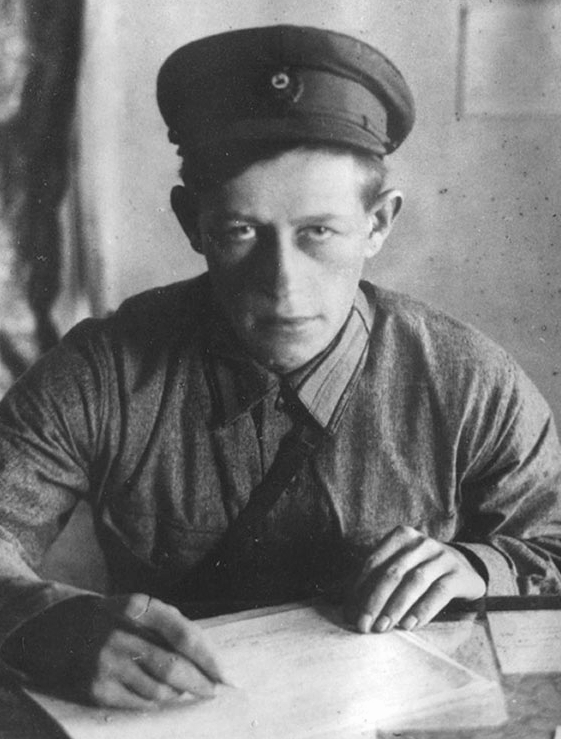
ニコライ・アヴェリン（ロシア語版）(赤軍兵士)
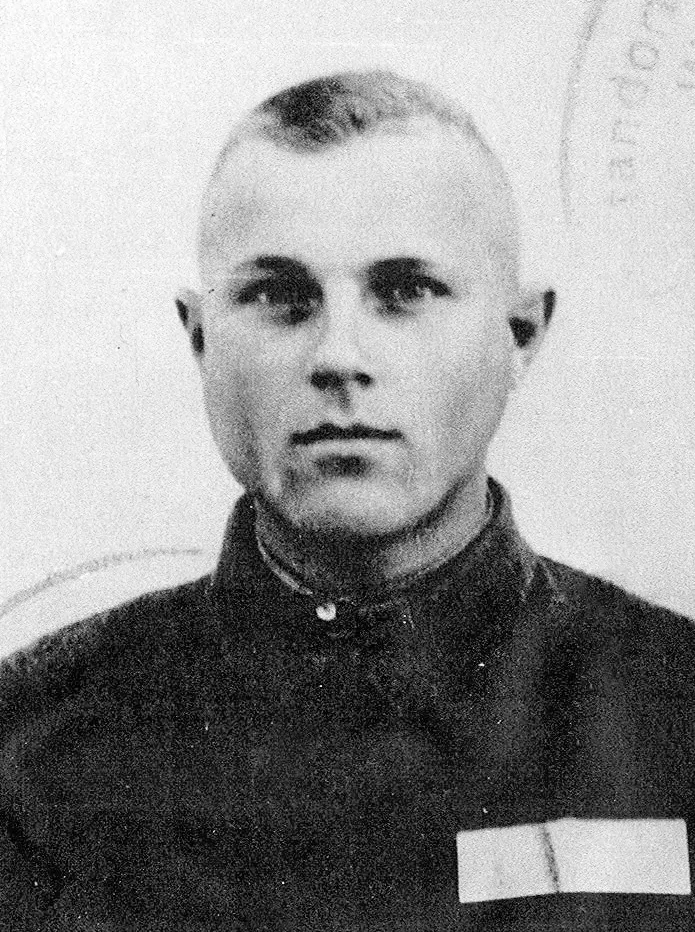
ジョン・デミャニュク(赤軍兵士)
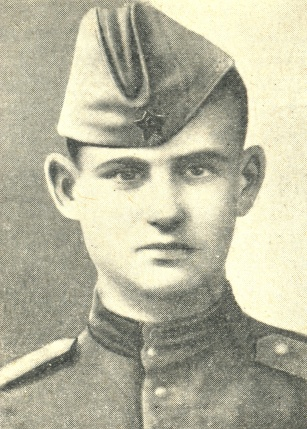
ドミトリー・シュコンダ（ロシア語版）(赤軍兵士)
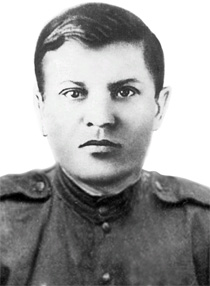
ヤーコフ・シュクロフ（ロシア語版）(赤軍兵士)
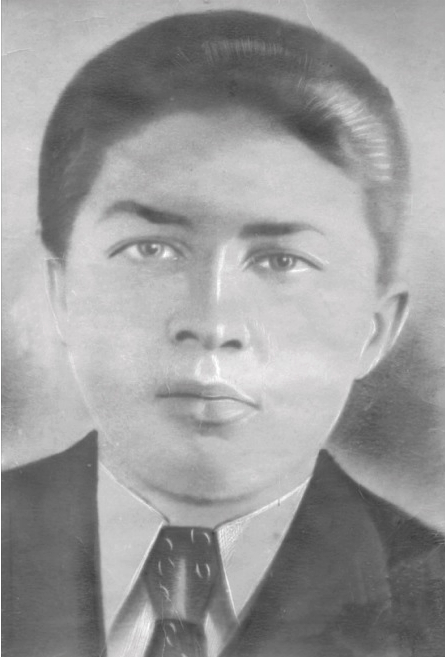
セルゲイ・アニシチェンコ（ロシア語版）(赤軍兵士)
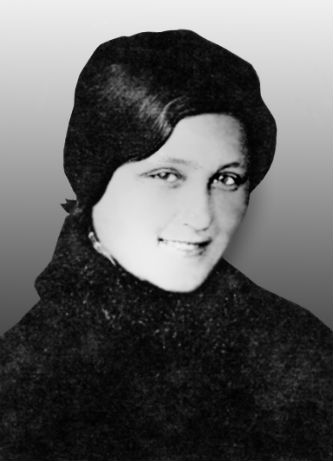
アリム・アブデナノワ（英語版）(赤軍兵士)
ヴィクトル・トゥマール（ロシア語版）(赤軍兵士)
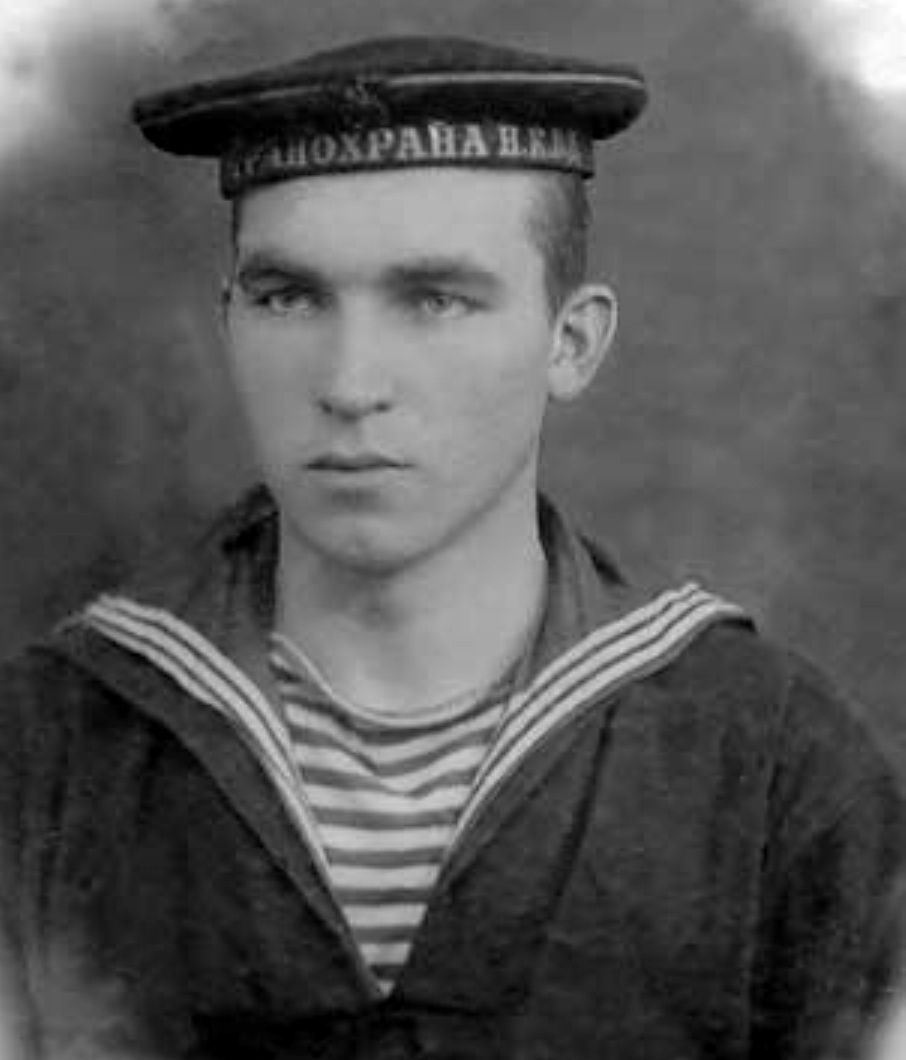
ドミトリー・オルグツォフ（ロシア語版）(海軍水兵兼パルチザン)
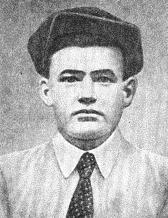
ミハイル・パニカハ（英語版）(海軍水兵)
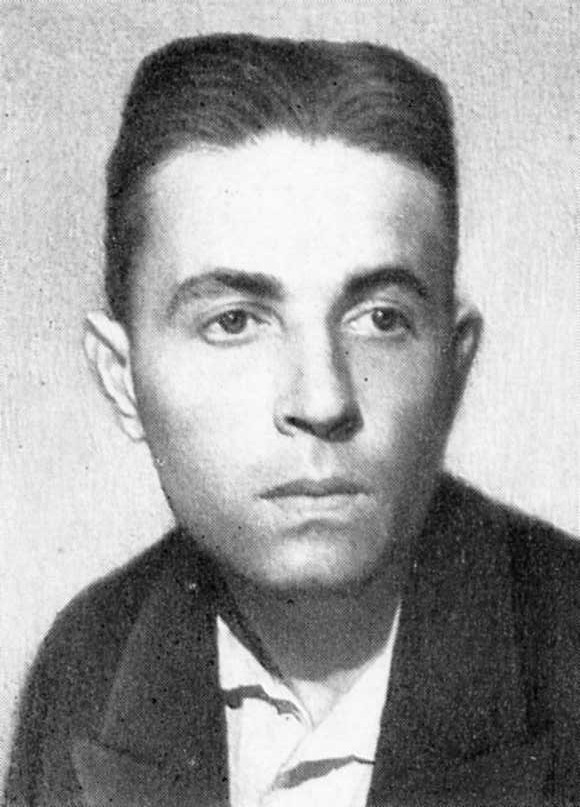
ヴァディム・ストレルチェンコ（ロシア語版）(人民民兵)
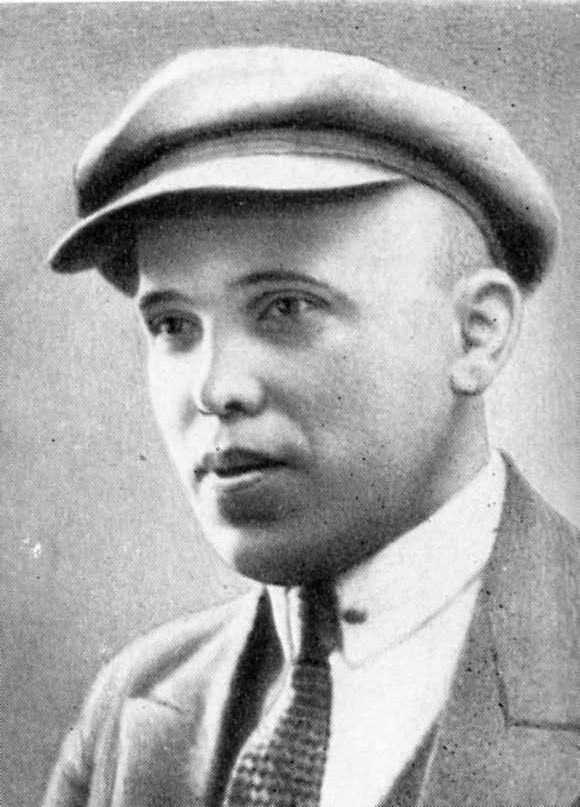
レオニード・スボティン（ロシア語版）(人民民兵)
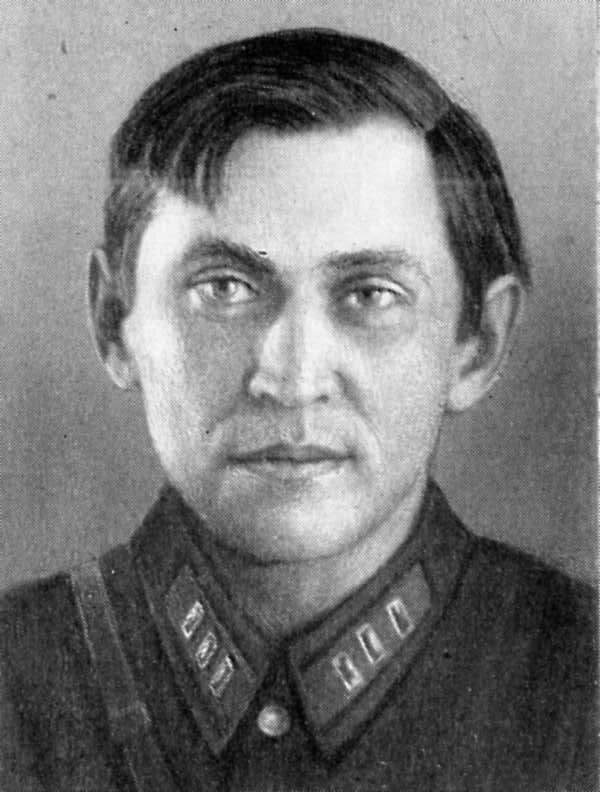
ヴィタリー・クヴァスニツキー（ロシア語版）(人民民兵)
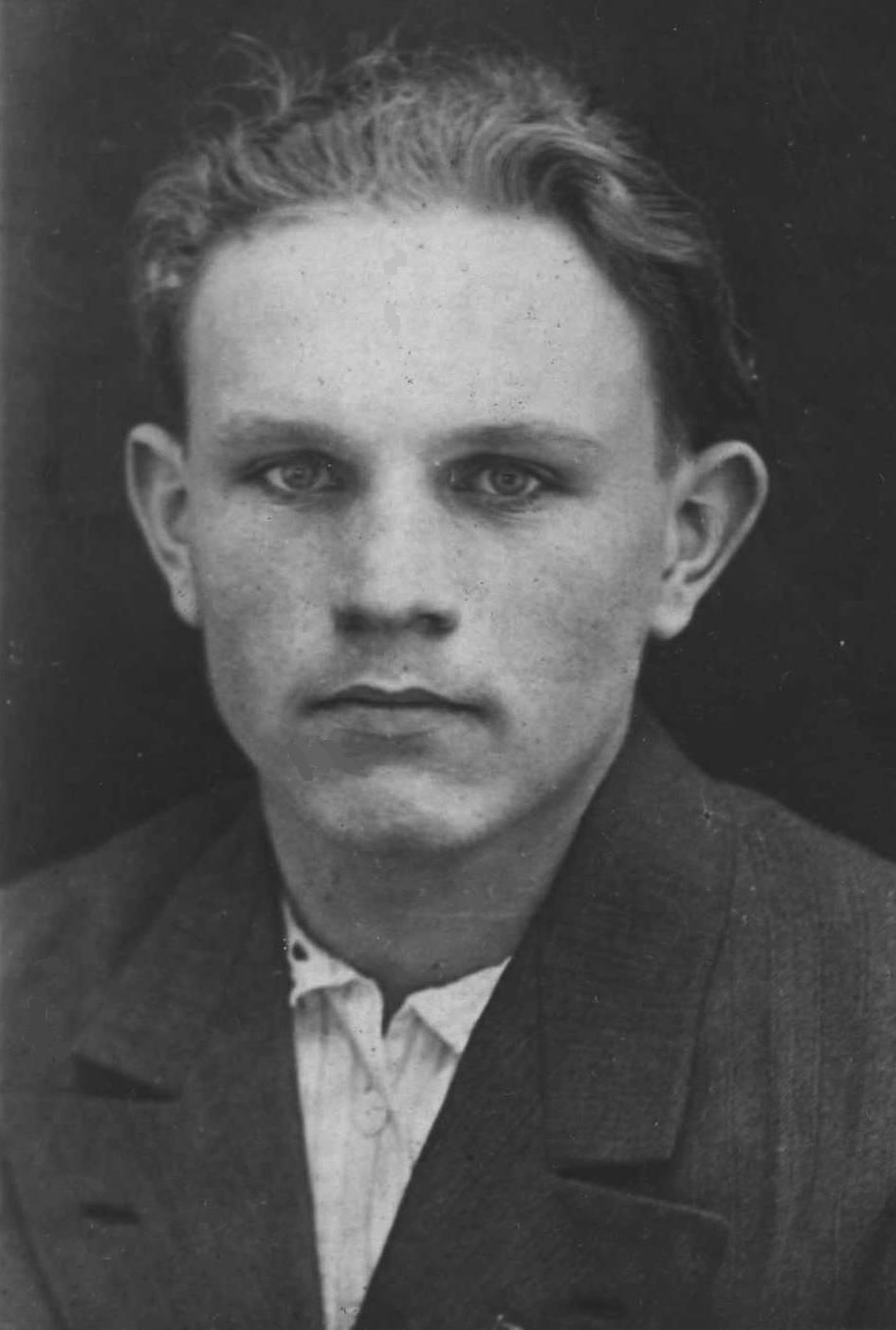
ヴィクトル・トレチャケヴィチ（ロシア語版）(パルチザン)
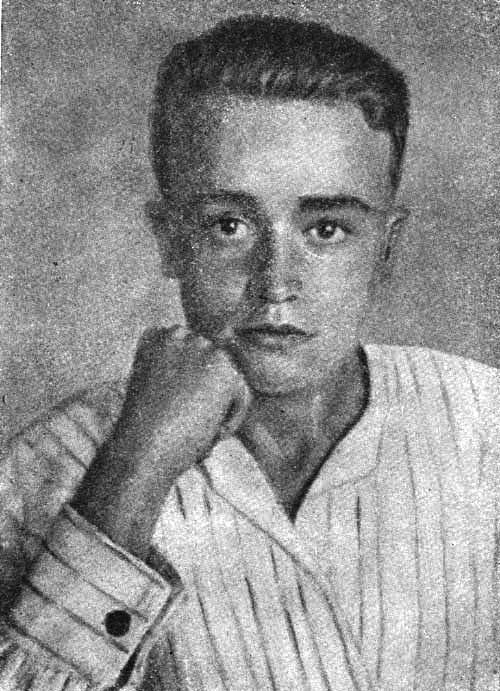
オレグ・コシェヴォイ（英語版）(パルチザン)
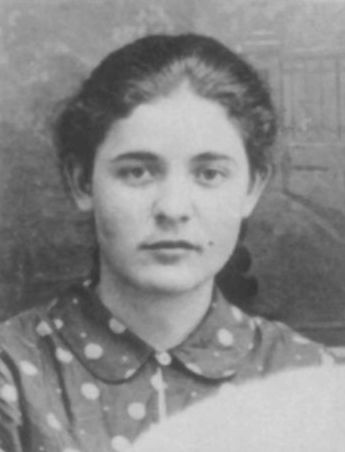
ウリアナ・グロモヴァ（英語版）(パルチザン)
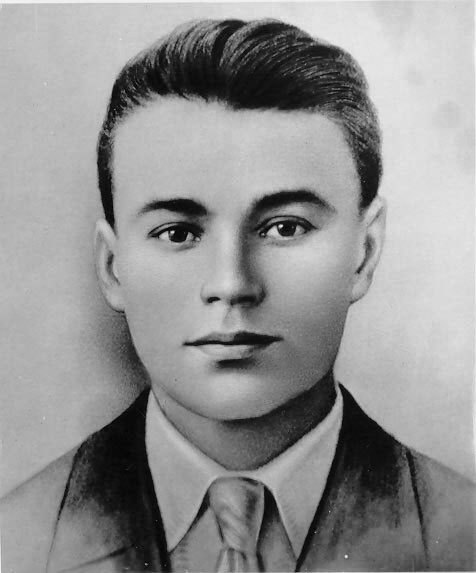
イワン・ゼムヌホフ（ロシア語版）(パルチザン)
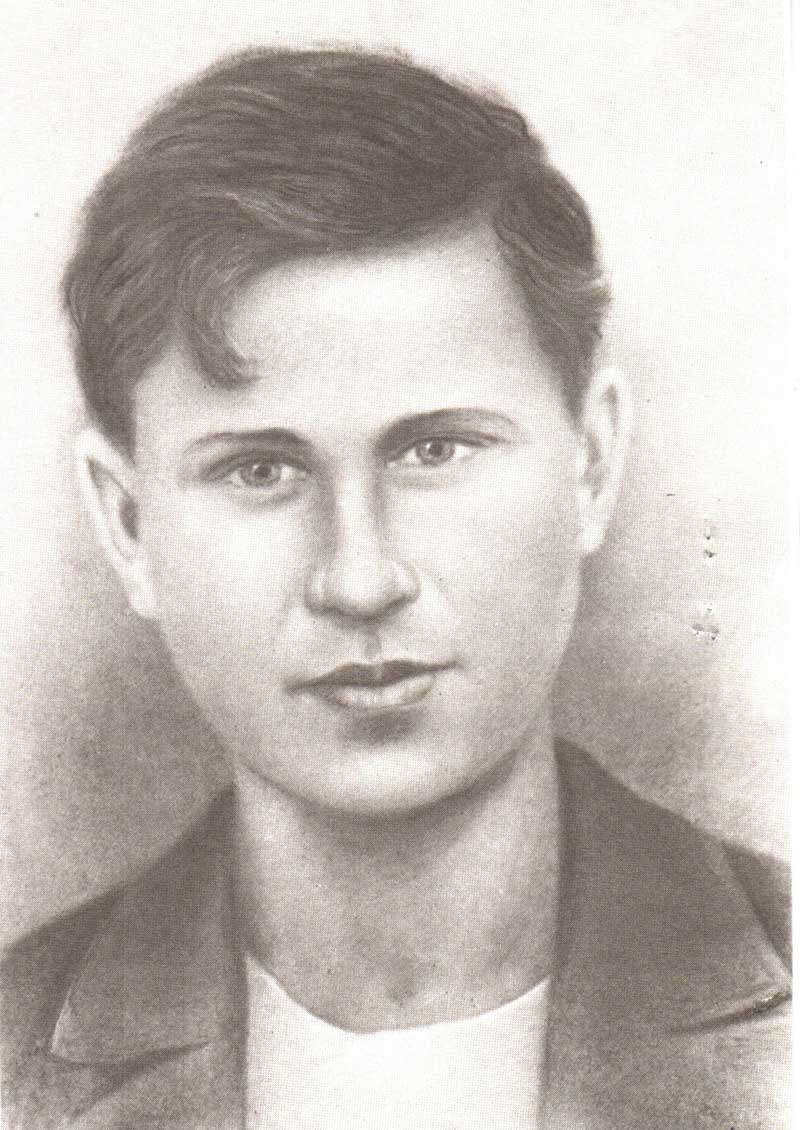
セルゲイ・チェレーニン（ロシア語版）(パルチザン)
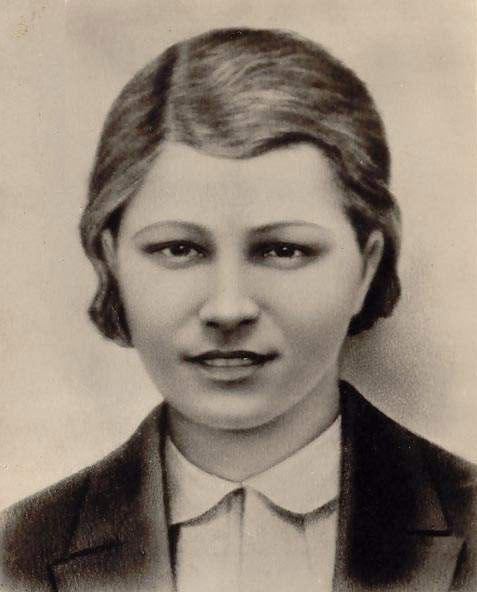
リュボフ・シェフツォワ（英語版）(パルチザン)
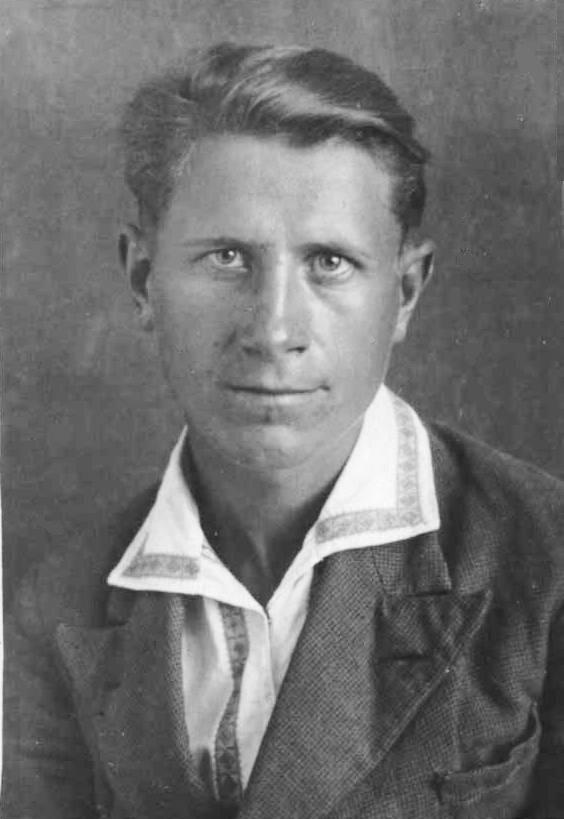
ニコライ・ミロノフ（ロシア語版）(パルチザン)
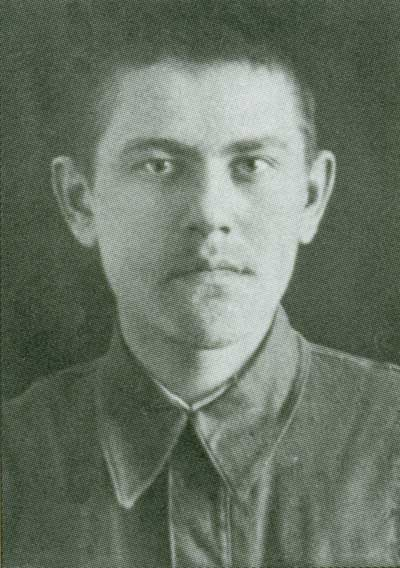
パーヴェル・パラグタ（ロシア語版）(パルチザン)
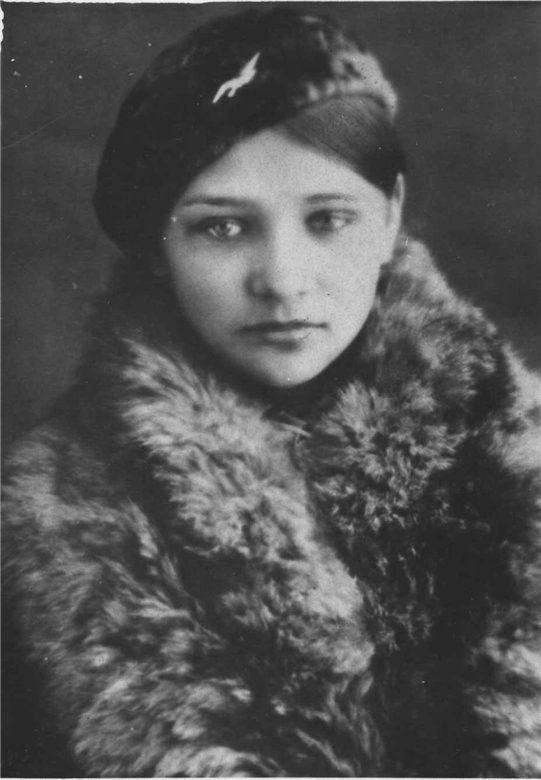
リディア・アンドロソワ（ロシア語版）(パルチザン)
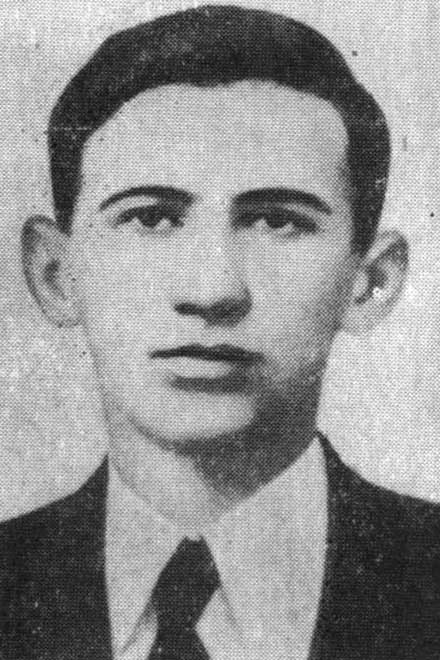
ユーリー・ヴィセノフスキー（ロシア語版）(パルチザン)
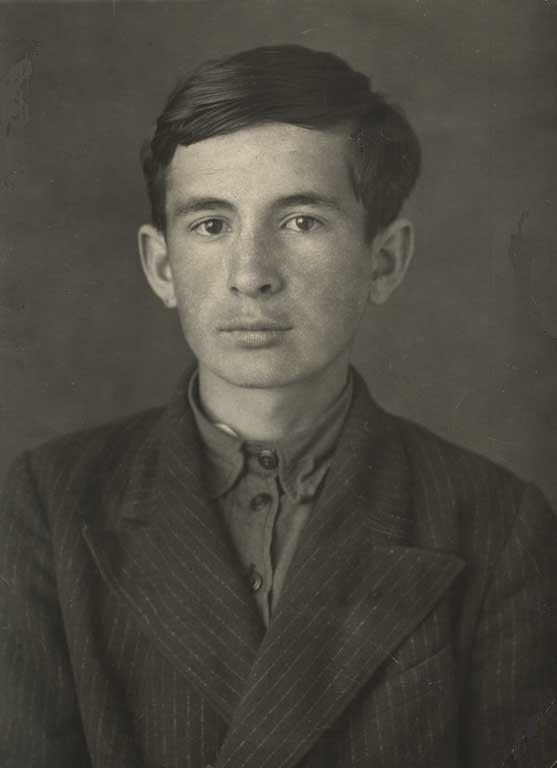
レオニード・ダディシェフ（ロシア語版）(パルチザン)
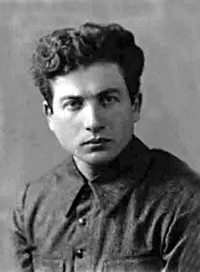
ミハイル・ゲベレフ（ロシア語版）(パルチザン)
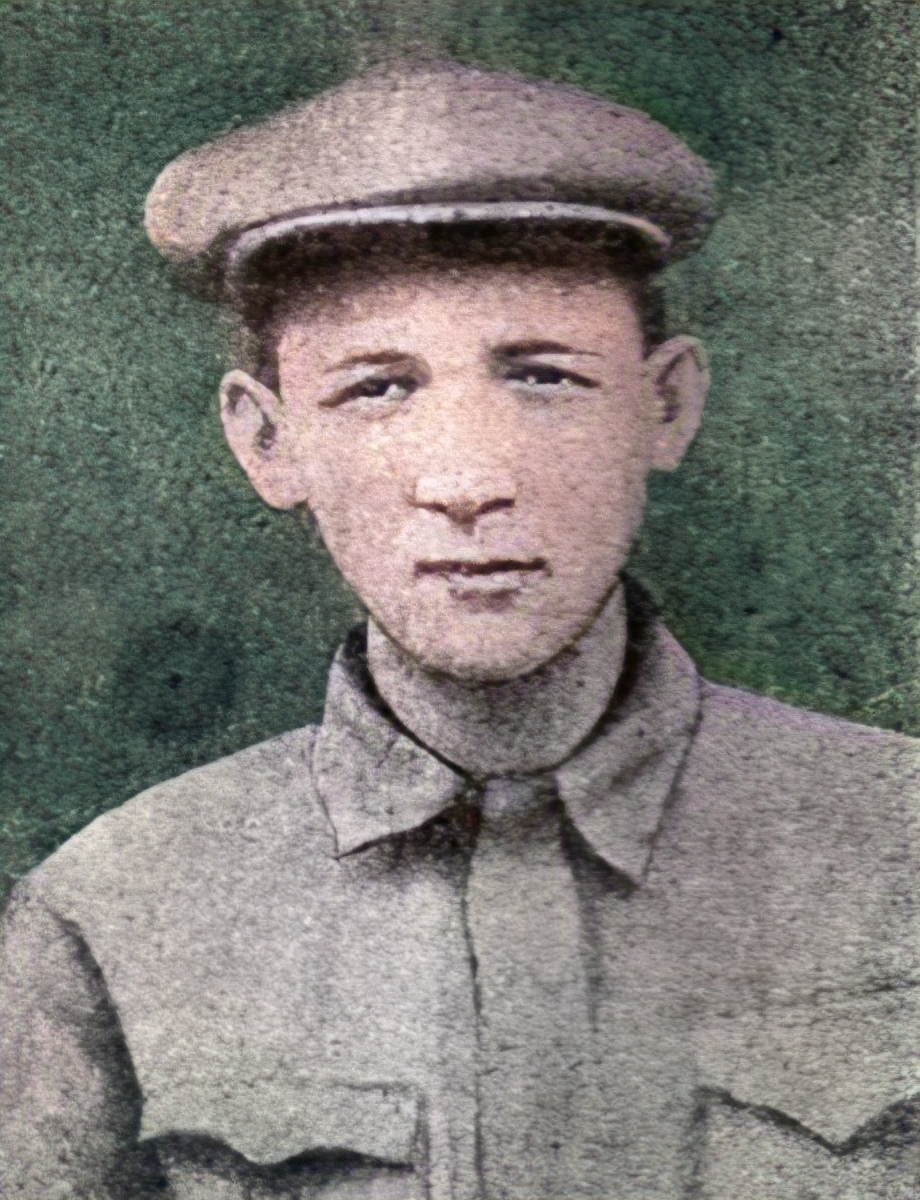
アレクサンドル・チェカリン（英語版）(パルチザン)
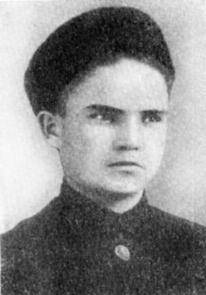
ヤーコフ・ゴルディエンコ（英語版）(パルチザン)
アドルフ・ヴォイツェホフスキー（ロシア語版）(パルチザン)
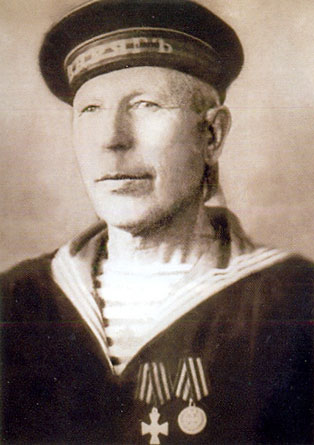
イワン・カプレンコフ（ロシア語版）(パルチザン)
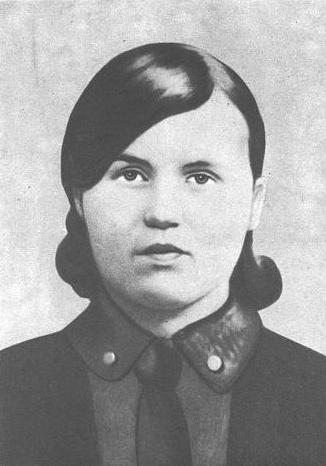
アンナ・リシツィナ（英語版）(パルチザン)
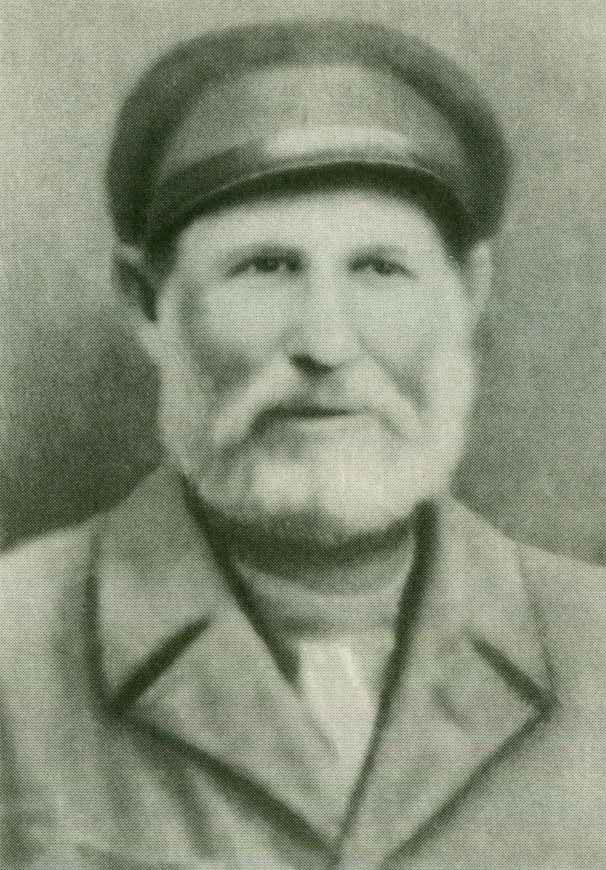
マトヴェイ・クズミン（英語版）(パルチザン)
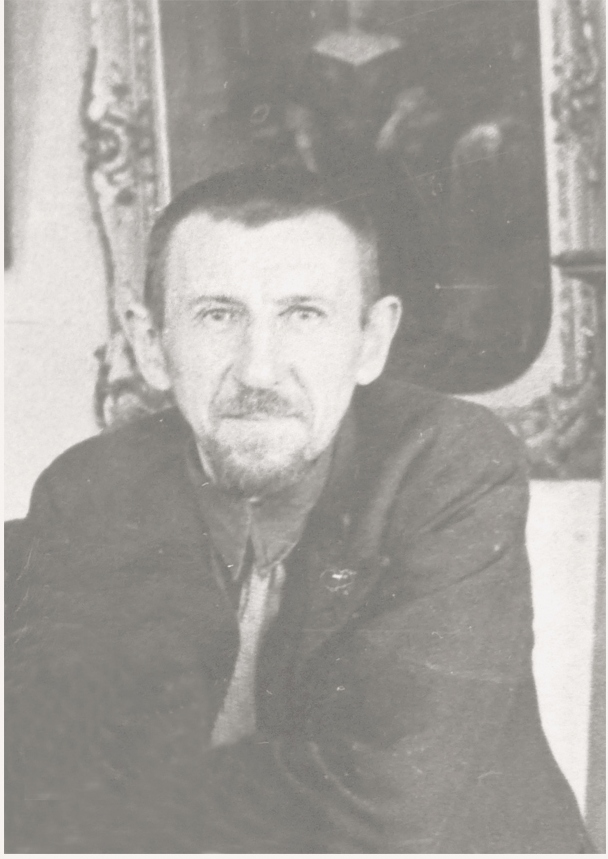
ヴァシーリー・バジレヴィチ（ロシア語版）(パルチザン)
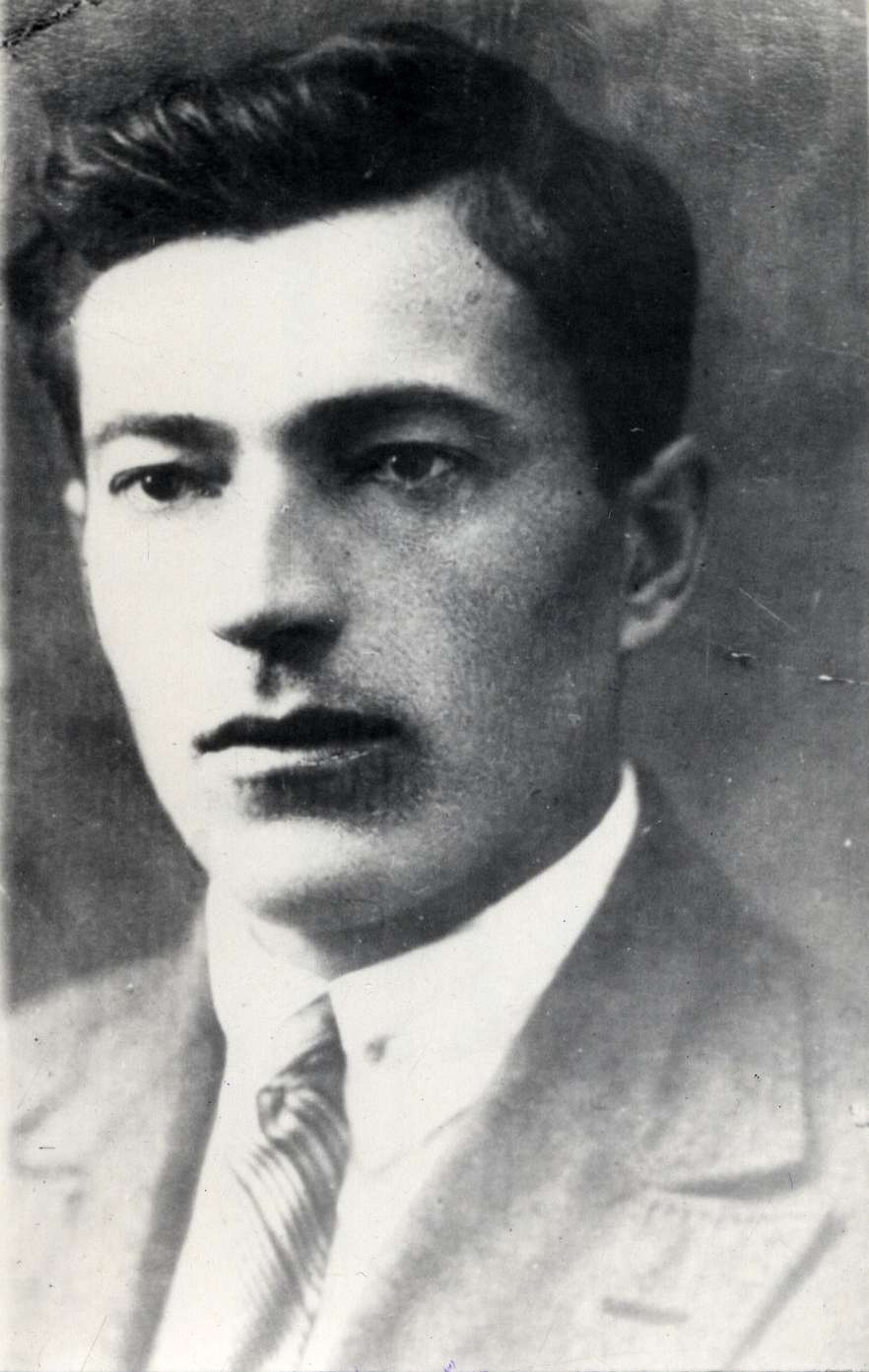
ゲオルギー・セドネフ（ロシア語版）(パルチザン)
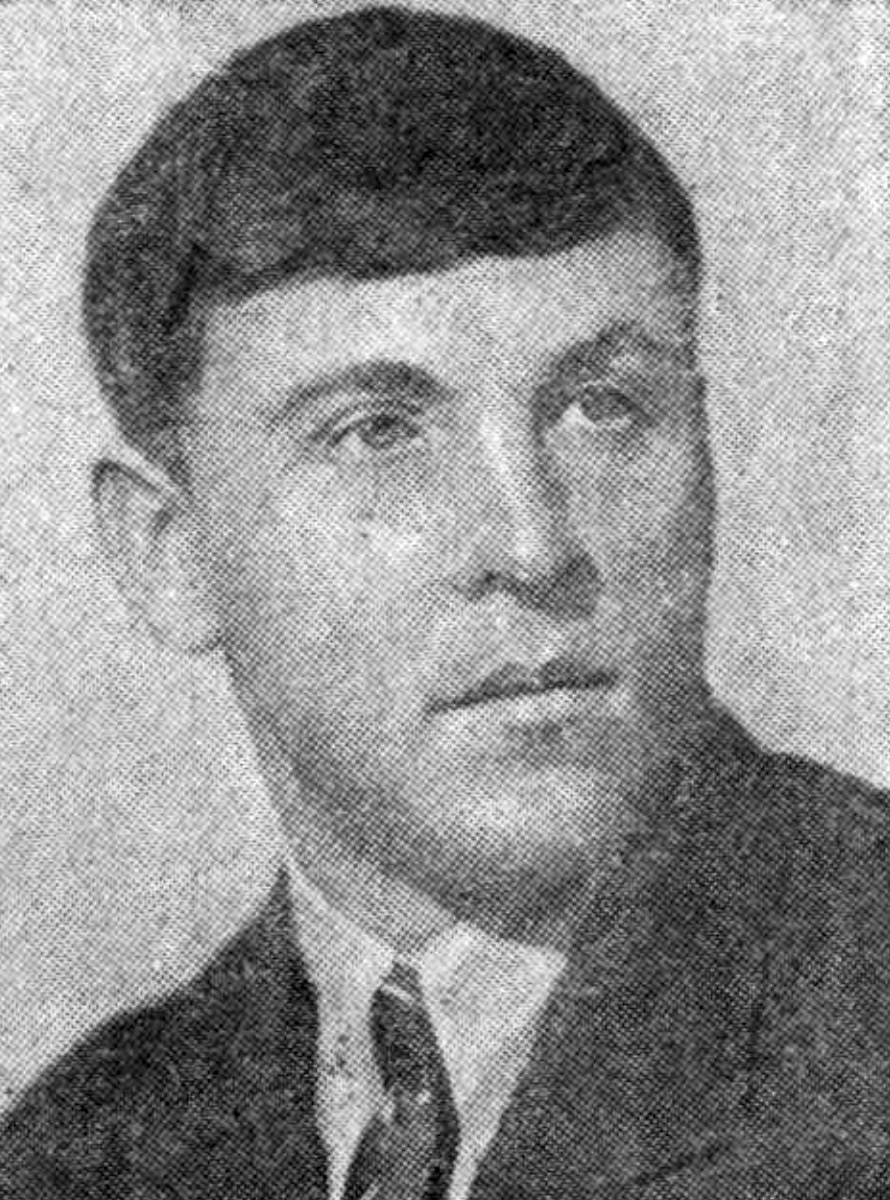
アレクセイ・スタハノフ(労働従事者)

## 勲章

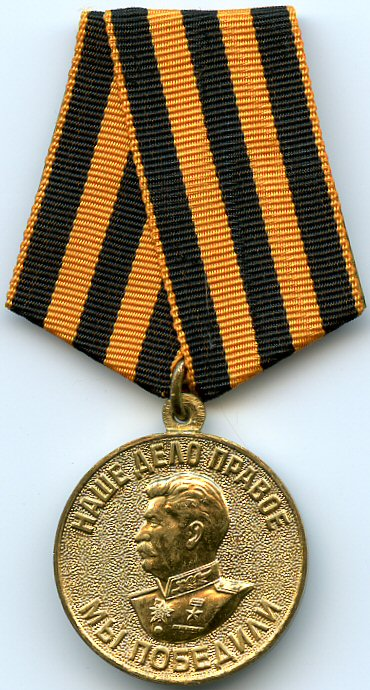
1941年-1945年大祖国戦争における対ドイツ戦勝記章。ロシア帝国・ロシア連邦時代の聖ゲオルギー勲章と同じ、黒とオレンジの縞のリボン（聖ゲオルギーのリボン）を用いている。このリボンは21世紀に入ってから大祖国戦争における勝利のシンボルとしてアウェアネス・リボンなどに使用され、ロシアの愛国心の象徴となった。
祖国戦争勲章